# ONE PIECE海賊列表
ONE PIECE海賊列表列出並說明曾在漫畫《航海王》的海賊，其他角色請參考ONE PIECE角色列表。
擔當聲優配音排列順序為：日語配音（日本）；華語配音（台灣）；粵語配音（香港）；普通話配音（中國大陸）

※備註：粵語配音有三種版本：分別是舊版【愛子動畫】及【亞視】與新版【Now TV（now 101／now觀星台／ViuTV）】。

## 草帽海賊團

目前的草帽海賊團

草帽海賊團（Straw Hat Pirates），通稱草帽一行人（Straw Hat Pirates）。海賊旗圖案是戴著草帽的骷髏頭。該團於東海成立，航行至今由魯夫所集結的9名船員（總共10人），因魯夫招募船員的偏好，船員們來自不同地方，個性能力都大相逕庭，甚至可以說是整個世界中最不一樣、最奇特的團體之一。海賊團最初的船舶為卡拉維爾帆船「前進梅利號」，不料在水之七島因使用年限已至而功成身退。之後，佛朗基和艾斯巴古等船匠建造一艘以獅頭為特徵、寶樹「亞當」為原料的單桅縱帆船「千陽號」。不同於故事中的一般人與普通海賊，他們異常重視其主船，將其人格化地重視，視為團員的一分子。作為回應他們的船因此有船的精靈進駐，船舶也多次解救團員於危機之中。
魯夫在東海出航時依序招募到索隆、騙人布、香吉士、娜美，並在打敗惡龍的當下，開始受到海軍懸賞。進入偉大航路後，在威士忌山峰與阿拉巴斯坦王國公主薇薇相遇，薇薇也順勢跟他們一起短暫冒險，途中在磁鼓島招募到喬巴。抵達阿拉巴斯坦後，魯夫在該國首都阿爾巴那打敗王下七武海克洛克達爾，使得世界政府開始留意他們；另外，薇薇最終決定留在阿拉巴斯坦，向魯夫一行人告別，與此同時，魯夫順手招募到羅賓。在司法島打敗CP9後，全員都被懸賞通緝成為全世界的焦點，並在返回水之七島後招募到佛朗基。在恐怖三桅帆船，魯夫打敗王下七武海月光摩利亞，並招募到布魯克。航行到夏波帝諸島時，全員都被巴索羅繆·大熊彈飛分散到世界各地。魯夫經由席爾巴斯·雷利的指點，給船員們兩年的時間各自修煉，並相約再見面。
兩年後全員再次聚集於夏波帝諸島，重新展開偉大航路後半段海域「新世界」的冒險，首站來到魚人島，並在當地遇見魯夫的恩人吉貝爾，雖然魯夫有意招募，但對方以有事為由暫時婉拒。抵達新世界後，在龐克哈薩特與托拉法爾加·羅所率領的哈特海賊團結盟，欲打敗王下七武海多佛朗明哥，接著雙方在多雷斯羅薩正式交戰，最終由魯夫獲勝，魯夫的戰友們亦在戰後自願加盟草帽海賊團成為旗下海賊，組成總數約5,600人的「草帽大船團」。在佐烏，以「狐火」錦衛門為首護衛光月家的家臣們結合該島上「摩科莫公國」的純毛族正式加入魯夫與羅的海賊同盟，結為忍者海賊純毛武士同盟（Ninja-Pirate-Mink-Samurai Alliance），欲打敗四皇「百獸」海道與和之國將軍黑炭大蛇，實現和之國開國之目標。前往和之國前夕，吉貝爾於萬國正式加入，同時魯夫因參與暗殺「BIG MOM」夏洛特·莉莉而被世界經濟新聞社社長摩甘茲稱為「第五位海上皇帝」。
在和之國，魯夫與羅的海賊同盟除了光月家家臣與純毛族之外，還加入了以花之豹五郎為首的黑道老大以及兔丼囚犯們，兵力總計為5,400名，尤斯塔斯·基德也為了向海道復仇宣布參戰。另一方面，「BIG MOM」夏洛特·莉莉為了向魯夫報破壞宴會之仇來到和之國，狹路相逢的海道和莉莉在經過一番殊死戰後，共同宣布雙方海賊團將組成海賊同盟，海道也在接下來的金色神樂宴會當天與黑炭大蛇決裂，還將其殺害。雖然BIG MOM海賊團方面只有莉莉和其長子裴洛斯培勒在場，但仍變成了三位超新星 VS 兩位海上皇帝的「鬼島大戰」，最終由魯夫、羅、基德三位超新星為首的一方獲勝。戰後，草帽海賊團正式晉升為「四皇」的勢力之一，並將和之國作為旗下的地盤。
目前草帽海賊團總懸賞金為88億7,600萬9,000貝里，再加上草帽大船團已知總懸賞金15億8,300萬貝里，總懸賞金合計為103億5,000萬3,000貝里。
此外，在單行本第84卷SBS中，6月13日被認定為「草帽一夥之日」。

### 草帽一伙
蒙其·D·路飛（Monkey D. Luffy）
聲優（成年）：田中真弓（日本）；詹雅菁／錢欣郁【代演】（台灣）；刘昭文（舊）／周恩恩（新）（香港）；楊天翔／郑凯誉（中國大陸）
聲優（幼年）：田中真弓（日本）；詹雅菁（台灣）；吳小藝（舊）／周恩恩（新）（香港）；常蓉珊（中國大陸）
演員：伊納基·戈多伊（日語配音：田中真弓；台灣配音：賈文安）
草帽海賊團船長、草帽大船團大首領／大船長，外號「草帽小子」（草帽魯夫）、現任「四皇」之一，目前懸賞金為30億貝里。
羅羅諾亞·索隆（Roronoa Zoro）
聲優（成年）：中井和哉（日本）；宋克軍（台灣）；黃志成（舊）／張振聲（新）（香港）；趙毅／高晗（中國大陸）
聲優（幼年）：浦和惠（日本）；林美秀→詹雅菁→許淑嬪（台灣）；譚淑英（舊）（香港）
演員：新田真劍佑（日語配音：中井和哉；台灣配音：王辰驊）
草帽海賊團戰鬥員（劍士／劍豪）、草帽大船團九名大幹部之一，外號「海賊獵人」，目前懸賞金為11億1,100萬貝里。
娜美（Nami）
聲優：岡村明美／山崎和佳奈（代演）（日本）；許淑嬪（台灣）；曾佩儀（舊）／鄭家蕙（新）（香港）；喬詩語／阎么么／马倩文（中國大陸）
演員：艾蜜莉·拉德（日語配音：岡村明美；台灣配音：張乃文）
草帽海賊團航海士、草帽大船團九名大幹部之一，外號「小偷貓」，目前懸賞金為3億6,600萬貝里。
騙人布（Usopp）
聲優（成年）：山口勝平（日本）；符爽（台灣）；陳旭明（舊）／黃啟明（新）（香港）；郝祥海／高正暠（中國大陸）
聲優（幼年）：山口勝平（日本）；符爽→詹雅菁（台灣）
演員：雅各·羅美洛·吉勃遜（日語配音：山口勝平；台灣配音：鈕凱暘）
草帽海賊團狙擊手、草帽大船團九名大幹部之一，外號「狙撃王」、「GOD」，目前懸賞金為5億貝里。
賓什莫克·香吉士（Vinsmoke Sanji）
聲優（成年）：平田廣明（日本）；孫中台（台灣）；陳偉權（舊）／李家杰（新）（香港）；藤新／荣雨奇（中國大陸）
聲優（幼年）：大谷育江（日本）；詹雅菁→連婉鈞（台灣）；姜麗儀（舊）（香港）
演員：塔茲·史卡勒（日語配音：平田廣明；台灣配音：張騰）
草帽海賊團廚師、草帽大船團九名大幹部之一，外號「黑腳」，目前懸賞金為10億3,200萬貝里。
多尼多尼·喬巴（Tony Tony Chopper）
聲優：大谷育江／伊倉一惠（代演）（日本）；詹雅菁／錢欣郁【代演】（台灣）；王夢華（舊）／鄧潔麗（新）（香港）；山新／阎么么／杨鸣（中國大陸）
草帽海賊團船醫、草帽大船團九名大幹部之一，外號「超愛棉花糖的喬巴」，目前懸賞金為1000貝里。
妮可·羅賓（Nico Robin）
聲優（成年）：山口由里子／小林優子（代演）（日本）；許淑嬪（台灣）；吳小藝（舊）／王慧珠、莊巧兒（新）（香港）；季冠霖／牟珈论（中國大陸）
聲優（幼年）：永井杏→山根綺（童年）；許淑嬪（台灣）
演員：蕾拉·阿波娃
草帽海賊團考古學家、草帽大船團九名大幹部之一，外號「惡魔之子」，目前懸賞金為9億3,000萬貝里。
佛朗基（Franky）
聲優（成年）：矢尾一樹（初代）→木村昴（二代）（日本）；符爽（台灣）；柯偉聰（新）（香港）；圖特哈蒙／孟令军（中國大陸）
聲優（幼年）：野田順子（日本）；許淑嬪（台灣）
草帽海賊團船匠、草帽大船團九名大幹部之一，外號「鐵人」，目前懸賞金為3億9,400萬貝里。
布魯克（Brook）
聲優：長（日本）；宋克軍（台灣）；简怀甄（新）（香港）；郭盛／苗楠（中國大陸）
草帽海賊團音樂家、草帽大船團九名大幹部之一，外號「鼻唄」、「靈魂之王」，目前懸賞金為3億8,300萬貝里。
吉貝爾（Jinbe）
聲優（成年）：鄉里大輔（初代）→寶龜克壽（二代）（日本）；宋克軍（台灣）；譚漢華、黃子麟（新）（香港）；刘琮（中國大陸）
聲優（幼年）：坂本千夏（日本）；連婉鈞（台灣）
草帽海賊團掌舵手、草帽大船團九名大幹部之一，前任「王下七武海」，外號「海俠」，目前懸賞金為11億貝里。

### 草帽大船團
草帽大船團（Straw Hat Grand Fleet），是由7名船長率領的5,600餘名成員組成的大艦隊，誓言效忠於魯夫和草帽海賊團。大船團於多雷斯羅薩戰役落幕後所成立，成員全都是跟魯夫一同討伐唐吉軻德家族的戰友，在戰役結束後，相互號召歸順魯夫。雖然魯夫因為熱衷自由而未喝下成為「老大」的交杯酒，他們仍自願喝下結義之酒，而且所有在多雷斯羅薩一戰中表現出危險度的人（多為旗下所有船團的船長或首領們），亦被增加5,000萬貝里的懸賞金。目前全員懸賞金額合計為15億6,400萬貝里以上。根據設定，未來7位船長將各自成長變強，在「某個事件」的號召下，完成一件足以名留青史的大事件。

#### 俊美海賊團
俊美海賊團（Beautiful Pirates）是由卡文迪許率領的海賊團，船員75名。海賊船名為「沉睡森林白馬號」（Sleeping White Horse of the Forest），船首是白馬的樣貌。
卡文迪許（Cavendish）
聲優：石田彰（日本）；符爽（台灣）；劉明月（中國大陸）
年齡：26歲，生日：8月31日，身高：208公分，星座：處女座，血型：XF型，出身地：偉大的航路「布魯喬亞王國」，喜歡的食物：玫瑰、玫瑰花茶，討厭的食物：拉麵，代表動物：白馬，霸氣：見聞色、武裝色。
俊美海賊團船長、草帽大船團1號船船長，外號「白馬卡文迪許」（Cavendish of the White Horse）和「海賊貴公子」（Pirate Prince）。懸賞金額：3億3,000萬貝里（多雷斯羅薩事件後）。
相貌英俊優雅的絶世美男子，留著覆蓋瀏海的過肩金髪碧眼的青年男性，頭戴綴有絨毛綴飾的牛仔帽，有著貴族風裝扮，在女性中人氣很高。被稱為劍術天才的實力派，使用武器世界屈指的名刀「迪朗達爾」是把與身高接近的西洋長劍。說話習慣自稱「本少爺」，魯夫稱他作高麗菜，巴特洛馬則稱呼他「爛菜頭」。
個性驕傲自戀，自稱沒有完全沒靠任何努力，熱衷於成為眾人的目光焦點，若是別人無視他的存在或是搶走他的風頭，就會變得非常生氣，被魯夫吐槽是個「小肚雞腸」的傢伙。本身患擁有罕見的特殊夢遊症症狀，即一旦睡著就會以「夢遊」姿態，覺醒名為「白馬」的第二人格特徵，比原先已是劍術天才的卡文迪許擁有強上一倍的劍術，性格也會變得相當冷酷無情。
原是布魯喬亞王國王子，童年時代便深受國境裡的女性歡迎，但在成年後反而因為過受歡迎導致國境裡的適婚女性不願結婚，本為王族的卡文迪許被判過受歡迎罪，分配5億貝里和74名部下遭祖國放逐。爾後在當年的隆美爾王國，一旦夜幕降臨，就有多名人士連續遭到瞬殺，連前往支援的海軍依舊不敵，由於瞬殺速度快的有如一陣風，時人因而將此不知何人所為的殺人事件稱為「隆美爾的鐮鼬」，卡文迪許本人也因第2人格的作為被迫成為海賊，然而他卻對這樣帶來的人氣十分樂在其中。在頂點戰爭爆發的前年，以超過2億貝里的驚人懸賞額和「俊美新人」的名號踏進新世界，但在頂點戰爭爆發後，記者報導的焦點紛紛轉移至白鬍子及數名陸續崛起的海賊新人身上，令向來自戀的卡文迪許心生不滿，揚言要將礙眼的後輩們全都殺光。
得知多雷斯羅薩的鬥技場比賽獲勝獎品是「火焰果實」，認為火焰果實應該由自己吃下，並認為「最惡劣世代」會被吸引參加，可藉由競賽打倒對方報被搶走新聞焦點之仇，卻意外由暴力集團首領青椒得知魯夫的真實身分，及時出面制止青椒，並發誓要在比賽前打敗魯夫。在魯夫取得決賽資格後，再次和魯夫展開對決，但隨即被中途出現的青椒家族和蕾貝卡出面干預制止。參加D組競賽時，對全場觀眾出言謾罵蕾貝卡的行為感到不齒，斥責現場觀眾逞口舌之快對人落井下石的舉動，令所有觀眾和魯夫為之動容。競賽期間介入蘇萊曼和蕾貝卡的對決，於戰鬥期間陷入沉睡狀態，「白馬」人格甦醒後，迅速擊潰D賽區的全數參賽選手，但再攻擊蕾貝卡的最後一擊被其躲過致命傷，僅擊落她的頭盔亦讓她倒地一段時間，因為白馬的人格再度沉睡而倒地不起，失去晉級資格。
事後和其餘戰敗選手們被送進堆滿廢棄玩具的處理廠底部，被砂糖使用童樂果實的能力變成玩具，後由於草帽海賊團和頓達塔族的SOP作戰計劃成功而恢復原狀，和其餘參賽選手協助魯夫等人對抗唐吉訶德家族。當古拉迪斯遭到巴特洛馬猛擊之時，受到屏障的衝擊而使得「白馬」人格覺醒，並將擊敗伊迪歐後趕往援助古拉迪斯的德林傑斬殺，後白馬曾高速奔上岩壁試圖攻擊羅賓，但反被羅賓制服，後憑著自己的意識控制住「白馬」人格。多雷斯羅薩戰役結束後，感激草帽魯夫恩義，放下尊嚴自願加入草帽海賊團的旗下。航行期間偶遇為追逐卡文迪許而尾隨在後的仰慕者組成的海賊團，向蘇萊曼訴說自己的過往和說明仰慕者們並無敵意。圓蛋糕島篇落幕後接受記者採訪，透露自己已和其他7個海賊團組成大船團的訊息。
角色創作來源取自史實記敘詩羅蘭之歌的主人公第一聖騎士羅蘭，双重人格取自罗伯特·路易斯·斯蒂文森小说《化身博士》里的主人公亨利·杰基尔和海德博士，第二人格狀態則取自英國倫敦著名殺人魔開膛手傑克，名字取自于纳粹德军的元帅“沙漠之狐”隆美尔和日本妖怪镰鼬。（隆美爾王國背景有疑似英国首都伦敦的大笨鐘）。官方英文名Cavendish可能取自英国探险家、私掠船船长“领航员”Thomas Cavendish。
技能
美劍
使用名刀迪朗達爾所施展的劍術。迪朗達爾是中世紀歐洲大陸上的三大聖劍之一，其招式名稱大多來自於西方戲劇的名稱。
- 美劍·青鳥

以迪蘭達爾對敵人使出的強力直刺攻擊，由於出招時非常快速，因此突刺的過程中劍的周圍會產生出氣流，使威力更加強大。卡文迪許曾以此招抵擋了青椒撞破大陸冰山的鐵頭功。招式名稱來源為比利時劇作家莫里斯·梅特林克的童話話劇《青鳥》。
- 美劍·天鵝湖

翻身縱躍並以倒立的姿勢至對手的上方，隨後以迪蘭達爾對周圍的目標進行華麗的旋轉斬擊，如同在跳芭蕾舞一樣的閃亮攻擊能一口氣將周圍的目標全數砍倒。招式名稱來源為俄羅斯作曲家柴科夫斯基的芭蕾舞劇《天鵝湖》。
- 美劍·斬·星屑王子

先以迪蘭達爾從地面上瞬間劃開一條刀之軌跡，再沿著這軌跡直線拉到空中，瞬間將刀向後揮斬，如同劈開星辰一樣將處在軌跡中的目標全數砍倒。招式名稱來源為法國作家安托萬·德·聖-埃克絮佩里的著名作品《小王子》。
- 美劍·圓桌

先以持迪蘭達爾的姿態高速衝向對手後跳躍至空中，並側身迴轉360度砍向對手，旋轉的同時握著的迪蘭達爾也會劃出圓形的斬擊將對手的頭部華麗的砍斷。招式名稱來源為中世纪傳說中亞瑟王的朝廷中最高等的骑士「圓桌騎士」。
- 金銀雙斧

雙手握住迪蘭達爾的刀柄對敵人使出強力的揮砍攻擊，同時能夠防禦對手的攻擊招式，卡文迪許曾以此招抵擋了多佛朗明哥的「彈線」。招式名稱來源為童話故事「金斧頭與銀斧頭」。
法露爾（Farul）
生日：8月29日，星座：處女座。
黑鬃白馬，卡文迪許的坐騎，從小就跟在他身邊。馬鞍旁掛有擴音器。與卡文迪許一同代表十二生肖的馬。
名字取自于法王查理曼的日语拟音。
蘇萊曼（Suleiman，斯萊曼）
聲優：成田劍（日本）；孫中台（台灣）
年齡：40歲，生日：1月30日，身高：240公分，星座：水瓶座，血型：S型，出身地：南海，喜歡的食物：酸奶。
俊美海賊團戰鬥員，迪亞斯海戰A級戰犯，外號「斬首者蘇萊曼」（Suleiman the Beheader），懸賞金額：6,700萬貝里。
外貌特徵是臉部鼻樑有道橫長傷疤的中年男性，金色直髮，頭戴綴有骷髏和華麗飛翼圖案的高帽，遮蓋他的一隻眼睛，穿著一件帶有尖領的黑色軍服，配戴著褒章，使用武器是軍刀。是愛國主義者，過去是「迪亞斯海戰的英雄」，曾在迪亞斯海戰立下大功，最後卻被自己深愛的祖國視為戰犯放逐，從此混跡於黑社會成為聞風喪膽的劊子手，以處刑敵人為樂。儘管他是流亡的戰犯，但他表示仍愛著他的國家。
在多雷斯羅薩參與爭奪火焰果實的大賽，作為鬥牛鬥技場D賽區選手登場，在競賽期間盯上蕾貝卡並對其發動猛烈攻勢，蕾貝卡因為其和己身相似的境遇而試圖婉勸蘇萊曼，蘇萊曼仍不為所動，試圖再次對蕾貝卡發動攻擊，此時卡文迪許介入兩者間的戰鬥，卡文迪許睡著後的第2人格白馬反擊蘇萊曼，最後被其所施展的迅捷劍術砍傷，最終淘汰出局。事後和其餘戰敗選手們被推進堆滿廢棄玩具的處理廠底部，被砂糖使用童樂果實的能力變成玩具，後由於草帽海賊團和頓達塔族的SOP作戰計劃成功而恢復原狀，和其餘參賽選手協助魯夫等人對抗唐吉訶德家族，與幹部掌心雷交戰後落敗。
於多雷斯羅薩戰役結束後加入俊美海賊團，並自願草帽海賊團旗下，加入後與卡文迪許彼此合得來，善於傾聽卡文迪許發言。
名字由來取自希伯來語圣经里的以色列之王所罗门王拟音和争霸中东的帝王苏莱曼一世 (奥斯曼帝国)。

#### 巴特俱樂部
巴特俱樂部（Barto Club）是由巴特洛馬率領的海賊團，船員56名，所有船員均為草帽海賊團的忠實粉絲。海賊船名為「前進魯夫前輩號」（Going Luffy-senpai），船首是魯夫的樣子，雙手更模仿魯夫的橡膠果實能力延長至船身，主桿為前進梅利號的頭，船尾為喬巴頭像，後被紅髮海賊團摧毀。團中沒有航海士，出現航行問題甘比亞會打電話問小時候在故鄉時常光顧的零食店老婆婆。全部船員都是陸上小混混組成，因此都不習慣航海旅程而均會暈船，被索隆吐槽「虧能活到新世界」。
巴特洛馬（Bartolomeo，巴托洛米奧）
聲優：森久保祥太郎（日本）；宋克軍（台灣）；林帽帽（中國大陸）
年齡：24歲，生日：10月6日，身高：220公分，星座：天秤座，血型：X型，出身地：東海「羅格鎮」，喜歡的食物：粗點心，討厭的食物：蔬菜，代表動物：土狼。
巴特俱樂部船長、草帽大船團2號船船長，外號「食人鬼」巴特洛馬（Bartolomeo the Cannibal）。懸賞金額：2億貝里（多雷斯羅薩事件後）。
特徵是草綠色雞冠頭，右眼下繪有眼紋，穿著鼻環，面若惡鬼，胸膛刺著黑色的翼狀半環紋身，穿著背後有骷髏圖案的黑色大衣和格子紋長褲，腰間配戴短刀的男子，說話時帶有方言口音，習慣在語尾加上「唄」，獨特笑聲是「嘿哈哈哈」（Hehahaha）。「食人鬼」的稱號來自他兇惡殘忍的性格、嚇人的外表和盛氣凌人惡劣的態度，曾於某處城市對無辜市民砲擊縱火，甚至還四處散佈遭串燒虐待的海賊影像，被世間稱為「最希望其消失的海賊實時排行榜NO.1」的瘋狂超新星。他也有放蕩不羈且極度重視義氣的一面，願為夥伴兩肋插刀也在所不惜，亦會對曾經交手過的對象伸出援手。
超人系「屏障果實」能力者，屏障人。出招時會先擺出交叉手指（將中指與食指相互交疊的手勢，在國外此手勢代表幸運與十字架驅魔）就可以在所處的區域張開一層透明的防護屏障保護自己不受任何外力攻擊（包括衝擊波和爆炸），現在已知的是防護罩本身非常堅硬難以突破，連多佛朗明哥的鳥籠也切不碎，而且防護罩也可以根據能力者的意思變化成不同的形狀來進行不同角度的防守。弱點是只要被對方制住雙手，讓兩指無法相互交疊就無法張開防護罩；而且在同一時間裡張開屏障的總面積是有限的，一次只能張開一面屏障。
頂點戰爭後隔年出道的瘋狂新人，過去尚未出海前，曾經是旗下領地多達150條街的黑道首領，直至魯夫等人航行至羅格鎮的時候，巴特洛馬親眼目擊魯夫在處刑台的氣魄，以及閃電擊中魯夫所在的處刑台的情景給震撼，繼而對魯夫產生憧憬與崇拜的心態，相信魯夫會成為海賊王，至此便持續蒐集所有記載魯夫相關事蹟的新聞報導，最後更因為受到魯夫的影響而決定揚帆出海，亦因此痛恨任何出言侮辱或是和魯夫為敵的對象，會尊稱草帽海賊團的成員為「○○前輩」。
在多雷斯羅薩的鬥技場中還沒出賽先把海軍本部中將梅納德打的遍體麟傷，後於登場參賽的期間朝觀眾席扔出黑色棒球，令席間觀眾誤認為是炸彈而落荒而逃，實際上他只是想測試人性，並對觀眾你推我擠的自私舉動嘲諷他們醜陋至極。B賽區開賽後，巴特洛馬好整以暇作觀虎鬥，隨意小便，使魚人武鬥家哈克看不過去出拳相鬥，卻反過來重傷倒地。「鬣狗」貝拉密與之纏鬥，也落得滿身是傷，最後趁「戰爭之王」伊力薩貝羅二世發動拳擊淘汰B區選手後，利用「屏障果實」能力保護自己不受傷害，再把已無力反擊的伊力薩貝羅二世淘汰出局，取得B賽區的勝利。其宣稱要將大賽獎品「燒燒果實」交給偶像魯夫前輩。並且在獲知索隆想要尋找魯夫的下落後，為了取得索隆的簽名而同意協助索隆搜尋魯夫的所在處，順勢解救險遭掌心雷處決的貝拉密。之後於最終決賽期間協助蕾貝卡和薩波作戰，用言語激起蕾貝卡奮戰對抗高級幹部帝雅曼鐵的決心。其後為了將手銬鑰匙交給羅，隨同蕾貝卡和羅賓前往向日葵花田，順利和魯夫等人會合。
為了保護魯夫而遭唐吉訶德家族旗下幹部古拉迪斯炸成重傷，隨後便對上古拉迪斯，並數次用屏障將其炸裂的攻擊完全阻擋。最後古拉迪斯在羅賓欲登上第2層的牆壁上設置了大爆破，為了保護羅賓便與古拉迪斯交戰，使用防護罩球將兩人關進球形屏障之中，並打算用刀刺穿古拉迪斯的喉嚨讓牆壁爆破停止，但偏了幾厘米僅刺中肩膀。之後牆壁仍然被古拉迪斯爆破為灰燼，不過羅賓和卡文迪許利用白馬的速度飛上了天空躲過了爆炸。而巴特洛馬意識到自己能力的不足，帶著對魯夫前輩的敬意用防護罩槍打倒了露出空隙的古拉迪斯，但也因為重傷而休息、無法再戰鬥。多雷斯羅薩恢復和平3天後為了幫助魯夫一行人逃離海軍的追捕，找了鬥技場的英雄們來幫助魯夫一行人逃離海軍離開多雷斯羅薩。多雷斯羅薩戰役結束後自願加入草帽海賊團的旗下，協助魯夫等人航行至佐烏後向一行人道別。航行期間積極推銷草帽海賊團的標誌，並在某座島上燒了一面紅髮海賊團的海賊旗。圓蛋糕島篇落幕後接受記者採訪，透露魯夫與薩波的義兄弟關係和成立草帽大船團的訊息。
創作來源取自耶穌十二門徒之一的巴多羅買和巴尔托洛梅乌·迪亚士，名字后缀则是取自罗密欧与朱丽叶的男主角罗密欧，形象则取自于英国摇滚歌手大卫·鲍伊和方济·沙勿略。
技能
屏障果實
- 防護罩（バーリア）

屏障果實的基本技，藉著擺出Commons fingers的手勢（將中指與食指相互交疊的手勢），讓自身面前所處的區域張開一層透明的正方形或橢圓形的防護罩，保護自己不受任何外力攻擊，包括衝擊波和爆炸。連「戰爭之王」（又號戰鬥王）伊利薩貝羅二世的「王者拳」都能夠完全防禦。
- 防護罩衝擊（バリアクラッシュ）

先將右拳向前揮出，並以此動作為媒介，將剛剛製造出來的「防護罩」以高速直線衝向目標，並以屏障本身的堅硬度直接撞擊對手的身體，將對手擊飛到遠處。
- 流動防壁·樓梯（流動防壁「樓梯」（バリアビリティ「ステアーズ」））

藉著擺出Commons fingers的手勢（將中指與食指相互交疊的手勢）並以空下來的大拇指彎曲控制剛才張開來的防護罩，使其化為流動的狀態來進行型態變化，將其變成極長的、從地面上延伸到樓頂端的透明階梯。巴特洛馬使用此招讓魯夫等人能夠快速的從王宮第3層趕到王宮第4層。
- 流動防壁·球拍（流動防壁「ラケット」（バリアビリティ「ラケット」））

藉著擺出Commons fingers的手勢（將中指與食指相互交疊的手勢）並以空下來的大拇指彎曲控制剛才張開來的防護罩，使其化為流動的狀態來進行型態變化，將其屏障的一小部分向旁邊衍伸，便會形成透明的平板狀球拍，保護遠處的人不受任何外力攻擊。
- 防護罩·突進牛（バリア・ブルズ）

由於巴特洛馬使用防護罩保護羅賓，因而被羅賓的一個眨眼眼神煞到神，為了回報羅賓前輩的感謝而激動使出的瘋狂掃敵技。將長方形的防護罩化為推土機前方的大型推土刀，並讓自己全速向前衝，讓前方的防護罩跟著自己的速度向前推進，便能讓防護罩推土機前方的障礙物和敵人全部鏟飛。缺點是若目標向兩旁逃去便能夠輕鬆閃躲推土機的攻擊。
- 防護罩球（バリアボール）

製造出一個外表光滑的透明巨大球體防護罩來同時包住自己和目標物。此招可防禦來自於外部的攻擊，也能夠防止球體內部的攻擊波及到外部的同伴。
- 尊敬神拳·防護罩槍（オマージュ神拳 バリバリのピストル）

製造出能夠完全包住自己右拳的小型透明球狀防護罩，便會讓自己的右拳成為堅不可毀的強大鈍器，隨後便讓纏繞著防護罩的硬拳直接毆擊對手的頭部，讓對手因受到強大的痛擊而倒地不起。招式名稱模仿魯夫的「橡膠槍」。
甘比亞（Gambia）
聲優：家中宏（日本）；孫中台（台灣）
生日：2月18日，星座：水瓶座，出生地：東海。
巴特俱樂部參謀，外號「傳教士」（The Missionary），懸賞金額：6,700萬貝里。
留著朝天的波浪長髮，雙臂有豹紋刺青，胸膛中央刺著十字架，配戴墨鏡的結實男子，使用武器是雙節棍。身為參謀性格卻十分輕浮，與巴特洛馬一樣是草帽海賊團的粉絲。有一個住在鄉下的奶奶，當整個海賊團出航遇到狀況的時候就會打電話詢問她，但問到的答案總是一堆與航海毫無關聯的日常小知識。
在鬥技場中還沒出賽時发现潜入的海軍本部中將梅納德在與外部連繫，結果被帶到廁所兼垃圾場打成重傷，但不久梅納德也在同一地方被其船長巴特洛馬打倒。
名字取自于现实中的冈比亚共和国。

#### 八寶水軍
八寶水軍（Happo Navy）領導者為「雜菜」，成員總數：1,000名。是花之國的準軍事團體，曾接受了花之國國王之託以徹底破壞兵器走私為其目的。主船名為「八寶塞」（Happosai），船頭為老虎的造型，此外還有7艘裝甲船「一寶塞（Ipposai）」。
雜菜（Sai，老菜）
聲優：橋本晃一（日本）；孫中台／歐祖豪〈SP薩波篇〉（台灣）
年齡：28歲，生日：8月13日，身高：242公分，星座：獅子座，血型：F型，出身地：西海「花之國」，喜歡的食物：愛妻便當，討厭的食物：螃蟹，霸氣：見聞色、武裝色。
八寶水軍第13代棟樑，草帽大船團3號船船長。懸賞金額：2億1,000萬貝里。
青椒家族的成員，青椒之孫，八衝拳武鬥家。配戴波浪領披風，打赤膊並帶著拉夫領，留著棕色短髮右腹有著「13」刺青（象徵第13代棟樑的標記）的男子，使用武器是把綴有環飾的關刀。個性相當耿直，但非常不喜歡別人說客套話，只要有人對其道謝就會變得非常激動，大罵之餘還會向人比中指。
為調查並摧毀多佛朗明哥的勢力，陪同祖父和弟弟抵達多雷斯羅薩的鬥牛鬥技場參賽。在魯夫制伏斯巴達後，不明白原因的鬥技場守衛以魯夫開賽前就鬧事為由，打算取消他的出賽資格，所幸青椒家族及時出面向守衛說明斯巴達恩首先挑起事端的經過，令魯夫對其不勝感激。後來在魯夫、青椒、卡文迪許爆發肢體衝突的時候，及時出面制止青椒在場外鬧事的行為，才讓原本殺氣奔騰的青椒免於遭鬥技場工作人員提前淘汰的下場。在C賽區開戰之後，見其弟阿葡被放克兄弟擊敗痛毆一頓，直斥其弟修行不足，自言修行八衝拳早捨棄了兄弟之情，但身為「八寶水軍」首領，有義務替部下報仇，遂一腳將放克兄弟擊敗，隨後與「破壞砲」伊迪歐交戰難分難解，不料意外被魯夫擊出場外，淘汰出局。
事後和其餘戰敗選手們被推進堆滿廢棄玩具的處理廠底部，被唐吉訶德旗下特別幹部「砂糖」使用「童樂果實」的能力變成玩具，後由於草帽海賊團和頓達塔族的「SOP」作戰計劃成功而恢復原狀，和其餘參賽選手協助魯夫等人對抗唐吉訶德家族。在決戰期間對峙上唐吉訶德家族旗下殺手BABY5，卻因為在對話間提及需要對方，意外地讓BABY5對其產好感，為了制止其和草帽海賊團和多雷斯羅薩國民為敵而衝動脫口，半開玩笑地要求對方自我了斷，但在見到BABY5當真欲以能力自盡及祖父青椒準備對其下手之際，為阻止BABY5尋短而衝動踢歪了青椒的錐形頭，使青椒感動地讚許雜菜的實力並賜與「錐龍錐釘」之名，雜菜隨即宣稱獲勝後便會迎娶BABY5為妻，並以「武腳跟·錐龍錐釘」擊敗唐吉訶德家族拉歐·G。多雷斯羅薩戰役結束後自願加入草帽海賊團的旗下，因和「二寶水軍」棟樑之女霍璃莎是政治聯姻的未婚夫妻，回到花之國後宣布與原未婚妻霍璃莎解除婚約，遭到對方痛打一頓，而後和BABY5正式結為夫妻。
世界會議篇因為任務需要代表國家出席，決定在任務完成後和國家撇清關係，會議期間為了和頓達塔族兵隊長雷奧出手解救遭天龍人查爾羅斯聖挾持的人魚公主白星，被CP0的羅布·路基出手制止而受傷。之後和雷奧再次阻止了查爾羅斯聖，並將查爾羅斯聖像敲釘子一樣打成重傷。

技能
八衝拳（八衝拳）
擁有百年歷史的「八寶水軍」代代相傳的招式，藉著打擊對方的同時放出具有強大攻擊力的擴散式衝擊波，一般的盾牌無法抵擋此攻勢。除此之外，八衝拳同時也具有強大的防禦力，即使是劍與槍也無法傷害到八衝拳的使用者。拳法名字取自于李书文所开创的八极拳。
- 武腳跟（武脚跟(ブジャオゲン)）

先將「武裝色霸氣」纏繞於腳上，踢向攻擊的目標的同時發出八衝拳的衝擊波將對手擊倒，能夠在打破敵方防守的同時攻擊到目標。
- 奧義「錐龍·錐釘」（錐龍錐釘（きりゅうきりくぎ））

雜菜最強的招式。先將「武裝色霸氣」纏繞於腳上，隨後再將「八衝拳」的衝擊波集中於腳上，藉此將力道集中於一點衝撞對手，將對手的身軀包括骨頭都會完全粉碎甚至化成灰。招式参考自广东十虎之一黄飞鸿的佛山无影脚和少林功夫里的碎石脚。
阿葡（Boo，阿布）
聲優：高塚正也（日本）；符爽（台灣）
生日：8月20日，星座：獅子座，霸氣：武裝色。
八寶水軍第13代副棟樑，青椒家族的成員，青椒之孫，雜菜的弟弟，八衝拳武鬥家。左肩刺有火焰骷髏紋身，右手戴著黑色手套，配戴單邊護肩和披風，武器為斧头，嘴裡缺牙的狂放男子，經常負責制止容易激動的青椒做出衝動的行為。
為調查並摧毀多佛朗明哥的勢力，陪同祖父和哥哥抵達多雷斯羅薩的鬥技場參賽。在C賽區混戰中，與放克兄弟交手，直稱凱利為矮子還揍了他一拳，對於凱利竟然如此不堪一擊這點感到相當錯愕，接著又拿出有武裝色霸氣加持的斧頭砍向背著對他的鮑比，想不到斧頭在碰觸到鮑比的身體之後卻硬生生斷成兩截，最後兩兄弟用夾克果實的能力合體成一人展開攻擊，導致不敵被打敗。事後和其餘戰敗選手們被推進堆滿廢棄玩具的處理廠底部，被唐吉訶德旗下特別幹部「砂糖」使用「童樂果實」的能力變成玩具，後由於草帽海賊團和頓達塔族的「SOP」作戰計劃成功而恢復原狀，和其餘參賽選手協助魯夫等人對抗唐吉訶德家族，戰亂中被馬赫拜茲打敗。多雷斯羅薩戰役結束後隨同「八寶水軍」自願加入草帽海賊團的旗下。
青椒（Chinjao，千奇奧）
聲優：青森伸（日本）；孫中台（台灣）；黃啟明（香港）
年齡：78歲，身高：520公分，星座：射手座，血型：F型，出身地：西海「花之國」，喜歡的食物：青椒肉絲，霸氣：見聞色、武裝色、霸王色。
八寶水軍第12代棟樑（已隱居），雜菜和阿葡的祖父，八衝拳武鬥家。懸賞金額：5億4,200萬貝里（30年前）。
左太陽穴附近有著「12」刺青（象徵第12代棟樑的標記）面容慈祥的駝背長者，一旦被激怒就會鬍鬚飄揚，面如惡鬼，擅長用鐵頭功。與哥爾·D·羅傑和艾德華·紐蓋特同一時代的海賊，通稱「首領」青椒（Don Chinjao），因為奇特的尖錐頭形而得到「錐之青椒（Chinjao the Drill）」的外號，並將自己得來的大量財寶埋藏在一座只有他的頭才能打破的寶玉冰山中，但在30年前的一場戰鬥中，青椒的頭被卡普一拳打凹，讓他无法打破冰山取出财宝，故決定要向卡普的子孫討回這份仇恨。
在多雷斯羅薩的鬥牛鬥技場時認出喬裝後的魯西就是魯夫，並隨口詢問魯夫關於卡普的近況，令魯夫不慎說溜嘴而曝光真實身分，後想要向卡普的子孫輩討回仇恨，因而想殺掉魯夫，卻被卡文迪許阻止，得以讓魯夫趁機逃走。後來因孫子們勸阻青椒停止戰鬥，否則會被大會取消參賽資格，便無法完成遠道而來參加這次大賽的目的，從而停止戰鬥。在鬥技場C組其他選手全部淘汰後，便與魯夫展開正式的對決，最後被魯夫以「橡膠雷神象槍」擊敗，但是頭部也因為猛烈的撞擊恢復了原本的尖錐狀，為了答謝魯夫將他的頭部恢復成原本的模樣，青椒決定不再憎恨卡普，趁著魯夫和卡文迪許於後台展開對決的時候，帶著孫子向魯夫下跪道謝，欲委託魯夫將孫兒管理的八寶水軍納入旗下，但魯夫卻誤認青椒是為尋仇而來，被嚇得落荒而逃。
事後和其餘戰敗選手們被推進堆滿廢棄玩具的處理廠底部，被唐吉訶德旗下特別幹部「砂糖」使用「童樂果實」的能力變成玩具，後由於草帽海賊團和頓達塔族的「SOP」作戰計劃成功而恢復原狀，和其餘參賽選手協助魯夫等人對抗唐吉訶德家族。混戰中了古拉迪斯「地雷炸彈」牽制，接受達伽馬策略，以對抗幹部為優先。在決戰期間見到孫子雜菜欲阻止BABY5以能力自盡，準備用對兩人下手之際，雜菜為阻止BABY5尋短而衝動踢歪了青椒的錐形頭，使青椒感動地讚許雜菜的進步並賜與「錐龍錐釘」之名，但被拉歐·G抓住空隙擊倒。多雷斯羅薩戰役結束後隨同「八寶水軍」自願加入草帽海賊團的旗下。名字则取自于蔬菜青椒。形象则取自于七福神中的财神福禄寿以及二十八宿中的亢宿以及大小金川之役中的将领岳钟琪和蔚山城之战指挥官吴惟忠和李如松。
技能
八衝拳（八衝拳）
擁有百年歷史的「八寶水軍」代代相傳的招式，藉著打擊對方的同時放出具有強大攻擊力的擴散式衝擊波，一般的盾牌無法抵擋此攻勢。除此之外，八衝拳同時也具有強大的防禦力，即使是劍與槍也無法傷害到八衝拳的使用者。拳法名字取自于清末武术家李书文所开创的八极拳。
- 「武頭」（武頭（ブトウ））

八衝拳延伸技，跳上空中並像隕石一樣向著下方的敵人以扁平狀的鐵頭功朝對手發動重擊，全身的體重加上青椒本身的力道使得這招的威力更加倍。
- 「武頭迴轉」（武頭回転（ブトウかいてん））

八衝拳延伸技，「武頭」的強化版，此技為動畫647集原創招式。先雙手合十後跳上空中，在空中翻滾一圈後以頭部為支撐點來實行倒立的動作，隨後以頭部尖端的一點作為平衡點，讓身體隨著頭部的中心軸進行高速迴轉，猶如高速旋轉的陀螺一樣，且可自由的高速移動。可用此驚人的離心力撞飛目標，或者是捲起暴風吹飛目標。
- 「武頭迴轉·亂舞」（武頭回・転 乱舞）

八衝拳延伸技，八衝拳「武頭迴轉」的強化版，此技為動畫649集原創招式。原理跟八衝拳「武頭迴轉」一樣，也是利用身體的軸心進行高速迴轉，只是攻擊速度變得更快，而且會在敵方的四周圍不斷地來回高速移動，讓對手反應不及的同時從背後給予致命性的一擊。
- 「錐龍錐釘·青椒開門」（錐龍錐釘（きりゅうきりくぎ））

八衝拳延伸技，先將「武裝色霸氣」纏繞於尖錐狀的頭部，再將尖銳的頭部撞向目標，只需一擊便能夠將厚厚的冰面砍出數公里長以及數十公尺深的大裂縫。原理是將巨大的力量集中於尖銳的頭部一點來進行破冰般的攻擊，全盛時期的青椒常以此招撞破大陸的冰山。同時此招也是能夠打開「寶玉冰山」的唯一辦法。招式名字取自于童话集《一千零一夜》的童话故事《阿里巴巴与四十大盗》里的咒语芝麻开门。
- 奧義「無錐龍·無錐釘」（無錐龍無錐釘（むきりゅうむきりくぎ））

八衝拳奧義，先將「武裝色霸氣」纏繞於扁平狀的頭部，再以全身的力道以及體重高速衝向雲端，隨後再將「八衝拳」的衝擊波集中於扁平的頭部，藉此來將力道集中於一點衝撞對手，將對手的身軀包括骨頭都會完全粉碎甚至化成灰。招式则取自于铁头功。
- 奧義「錐龍·錐釘」（錐龍錐釘（きりゅうきりくぎ））

八衝拳奧義，先將「武裝色霸氣」纏繞於尖錐狀的頭部，再以全身的力道以及體重高速衝向雲端，隨後再將「八衝拳」的衝擊波集中於尖銳的頭部，藉此來將力道集中於一點衝撞對手，將對手的身軀包括骨頭都會完全粉碎甚至化成灰。青椒最強的招式，能打破寶玉冰山。招式取自于西游记里二十八星宿的亢金龙帮孙悟空撬开金铙的典故。
BABY 5（Baby5）
聲優：佐藤利奈（日本）；許淑嬪（台灣）
年齡：24歲，生日：5月15日，星座：金牛座，身高：181cm，血型：XF型，出生地：北海「庫恩村」，喜歡的食物：迷你長崎蛋糕。
前唐吉訶德家族的幹部，隸屬皮卡軍的特攻部隊的殺手兼女僕→八寶水軍第13代棟樑之妻子。
特徵是黑色長髮，為女僕裝扮的青年女性。吸菸者，自稱為老娘。小時候帶著蝴蝶結，身穿黑色連身裙。執行任務時會佩戴眼罩，並帶上許多重武器。
超人系「武器果實」能力者，全身武器人，能將身體任何部分或整個身體變成槍砲刀劍等多種武器。
是個只要被別人需要就無法拒絕別人，不管是借錢、求婚還是強迫推銷，都會認為己「被需要」而接受，所以經常受騙上當，欠下高達9800萬貝里的債務，訂多達50份報紙，因此被很多渣男人求婚，所以她的未婚夫也成為多佛朗明哥的肅清對象。正因如此多次表示要殺死多佛朗明哥。
BABY5所出生的村子非常貧窮，她出生後被人認為浪費糧食沒有用處，最後被自己的母親遺棄。16年前被家族收留，為家族中收留的100名兒童之一，童年時常和水牛經常被羅希南特欺負，實際上羅希南特是不希望有小孩子受到多佛朗明哥的荼毒，於是藉由動粗讓他們受不了而自動脫離家族，除BABY5和水牛所有人都堅持不到兩天就哭著退出去，然而唯有這兩個孩子羅希南特不管用什麼方式對待都不為所動，羅希南特在此也認為他們已經無藥可救。
曾透過古拉迪斯及粉紅·先生的解說知道羅的悲慘遭遇之後很同情羅，因為羅希南特的事情本來想要教訓羅卻反被羅欺負，和水牛追問羅知道了羅的真名。13年前跟隨家族成員前往密尼翁島追殺羅希南特，和水牛在空中搜尋羅的蹤跡，將海軍保護一名少年的消息報告給多佛朗明哥。10年前跟隨家族成員殲滅利克一族，統治多雷斯羅薩王國。
奉命與水牛前往龐克哈薩特帶回凱薩等人，到達小島後水牛將毒氣吹散。水牛吹散毒氣之後碰巧遇上佛朗基，被佛朗基搶先攻擊，於是BABY5和水牛與佛朗基交戰。使用和水牛配合的招數攻擊佛朗基但佛朗基卻毫髮無傷，之後被佛朗基擊敗。
回到多雷斯羅薩待在王宮待命，在羅被打敗綁在紅心的椅子上的時候，教訓羅反而被羅瞪回，在多雷斯羅薩大動盪後與幹部聚集皇宮，後在王宮高地第2層阻擋競技場參賽者們，戰鬥期間與雜菜對上，卻因為誤會而認為被對方需要，意外地對其產好感，於是雜菜要求BABY5自我了斷，在欲以能力自盡時被雜菜阻止，也因為拉歐·G脫口而出的言語得知在這個海賊團中大家到底是如何看待自己。事後因為雜菜擊敗拉歐·G而訂下婚約，脫離唐吉訶德家族，跟隨加入草帽大船團的八寶水軍離開多雷斯羅薩，後和雜菜正式結婚。形象则取自于清朝女海贼郑一嫂。
技能
武器變身
武器果實的全身武器人，可以將自身的一部分變化成武器。
劍女
將自身變化成劍刃，可以和水牛配合。
飛彈女
將自身變化成導彈，可以和水牛配合。
手槍女
將自身變化成槍，雙手扣動扳機，發射子彈。
鐮女
將自己變化成鐮刀，可以和水牛配合。
飛盤女
動畫版原創，可將自己變化成飛盤來攻擊。
火炎女
動畫版原創，可將自己變化成火炎發射器來攻擊。
手槍腳
將自己的腳變化成機關槍。

#### 伊迪歐海賊團
伊迪歐海賊團（Ideo Pirates）領導者為「伊迪歐」，成員總數4名。海賊船為同屬大船團的歐隆拜斯所贈送，其後一度損壞經重新整修後再度出航。原團隊名稱為「XXX健身房格鬥聯合」（XXX Gym Martial Arts Alliance）。航行期間偶然遭遇火拼的長手族與長腳族，率領布爾吉利、亞布德拉、傑特介入作戰，事後以此契機將海賊團更名「伊迪歐海賊團」。
伊迪歐（Ideo，艾迪歐）
聲優：相澤正輝（日本）；符爽／宋克軍〈ep.732、SP薩波篇〉（台灣）
種族：長手族，年齡：22歲，生日：10月10日，身高：225公分，星座：天秤座，血型：X型，出身地：偉大的航路，喜歡的食物：土耳其烤肉，討厭的食物：豬肉。
伊迪歐海賊團船長、草帽大船團4號船船長。XXX級拳擊手，外號「破壞砲」伊迪歐（Destruction Cannon）的格鬥王，曾獲得「新世界中央格鬥大會」V2的冠軍。外貌是一名綁著髮辮，雙眼眶抹有濃厚眼影的長手族男子。戰鬥時肩膀會凸起，再配合肩膀的力道一次打出如同爆炸般的拳擊，威力相當強大。
在多雷斯羅薩參與爭奪火焰果實的大賽，作為鬥牛鬥技場C賽區選手初登場，將被魯夫擊敗的巨人哈爾汀瞬間轟飛出去。隨後先後與魯夫和「八寶水軍」棟樑雜菜交戰難分難解，不料意外為青椒擊出場外，淘汰出局。事後和其餘戰敗選手們被推進堆滿廢棄玩具的處理廠底部，被唐吉訶德旗下特別幹部「砂糖」使用「童樂果實」的能力變成玩具，後由於草帽海賊團和頓達塔族的「SOP」作戰計劃成功而恢復原狀，和其餘參賽選手協助魯夫等人對抗唐吉訶德家族，亂戰期間與德林傑交戰並落敗。於多雷斯羅薩戰役結束後結成「XXX健身房格鬥聯合」，自願加入草帽海賊團的旗下。
創作來源取自1980年富野由悠季所執導的日本機器人動畫傳說巨神伊甸王。
技能
破壞炮
配合肩膀的力道一次打出如同爆炸般的拳擊，威力相當強大，曾瞬間轟飛已被他人打昏的巨人。
布爾吉利（Blue Gilly，布魯基利）
聲優：成瀬誠（日本）；宋克軍（台灣）
種族：長腳族，年齡：24歲，生日：11月27日，身高：314公分，星座：射手座，血型：S型，出身地：偉大的航路，喜歡的食物：壽喜燒。
伊迪歐海賊團戰鬥員。格鬥家，可以凌空對敵人連續踢出3腳。外貌是一名留著短髮，穿著花襯衫敞开，左大腿有波紋刺青的藍髮長腳族男子。
在多雷斯羅薩參與爭奪火焰果實的大賽，作為鬥牛鬥技場B區選手初登場，擊敗劍鬥士瑞奇後，雖然被達伽瑪拉攏對抗其他對手，但其實仍對達伽瑪抱持著警戒心，並且在發現達伽瑪試圖暗算自己時將其踢出場外，但隨後被伊力薩貝羅二世施展的「王者之拳」擊出場外而淘汰出局。事後和其餘戰敗選手們被推進堆滿廢棄玩具的處理廠底部，被唐吉訶德旗下特別幹部「砂糖」使用「童樂果實」的能力變成玩具，後由於草帽海賊團和頓達塔族的「SOP」作戰計劃成功而恢復原狀，和其餘參賽選手協助魯夫等人對抗唐吉訶德家族，亂戰期間敗於掌心雷。於多雷斯羅薩戰役結束後結成「XXX健身房格鬥聯合」，自願加入草帽海賊團的旗下。
創作來源取自已故所开创截拳道的藝人兼武术家李小龍和职业空手道高手查克·诺里斯以及wka世界重量级王者宾尼·尤奎德兹 和他的弟子腿法高手尚-克劳德·范·达美。
技能
星步射月
用鐵鞭一般的腳使出的踢擊。招式取自于李小龙的成名绝技李三脚。
亞布德拉&傑特（Abdullah&Jeet）
聲優：平井啓二&服卷浩司（日本）；符爽&孫中台（台灣）
伊迪歐海賊團戰鬥員。原賞金獵人，「政府機關爆破事件」的始作俑者，喜歡用卑鄙的手段擊殺對手。亞布德拉為額頭留著3條傷疤，綁著雙髮辮，禿頭的厚嘴唇男子，雙手各持三叉戟；後者為配戴頭巾與珠子項鍊，手持軍刀，面貌兇惡的男性。傑特的笑聲是（Shihahaha）。
在多雷斯羅薩參與爭奪火焰果實的大賽，作為鬥牛鬥技場B賽區選手初登場，在雷潘特與貝拉密展開激鬥時，趁機襲擊雷潘特並輕鬆擊敗他。但兩人隨後被貝拉密先刺住腳根，防止兩人前後包抄，再以徒手扳開雙顎折腰敗北。事後和其餘戰敗選手們被推進堆滿廢棄玩具的處理廠底部，被唐吉訶德旗下特別幹部「砂糖」使用「童樂果實」的能力變成玩具，後由於草帽海賊團和頓達塔族的「SOP」作戰計劃成功而恢復原狀，和其餘參賽選手協助魯夫等人對抗唐吉訶德家族。於多雷斯羅薩戰役結束後結成「XXX健身房格鬥聯合」，自願加入草帽海賊團的旗下。
亞布德拉形象参考自被称为“屠夫”的苏丹摔跤手亚布德拉，杰特形象参考自九一一袭击事件的罪魁祸首奥萨马·本·拉登以及伊朗执政者萨达姆·侯赛因。

#### 頓達塔海賊團
頓達塔海賊團（Tontatta Pirates）領導者為「雷奧」，成員總數目前共200名，由小人族組成，原為「頓達塔族頓達兵團」，共有戰鬥、飛行、偵查等3支部隊。海賊船名為「騙人蘭德號（Usoland）」，是多雷斯羅薩人民特地打造作為謝禮贈予他們的船，船首是騙人布的樣子，海賊團旗幟圖案為栗子頭骷髏頭，底部為草綠色。雖然自稱海賊團，但並未獲海軍懸賞。
雷奧（Leo，雷歐）
聲優：間宮久留美（日本）；詹雅菁（台灣）
種族：小人族，年齡：25歲，生日：7月24日，身高：23公分，星座：獅子座，血型：S型，出身地：偉大的航路「格林比特 頓達塔王國」，喜歡的食物：南瓜，討厭的食物：所有辣的食物。
頓達塔海賊團船長兼草帽大船團5號船船長，外號「戰士」雷奧（Warrior）。原頓達塔族「頓達兵團兵長」（Tonta Corps），外貌是一名配戴皇冠形狀的帽子加護目鏡，身穿淺綠色吊帶褲的小人族男性，武器是相當於自己身形的一把槍及兩根針，成為海賊後配戴一把彎刀。頓達塔族公主蔓雪莉的暗戀對象，但他一直把公主的撒嬌當作任性。
超人系「縫縫果實」能力者，他把惡魔果實能力稱為「縫縫」之力（"Nui Nui" Power）（被族人稱為「奇術」）。能將對手如縫衣服般緊緊縫在地面上，對普通體形的人類（對於小人族來說為「大人類」）也有效。縫線本身非常堅韌，能讓對手無法行動，但不會封鎖惡魔果實的能力。拔除縫線後不會留下任何傷痕或是痕跡，且拔下的縫線會消失。
和多雷斯羅薩的公主絲卡蕾特和次公主碧歐菈有著深厚交情，過去曾經和兩位公主多次戲弄利克·德爾多三世。當利克·德爾多三世因為三人的玩笑生氣時，則由絲卡蕾特和碧歐菈向對方致歉而獲得原諒。在羅賓與騙人布剛進入森林時，親眼目睹他把拒絕繳出武器的海軍全身剝光，並將入侵的羅賓用果實能力困住。後由於羅賓向頓達塔族民解釋自己沒有來犯的意圖，轉而將羅賓鬆綁，向羅賓和騙人布說明解救被困在多雷斯羅薩「SMILE」工廠的頓達塔族民的計畫，隨同其他頓達塔族人突進多雷斯羅薩的地底展開救援行動，和喀布哥聯手擊敗唐吉訶德家族幹部喬菈。
多雷斯羅薩戰役結束後自願加入草帽海賊團的旗下，在與魯夫一行人開完宴會後，返回多雷斯羅薩協助重建城鎮，獲得多雷斯羅薩居民資助海賊船，之後全兵團獲利克·德爾多三世示意擔任世界會議期間的護衛，會議期間為了和八寶海軍首領雜菜出手解救遭天龍人查爾羅斯聖挾持的人魚公主白星，被CP0的羅布·路基出手制止而受傷。之後和雜菜再次阻止了查爾羅斯聖，並將查爾羅斯聖像敲釘子一樣打成重傷。
技能
「縫縫果實」
高級針線活·綴布★縫合（高級仕立（オートクチュール） パッチ★ワーク）
先以針作為媒介製造出數十條絲線，再使用縫合的能力將周圍的數十個對手以線連接在一起。隨後將這些目標像旋轉木馬般纏繞在中間的對手身上。連接好後便大力一扯，便能讓周圍被綁住的對手，對中間的目標施加高達數十人的沉重頭槌撞擊，瞬間擊倒對手。
嘣巴（Bomba）
聲優：稻田徹（日本）；孫中台（台灣）
頓達塔族副長。身穿黑色背心，耳朵戴著金色環形大耳環，體型壯碩，手臂有星星刺青的小人族男性，武器為騎槍。
在喀布不小心暴露其身份時，以麻醉花迷昏羅賓。接受雷奧的委託，隨同其他頓達塔族人突進多雷斯羅薩的地底展開救援行動。與單腳士兵以及部分小人族企圖奪取電梯掌控權，前往多佛朗明哥所在的宮殿，不慎遇上搞錯入口的帝雅曼鐵軍的拉歐·G，拖住拉歐·G，讓單腳士兵得以通過。
藍普（Rampo，蘭博）
聲優：齊藤次郎（日本）；宋克軍（台灣）
頓達塔族副長。佩戴大地色斜條紋狀兜帽，身穿土黃色大衣，神情嚴峻的小人族男性，武器為騎槍。
隨同頓達塔族人突進多雷斯羅薩的地底展開救援行動。與單腳士兵以及部分小人族企圖奪取電梯掌控權，前往多佛朗明哥所在的宮殿，不慎遇上搞錯入口的帝雅曼鐵軍的拉歐·G導致雙方展開激戰，避開拉歐·G之後又再度碰上皮卡軍的古拉迪斯，最後為支援單腳士兵而和喀布雙雙敗於古拉迪斯的「爆爆果實」能力之下。
喀布哥（Kabu，卡布）
聲優：菊池正美（日本）；孫中台／孟慶府〈SP薩波篇〉（台灣）
頓達塔族飛行部隊「黃甲蟲部隊」隊長。身型肥胖，留著甲蟲大顎造型的淺黃髮型，身穿黑色上衣的小人族男性，武器是一對雙矛。
動物系「蟲蟲果實 獨角仙型態」能力者獨角仙人，可變身成獨角仙的模樣作戰，亦能承載同族的對象在空中飛翔。
在族人向羅賓和騙人布說明前進多雷斯羅薩的地底展開救援計畫後，與單腳士兵以及部分小人族企圖奪取電梯掌控權，不慎接續的遇上拉歐·G和古拉迪斯，為支援單腳士兵而和藍普雙雙敗於古拉迪斯之下，起身後幫助雷奧成功阻止喬菈利用蔓雪莉的能力治療其他落敗的幹部成員。多雷斯羅薩事件落幕後，偕同頓達塔族部隊加入草帽海賊團旗下，世界會議期間擔任多雷斯羅薩皇族的隨身護衛之一。
名字取自日語讀音的獨角仙的英文(kabutomushi)。
蓽安（Bian，比安）
聲優：釘宮理恵（日本）；許淑嬪（台灣）
頓達塔族飛行部隊「粉紅蜂部隊」隊長。頭戴白色高帽，身穿粉紅、黑相間的洋裝，腳穿白色短靴，黑色短髮的小人族女性，武器是隻和身高等長的雙頭槍，成為海賊後，改戴海賊帽。
動物系「蟲蟲果實 胡蜂型態」能力者胡蜂人，可變身成胡蜂的模樣作戰，亦能承載同族的對象在空中飛翔。
在族人向羅賓和騙人布說明前進多雷斯羅薩的地底展開救援計畫後，接受雷奧的委託，隨同其他頓達塔族人突進多雷斯羅薩的地底展開救援行動。多雷斯羅薩事件落幕後，偕同頓達塔族部隊加入草帽海賊團旗下，世界會議期間擔任多雷斯羅薩皇族的隨身護衛之一。
芙拉帕（Flapper）
聲優：今野宏美（日本）；許淑嬪（台灣）
頓達塔族戰鬥部隊，佩戴粉紅斑點狀白底兜帽及領巾的小人族男性，武器為騎槍。在同夥抓到羅賓和騙人布之後，似乎被騙人布的謊言唬住，誤以為他是降臨在島上的大英雄。
薇卡（Wicca，薇加）
聲優：長澤美樹（日本）；詹雅菁（台灣）
27歲，頓達塔族偵查部隊隊員。雙馬尾髮型，配帶深藍色大禮帽及領巾，身穿深藍色連身裙的小人族女性，第一人稱人家。性格極度悲觀，甚至會不自覺的把地面敲碎。
在多雷斯羅薩的餐館偷走索隆的秋水，不慎被索隆察覺到，追逐當中又被發現真面目。之後她告訴索隆自己想回到「花田」告知族人唐吉訶德家族的所在地，因為唐吉訶德家族的成員正打算襲擊千陽號。
寇苳（Cotton）
聲優：齊藤佑圭（日本）；詹雅菁／許淑嬪（台灣）
頓達塔族偵查部隊。頭髮蓋住右眼，配戴白色鐘型帽，身穿深藍色上衣、條紋褲的小人族女性，武器為騎槍。
因海爾（Inhel）
聲優：中尾良平（日本）；宋克軍／孫中台／符爽／歐祖豪〈SP薩波篇〉（台灣）
頓達塔族偵查部隊。戴著一頂淺色大禮帽小人族男性，漫畫版配色穿著紫色大衣，動畫版穿著淺綠色大衣，武器為騎槍。
巴克斯空（Baxcon）
聲優：福原耕平（日本）
頓達塔族偵查部隊。留著雞冠頭及落腮鬍，身形壯碩的小人族男性，武器為騎槍。
達空（Daikon）
聲優：高塚正也（日本）
頓達塔族偵查部隊。頭戴淺色雙角尖帽，圓鼻頭的小人族男性，武器為騎槍。
努本（Nubon）
聲優：竹本英史（日本）
頓達塔族成員。戴著淺藍色圓扁帽，身穿路易吉配色工作服，棕色蓬蓬短髮，棕圓鼻、厚嘴唇的小人族男性，武器為騎槍。
貝勒尼（Pellini）
聲優：織田優成（日本）
頓達塔族成員。頭戴黑色長圓高帽，留著鬍渣，三角眼的小人族男性，武器為騎槍。
嘣嘣巴（Bobomba）
頓達塔族成員。頭髮理成三段，留著八字鬍，皮膚黝黑的小人族男性，武器為騎槍。
傑歐（Chao）
聲優：鹿野優以（日本）；許淑嬪（台灣）。
頓達塔族成員。紅棕色爆炸頭，頭戴護目鏡，身穿吊帶褲且打領帶，有顆缺牙及尖鼻子的小人族男性。和其餘499名頓達塔族民被困在多雷斯羅薩的「SMILE」工廠擔任苦役。

#### 新巨兵海賊團
新巨兵海賊團（New Giant Warrior Pirates）。領導者為「哈爾汀」，成員總數目前共5名，由巨人族組成，曾為海賊派遣公司「巴其速遞」的S級傭兵兼頭牌。海賊船名為「納吉爾法」（Naglfar），是一艘船頭為牛頭骨造型的維京船。船名取自北歐神話中的巨船納吉爾法，相传一但將此船造成就是灾难诸神黄昏开始。
哈爾汀（Hajrudin）
聲優（成年）：小山剛志（日本）；孫中台／陳彥鈞（台灣）
聲優（童年）：日比愛子（日本）；詹雅菁／連婉鈞（台灣）
種族：巨人族，年齡：81歲，生日：8月12日，身高：2,200公分，星座：獅子座，血型：XF型，出身地：偉大的航路「艾爾帕布」，喜歡的食物：肉丸，討厭的食物：薩姆拉（使幼年的夏洛特·莉莉貪吃症發作的甜點）。
新巨兵海賊團船長兼草帽大船團6號船船長，外號「海賊傭兵」，原為海賊派遣公司「巴其速遞」的優秀雇傭兵。來自艾爾帕布的新世代戰士巨人族，艾爾帕布的王子，洛基同父異母的哥哥，有統御巨人族的廣大野心。由於母親並非是出身於艾爾帕布的巨人，因此自小受到父親以外的其他當地巨人族所歧視。
63年前居住於艾爾帕布的巨人族小男孩，葛德的童年玩伴。在夏洛特·莉莉住在艾爾帕布村的期間，當時還是孩子的他親眼看到夏洛特·莉莉為了吃薩姆拉發狂毀滅村子，並對她殺害英雄「瀑鬍子」尤爾爾感到悲痛及憤怒。
在多雷斯羅薩參與爭奪火焰果實的大賽，作為鬥牛鬥技場C賽區選手初登場，由於出手擊敗剛和魯夫成為好朋友的鬥牛哞西，被魯夫憤怒地一拳擊倒，隨後失去意識的哈爾汀被「破壞砲」伊迪歐轟飛出去。事後和其餘戰敗選手們被推進堆滿廢棄玩具的處理廠底部，被唐吉訶德旗下特別幹部「砂糖」使用「童樂果實」的能力變成玩具，後由於草帽海賊團和頓達塔族的「SOP」作戰計劃成功而恢復原狀，和其餘參賽選手協助魯夫等人對抗唐吉訶德家族。對抗唐吉訶德家族幹部馬赫拜茲，曾一度被對方擊敗，但沒多久哈爾汀用盡全力擊飛重達1萬公噸的馬赫拜茲，使其撞上頂端的鳥籠重傷戰敗，自己亦因反作用力全身粉碎性骨折而倒地。多雷斯羅薩戰役結束後自願加入草帽海賊團的旗下，同時向「巴其速遞」提出辭呈從那裡離職，並將新巨兵海賊團的其他4名巨人族成員一併帶走。
名字取自于诸神黄昏里火巨人史尔特尔所使用的炎之剑雷瓦汀，形象则取自于北欧神话里的雷神托尔和诸神黄昏中吹响末日号角加拉尔的神祇海姆达尔。
技能
英雄之槍
打出強大衝擊波，能擊飛重達10,000公噸的馬赫拜茲。招式名字取自于北歐神話里眾神之王奧丁的永恒之枪岡格尼爾。
葛德（Gerd，曾譯：桂樂茲）
聲優：桑谷夏子（日本）；連婉鈞／許淑嬪（台灣）
種族：巨人族，年齡：75歲，生日：2月25日，身高：1700cm，星座：雙鱼座，血型：S型，出身地：偉大的航路「艾爾帕布」，喜歡的食物：漢堡、馬卡龍。
新巨兵海賊團船醫，團內唯一的女性，來自艾爾帕布的巨人族。金髮，幼時綁著頭巾，梳著兩條辮子；成年後身材高宨，武器為一把巨大斧頭。
在夏洛特·莉莉童年回憶中的巨人族少女，是夏洛特·莉莉和哈爾汀的兒時玩伴，63年前（12歲時）在夏洛特·莉莉住在艾爾帕布村的期間，當時還是孩子的她親眼看到夏洛特·莉莉為了吃薩姆拉發狂毀滅村子。
成年後以新巨兵海賊團的身分成為海賊派遣公司「巴其速遞」的優秀雇傭兵，在哈爾汀自願加入草帽海賊團的旗下後，和他一起向「巴其速遞」提出辭呈從那裡離職。
名字取自北歐神話著名的女巨人葛德，形象则取自于北欧神话里的女武神布伦希尔德和德国史诗《尼伯龙根之歌》中的女主角克里姆希尔特。
派珀（Piper）
貓頭鷹。葛德的寵物。
史坦森（Stansen，另譯：斯坦森）
聲優：竹本英史（日本）；孫中台（台灣）
種族：巨人族，年齡：63歲以上，生日：5月27日，星座：雙子座，出身地：偉大的航路「艾爾帕布」。
新巨兵海賊團船匠，來自艾爾帕布的巨人族，哈爾汀和葛德的兒時玩伴。小時候和兩年前皆戴著兜帽，兩年後則改為戴牛角頭盔，蓄著大鬍子，武器為大鐵槌。
2年前在睡覺休息時遭人販子「咖啡猴子團」偷襲，被綁到夏波帝諸島人類拍賣會場準備當成商品賣掉，在草帽一行人引發天龍人事件後被雷利解放。
後來以新巨兵海賊團的身分成為海賊派遣公司「巴其速遞」的優秀雇傭兵，在哈爾汀自願加入草帽海賊團的旗下後，和他一起向「巴其速遞」提出辭呈從那裡離職。
名字则取自于速度与激情的演员杰森·斯坦森，形象则取自于北欧神话中被邪神洛基诅咒为魔龙的矮人法夫纳和光明神巴德尔。
羅德（Load）
種族：巨人族，年齡：63歲，生日：2月19日，星座：水瓶座，出身地：偉大的航路「艾爾帕布」。
新巨兵海賊團航海士，來自艾爾帕布的巨人族。身型瘦長，留著黑色長髮，以圍巾遮住嘴巴。
63年前艾爾帕布村居民為他與洛基、高柏的誕生對太陽獻上感恩之心。成年後以新巨兵海賊團的身分成為海賊派遣公司「巴其速遞」的優秀雇傭兵，在哈爾汀自願加入草帽海賊團的旗下後，和他一起向「巴其速遞」提出辭呈從那裡離職。
艾爾帕布篇中，擄走草帽小子一伙部分成員的真犯人，在事情敗露後被葛德和戈柏教訓。
名字则取自于美国的罗德岛，形象则取自于诗体埃达里的斩杀邪龙法夫纳的勇士齐格鲁德和德国史诗《尼伯龙根之歌》中的勇士齐格弗里德。
麥金（Muginn）
烏鴉。羅德的寵物。
戈柏（Goldbagu）
聲優：高塚正也（日本）；宋克軍（台灣）
種族：巨人族，年齡：63歲，生日：5月11日，星座：金牛座，出身地：偉大的航路「艾爾帕布」。
新巨兵海賊團廚師，來自艾爾帕布的巨人族。身型肥胖。
63年前艾爾帕布村居民為他與洛基、羅德的誕生對太陽獻上感恩之心。成年後以新巨兵海賊團的身分成為海賊派遣公司「巴其速遞」的優秀雇傭兵，在哈爾汀自願加入草帽海賊團的旗下後，和他一起向「巴其速遞」提出辭呈從那裡離職。
名字则取自于日心说的发起者哥白尼，形象则取自于北欧神话中斩杀巨狼芬里尔的奥丁之子维达和雷神托尔之子曼尼以及北欧神话中的盲目黑神霍德尔。

#### 約塔瑪利亞大船團
約塔瑪利亞大船團（Yonta Maria Grand Fleet）領導者為「歐隆拜斯」，成員總數共約4,300名，旗下有56艘船（其中一艘送給同屬大船團的伊迪歐等人）。主船名為「四塔瑪利亞號」（Yonta Maria），船首是女戰神的樣子，是比巨人族還高上數倍的大型海賊船，約塔瑪利亞大船團擁有3種船，分別為「二塔瑪麗亞」（Nita Maria）50艘、「三塔瑪利亞」（Santa Maria）5艘及「四塔瑪利亞號」1艘。其海賊團名與主船同名，取自于哥伦布舰队的主船圣玛利亚号。
歐隆拜斯（Orlumbus）
聲優：齊藤次郎（日本）；宋克軍（台灣）
年齡：42歲，生日：6月23日，身高：480公分，星座：巨蟹座，血型：X型，出身地：偉大的航路「斯坦丁王國」，喜歡的食物：水煮蛋，討厭的食物：隨性的料理。
約塔瑪利亞大船團的提督兼草帽大船團7號船船長，外號「殺戮支配者」（Massacre Ruler）、「狡詐的冒險殺人狂」（Made-Up Explorer），本人自稱「開拓冒險家」（Pioneer Explorer），懸賞金額：1億4,800萬貝里。
外貌是一名將金髮梳成髮辮，戴著海賊帽，習慣袒露胸膛，神情嚴肅的高壯男子，武器是鞭子。個性豪邁重視恩義，私底下做事一絲不苟具潔癖，即便成為海賊後，仍保持著規律的生活和整潔習慣。曾作為斯坦汀王國的開拓冒險家而聞名。
在多雷斯羅薩參與爭奪燒燒果實的大賽，作為鬥牛鬥技場D區選手初登場，在D賽區混戰中輕鬆擊倒鬥獅子阿椒，慣用「提督熊抱」讓對手腰折骨碎，隨後被轉換成第二人格「白馬」的卡文迪許擊敗而淘汰出局。事後和其餘戰敗選手們被推進堆滿廢棄玩具的處理廠底部，被特別幹部砂糖使用「童樂果實」的能力變成玩具，後由於草帽海賊團和頓達塔族的「SOP」作戰計劃成功而恢復原狀，和其餘參賽選手協助魯夫等人對抗唐吉訶德家族，在戰亂中曾協助索隆對決皮卡。多雷斯羅薩戰役結束後自願加入草帽海賊團的旗下，正式向斯坦汀國王請辭開拓冒險家的職位，盜走斯坦汀王國56艘戰艦向國王揮淚道別。航行期間曾試圖打劫某座城鎮，但後來發現該城鎮處境窘困，遂指揮部下捐獻物資救濟城鎮的居民。名字则取自于西班牙探险家克里斯托弗·哥伦布和阿兹特克帝国的末代国王蒙特苏马二世以及孔雀王朝的国王阿育王。
技能
提督熊抱
用強壯的雙手將一群人往中間拍，將對方「抱緊」，以至於將那群人腰折骨碎。
提督的威嚴·立正
用魄力發出立正的命令，其威嚴可以使一群人以立正的姿勢站成一排。
提督殺戮保齡球
像打保齡球一樣把人扔出去。
哥倫布（Columbus）
生日：5月16日，星座：金牛座。
約塔瑪利亞大船團的副官。名字於多雷斯羅薩事件過後首度提及，人物形象於扉頁連載初登場。戴雙色海賊帽，身材矮小的長捲髮的少女。和身為船團提督的歐隆拜斯同樣有潔癖，會出手教訓沒將環境整理乾淨的船員。
多雷斯羅薩事件後，草帽大船團與魯夫進行交杯儀式到一半，遭遇因多佛朗明哥戰敗導致生意一落千丈的海賊們挾怨報復，歐隆拜斯命令手下叫她暫時代替自己指揮船隊迎擊敵人。
名字來源取自義大利航海探險家克里斯多福·哥倫布，形象则取自于好莱坞女演员妮可·基嫚。

### 旗下領地

#### 魚人島
圓蛋糕島事件落幕後，獲知魯夫等人、火戰車海賊團、太陽海賊團等人、杰爾馬66聯手刺殺「BIG MOM」未遂的消息，為吉貝爾終決定加入魯夫等人感到高興，決定改用草帽海賊團的旗幟保護魚人島。

#### 和之國
「鬼島大戰」落幕後，魯夫在出航前夕向光月桃之助贈予海賊旗，讓和之國作為他旗下的地盤。

## 四皇
「四皇」（ Yonko，Four Emperors）為四位海上皇帝的簡稱，意指在偉大航路後半段海域「新世界」裡，如皇帝般君臨天下的四大海賊，也是偉大航路的三大勢力之一（和海軍本部、王下七武海齊名）。有時會因看中某個東西而將那個東西的出產地（例如和之國）納入旗下。海賊團實力威名和旗下勢力遠超越「王下七武海」，幹部們在新世界都是將校級別、首屈一指的戰力，而最惡世代在新世界存活的方式只有兩種，一是依附旗下，二是與他人結盟挑戰。彼此之間處於競爭的關係，若結盟起來足以威脅世界政府，所以世界政府也密切注意「四皇」之間的接觸與交流。
第一部故事中，「四皇」泛指「紅髮」傑克、「白鬍子」艾德華·紐蓋特、「BIG MOM」夏洛特·莉莉、「百獸」海道四人；後來「白鬍子」在頂點戰爭中戰死，其震動果實能力被「黑鬍子」馬歇爾·D·汀奇奪走。
第二部故事中，「黑鬍子」接收「白鬍子」的旗下領地，取而代之成為「四皇」。草帽海賊團在多雷斯羅薩擊敗唐吉訶德家族並組大船團、在萬國擊敗BIG MOM海賊團兩名將星，使船長蒙其·D·魯夫被世界經濟新聞社社長摩甘茲称為「第五位海上皇帝」。和之國第二幕後因BIG MOM海賊團與百獸海賊團的同盟，令全世界感到震驚，但在第三幕的鬼島大戰爆發後，海道和夏洛特·莉莉雙雙戰敗被岩漿淹沒，因此由「草帽小子」蒙其·D·魯夫和「千兩小丑」巴其取代兩人的地位。
| 時期               | 歷任四皇     | 歷任四皇                | 歷任四皇                | 歷任四皇               |
| ------------------ | ------------ | ----------------------- | ----------------------- | ---------------------- |
| 超新星篇           | 「紅髮」傑克 | 「白鬍子」艾德華·紐蓋特 | 「百獸」海道            | 「BIG MOM」夏洛特·莉莉 |
| 魚人島篇～和之國篇 | 「紅髮」傑克 | 「黑鬍子」馬歇爾·D·汀奇 | 「百獸」海道            | 「BIG MOM」夏洛特·莉莉 |
| 和之國篇後～       | 「紅髮」傑克 | 「黑鬍子」馬歇爾·D·汀奇 | 「草帽小子」蒙其·D·魯夫 | 「千兩小丑」巴其       |

### 現四皇

#### 紅髮海賊團
紅髮海賊團（Red Hair Pirates）由傑克所率領的海賊團，海賊船名為「紅色勢力號」（Red Force），船頭以紅色龍頭為特徵，海軍評價他們為「幹部個個都大名鼎鼎，懸賞金的平均值非常高，最平衡的鐵壁海賊團」，旗下海賊團被喻為四皇中最弱的存在，依靠紅髮海賊團的威名得以生存。

##### 船長
費加蘭德·傑克（Figarland Shanks）
聲優：池田秀一／島崎信長〈少年時期〉（日本）；宋克軍→符爽（台灣）；陳廷軒／陳冠宏／江熚生（香港）；张震（中國大陸）
演員：彼得·蓋吉奧特
紅髮海賊團船長／老大（Leader），現任「四皇」之一，外號「紅髮」，懸賞金額：40億4,890萬貝里。

##### 幹部
斑·貝克曼（Benn Beckman）
聲優：曾我部和恭〈第4集〉→田原阿爾諾〈第151集－至今〉（日本）；孫中台／符爽（台灣）；李家傑（香港）；赵铭洲（中國大陸）
演員：勞多·利本堡（Laudo Liebenberg）
年齡：48歲→50歲，生日：11月9日，星座：天蠍座，身高：206公分，血型：X型，出生地：北方藍，喜歡的食物：魚板。
紅髮海賊團副船長。12年前登場時為黑髮，後來出場時為一頭向後梳灰色中長髮，臉上還多了十字型傷痕。平常總是冷靜沉著，讓敵人刻骨銘心了解海賊的可怕與本業的男人，經過漫長航海擁有深厚經驗及極高的戰鬥能力，具有過人的實力及自信，與傑克並駕齊驅，讓「新世界」的強者們聽聞也會不禁發抖。擁有過人的智慧，其提出的建議常關係到海賊團的存亡，對於傑克的天真最為傷腦筋。使用武器為步槍，能在近戰中用槍去當作冷兵器打擊使用，還能將霸氣覆蓋在子彈上以增加其貫通威力。
12年前，在佛夏村僅憑一人解決所有的山賊，並對山賊老大西格揚言「要與我們作對的話，至少要開軍艦來」。頂點戰爭篇，與同伴們一同抵達馬林福特，並出手持槍瞄准並牽制住黃猿。
和之國篇，鬼島大戰後與紅髮海賊團來到和之國近海，在傑克迫使綠牛撤退後離開和之國。
未來島篇，與紅髮海賊團來到艾爾帕布當地一家酒館閒逛，後來收到基德海賊團在附近航行的消息準備開戰，看到傑克迅速親自出擊，查覺到他透過見聞色霸氣看到不妙的未來，並在基德發動攻擊前使用「神避」將其擊敗。
名字取自于19世纪的德国有机化学家和发现贝克曼重排反应的发明家恩斯特·奥托·贝克曼。
耶穌布（Yasopp）
聲優：小林通孝（日本）；陳宗岳／宋克軍／孫中台／陳彥鈞／符爽（台灣）；譚漢華（香港）；李楠（中國大陸）
演員：史蒂夫·馬克（Stevel Marc）
年齡：45歲→47歳，生日：8月2日，星座：獅子座，身高：183公分，血型：S型，出生地：東方藍「西羅布村」，喜歡的食物：當季的魚類。
紅髮海賊團幹部（狙擊手），外號「追擊者」（Chaser）。騙人布的父親。外貌特徵由黃色捲髮變為棕色雷鬼辮，原本頭上總是綁著寫有「Yasopp」字樣的頭巾，不過現在似乎拿掉了。使用武器為長槍，射擊百發百中，自稱連螞蟻的眉毛都射得到，對自己是海賊非常自豪。
過去，當傑克來到西羅布村莊被他邀請加入海賊團，後來敵不過冒險的浪漫，自從留下妻小出海後就再也沒見過兒子。12年前，在佛夏村見過小時候的魯夫時，曾經對他說過自己也有個年紀差不多的兒子。頂點戰爭篇，與同伴們一同抵達馬林福特。
多雷斯羅薩篇後，看到草帽海賊團擊敗唐吉訶德海賊團的新聞，獲悉自己兒子的茁壯成長。
和之國篇，鬼島大戰後與紅髮海賊團來到和之國近海，表示如果要上島的話還沒有做好與兒子騙人布見面的準備，在傑克迫使綠牛撤退後離開和之國。
未來島篇，與紅髮海賊團來到艾爾帕布當地一家酒館閒逛，後來收到基德海賊團在附近航行的消息準備開戰。
姓氏前段的耶稣取自于旧约圣经和新约圣经中基督教的创始人耶稣基督。
拉奇·魯（Lucky Roux）
聲優：土門仁（日本）；孫中台／宋克軍／符爽（台灣）；黃子麟（香港）
演員：恩特蘭拉·摩根·庫圖（Ntlanhla Morgan Kutu）
年齡：33歲→35歲，生日：7月6日，星座：巨蟹座，身高：241公分，血型：F型，出生地：南方藍，喜歡的食物：帶骨頭的雞肉（自稱是減肥用食譜）。
紅髮海賊團幹部（廚師），外號「大胃王」。外貌特徵身型圓胖、面帶笑容，身型較十年前強壯且變胖。頭戴條紋帽、風鏡、頭巾，身穿直條紋襯衫加披風是他的形象。使用武器為手槍，擅長快攻，速度與身材成反比，戰鬥時下手無聲無息且絕不猶豫。為海賊團裡的開心果，手裡永遠拿著一塊肉來咬，一邊大聲歡鬧，自豪「海賊是最快樂的」，和夥伴們感情非常融洽，發生狀況時也很團結，而這些團結力幾乎都可說是他的功勞。與身材相反行動相當敏捷，將自己的巨大身體捲起來，像保齡球一樣向突撃對手。
12年前，負責保管從敵船搶到的「橡膠果實」，不過卻被魯夫吃掉。頂點戰爭篇，與同伴們一同抵達馬林福特，曾問及傑克會否想見上魯夫一面。
和之國篇，鬼島大戰後與紅髮海賊團來到和之國近海，表示時隔這麼久終於見到魯夫感到很興奮，在傑克迫使綠牛撤退後離開和之國。
未來島篇，與紅髮海賊團來到艾爾帕布當地一家酒館閒逛，後來收到基德海賊團在附近航行的消息準備開戰。
姓氏的拉奇取自英語的幸運（Lucky）。
萊姆吉斯（Limejuice）
聲優：小野健一（日本）；符爽（台灣）；簡懷甄（香港）
紅髮海賊團幹部。身材精瘦，一頭金色長髮（12年前為短髮），頭上戴印有骷髏頭圖樣的帽子、帶著太陽眼鏡、白手套。武器使用著一把纏繞著電的杖，能在空中飛行後攻擊。
12年前，就已經是紅髮海賊團的成員。頂點戰爭篇，與同伴們一同抵達馬林福特。
和之國篇，鬼島大戰後與紅髮海賊團來到和之國近海，提到之前挑釁紅髮海賊團的基德也在此處，在傑克迫使綠牛撤退後離開和之國。
未來島篇，與紅髮海賊團來到艾爾帕布當地一家酒館閒逛，後來收到基德海賊團在附近航行的消息準備開戰。
名字來源取自萊姆汁（Limejuice）。
北鄉（Hongo）
聲優：綠川光（日本）；符爽／孟慶府（台灣）；林景良（香港）
紅髮海賊團幹部（船醫）。身材精瘦，紮成小馬尾的金髮，左額頭有一道縫合的傷疤。對武器的理解有很深的造詣，戰鬥時他會用靈巧的雙手瞬間分解敵人的武器。
12年前，就已經是紅髮海賊團的成員。頂點戰爭篇，與同伴們一同抵達馬林福特。
和之國篇，鬼島大戰後與紅髮海賊團來到和之國近海，在傑克迫使綠牛撤退後離開和之國，並將載送馬可回斯芬克斯。
未來島篇，與紅髮海賊團來到艾爾帕布當地一家酒館閒逛，後來收到基德海賊團在附近航行的消息準備開戰。
名字來源取自本鄉（Hongō）和欧洲大文豪歌德的拟音。
彭克·潘奇（Bonk Punch）
聲優：中村浩太郎（日本）；宋克軍／林谷珍／孟慶府／孫中台（台灣）；柯偉聰（香港）
紅髮海賊團幹部（音樂家搭檔）。身材魁梧，頭頂光禿，臉上、脖子和上半身都有一道傷疤，眼睛周圍有一圈黑眼圈。與猴子蒙斯塔是搭檔，戰鬥時蒙斯塔會爭取時間，期間累積力量並擊出強大的一拳。
12年前，就已經是紅髮海賊團的成員。頂點戰爭篇，與同伴們一同抵達馬林福特。
和之國篇，鬼島大戰後與紅髮海賊團來到和之國近海，在傑克迫使綠牛撤退後離開和之國，並將載送馬可回斯芬克斯。
未來島篇，與紅髮海賊團來到艾爾帕布當地一家酒館閒逛，後來收到基德海賊團在附近航行的消息準備開戰。
名字來源疑似取自潘趣酒（Punch）。
蒙斯塔（Monster，東立舊譯：Monster）
聲優：島田敏（日本）；符爽（台灣）；柯偉聰（香港）
紅髮海賊團幹部（音樂家搭檔）。是一隻猴子，與彭克·潘奇是搭檔，平常會待他的後肩上，戰鬥時會幫他爭取時間。
12年前，就已經是紅髮海賊團的成員。頂點戰爭篇，與同伴們一同抵達馬林福特。
和之國篇，鬼島大戰後與紅髮海賊團來到和之國近海，在傑克迫使綠牛撤退後離開和之國，並將載送馬可回斯芬克斯。
未來島篇，與紅髮海賊團來到艾爾帕布當地一家酒館閒逛，後來收到基德海賊團在附近航行的消息準備開戰。
名字來源疑似取自怪獸能量飲料（Monster Energy）。
（Building Snake）
聲優：二又一成（日本）；宋克軍（台灣）；林筠翔（香港）
紅髮海賊團幹部（航海士）。身材高大，留著長長的灰白頭髮，身上有著兩處龍紋身分別在右前臂和右胸。戰鬥方式為「雜技二刀流」及足技搭配，像雜技員般戰鬥。
12年前，就已經是紅髮海賊團的成員。頂點戰爭篇，與同伴們一同抵達馬林福特。
和之國篇，鬼島大戰後與紅髮海賊團來到和之國近海，在傑克迫使綠牛撤退後離開和之國，並將載送馬可回斯芬克斯。
未來島篇，與紅髮海賊團來到艾爾帕布當地一家酒館閒逛，後來收到基德海賊團在附近航行的消息準備開戰。
名字來源取自建築物（Building）和蛇（Snake）。
華林格·葛布（Howling Gab）
聲優：中田讓治（日本）；孫中台（台灣）；黃啟明（香港）
紅髮海賊團幹部。身材高大，一頭蓬鬆的深棕色頭髮、小鬍子和尖尖的牙齒，看起來像獅子。戰鬥方式為從口中發出的「斬擊咆哮」。
12年前，就已經是紅髮海賊團的成員。頂點戰爭篇，與同伴們一同抵達馬林福特。
和之國篇，鬼島大戰後與紅髮海賊團來到和之國近海，在傑克迫使綠牛撤退後離開和之國，並將載送馬可回斯芬克斯。
未來島篇，與紅髮海賊團來到艾爾帕布當地一家酒館閒逛，後來收到基德海賊團在附近航行的消息準備開戰。
名字「華林格」（實際為外號），來源取自「嚎叫」（howling）。

##### 其他成員
（Rockstar，東立和大然舊譯：巨石星達）
聲優：鄉里大輔〈第151集〉→齋籐志郎〈第1109集起、劇場版15〉（日本）；宋克軍（台灣）；黃子麟（香港）
紅髮海賊團新人→正式船員。懸賞金額：9,400萬貝里。使用武器為劍。是個容易因為事情失敗而感到慚愧的人，正義感強。
在未加入紅髮海賊團時，自認是小有名氣的海賊。曾代表紅髮向白鬍子傳達信息，但白鬍子當場把信紙撕碎。
和之國篇，鬼島大戰後紅髮海賊團來到和之國近海，在傑克迫使綠牛撤退後離開和之國，並將載送馬可回斯芬克斯。
未來島篇，與紅髮海賊團來到艾爾帕布，報告基德海賊團在附近航行的消息準備開戰。
名字來源取自「搖滾之星」。
美音（Uta）
聲優：名塚佳織、Ado〈歌唱部分〉（日本）；傅其慧（台灣）；邱彥筒、李蔓宜〈幼年〉（香港）；沈念如（中國大陸）
原紅髮海賊團音樂家，傑克的養女。超人系「歌歌果實」能力者。
電影版《紅髮歌姬》的角色，在電影聯動特別篇動畫亦有登場，原作在和之國篇鬼島事件後，於紅髮的回憶中透露出剪影。

##### 旗下勢力
呱蒂尼（Gerotini，東立譯名：蓋洛堤尼）
聲優：沼田祐介（日本）；符爽（台灣）
紅髮海賊團旗下勢力，水坑海賊團（東立譯名：水灘海賊團）船長，外號「圓手指呱蒂尼」（東立譯名：玉指蓋洛堤尼）。青蛙外貌的男性。
在艾爾帕布時，主動抵禦基德海賊團，原本即將被基德的一發「電磁砲」消滅，但由於傑克看到此未來便率先出手直接擊潰基德而使其得救。
弗戈（Fugar，東立譯名：伏嘉）
聲優：粗忽屋東品川店（日本）；孫中台（台灣）
紅髮海賊團旗下勢力，聯誼俱樂部（東立譯名：社交俱樂部）船長，外號「慰靈刃弗戈」（東立譯名：慰靈刃伏嘉）。滿頭白髮的老人男性。他在說話時，假牙容易掉出來。
在艾爾帕布時，主動抵禦基德海賊團，原本即將被基德的一發「電磁砲」消滅，但由於傑克看到此未來便率先出手直接擊潰基德而使其得救。
布露露（Pururu，東立譯名：普璐璐）
聲優：山口茜（日本）；許淑嬪（台灣）
紅髮海賊團旗下勢力，布魯喬瓦海賊團（東立譯名：資產階級海賊團）公主，外號「顫抖布露露」（東立譯名：顫抖普璐璐）。嬌小個子的女性。
在艾爾帕布時，主動抵禦基德海賊團，原本即將被基德的一發「電磁砲」消滅，但由於傑克看到此未來便率先出手直接擊潰基德而使其得救。
奧莉婆婆（Oli）
聲優：堀越真己（日本）；許淑嬪（台灣）
紅髮海賊團旗下勢力。身材苗條的老婦人。
在艾爾帕布時，傑克等人迎擊基德海賊團時，與旗下船員們抱住了傑克。
莉娜莉亞（Linaria）
聲優：木村悠里（日本）；連婉鈞（台灣）
紅髮海賊團旗下勢力，夜蝶海賊團船長，外號點火的莉娜莉亞。美麗的年輕女性。
在艾爾帕布時，傑克等人迎擊基德海賊團時，與旗下船員們抱住了傑克。

#### 黑鬍子海賊團
黑鬍子海賊團（Black Beard Pirates）由「馬歇爾·D·汀奇」所率領的海賊團。兩年前的海賊船只是一艘巨大木筏，現為「三桅帆船軍刀號」（Saber of Xebec）。其根據地位於新世界海賊島「蜂巢」（Hachinosu）（别名“海贼乐园”），該島亦為40多年前洛克斯海賊團的根據地。
曾經毀滅過磁鼓王國。頂點戰爭前夕闖進大監獄推進城，網羅4位LEVEL 6的強大罪犯以及推進城典獄長，於戰爭後期出現殺害「白鬍子」奪得震動果實能力。頂點戰爭一年後與「不死鳥」馬可率領的白鬍子海賊團餘黨發生了一次大規模衝突，世間稱為「秋後戰爭」，最後馬可一方慘敗，隊長們失去音訊，白鬍子海賊團就此成為傳說，而黑鬍子藉此稱霸原本屬於白鬍子海賊團的地盤躋身至「四皇」之位。
兩年後「黑鬍子」號稱提督，在兩年前集結的9名船員則都升格為巨漢船長，分別以數字編號，可見黑鬍子海賊團勢力不斷壯大；且出現以開始殺害惡魔果實能力者並奪取其能力的果實狩獵者（Ability User Hunters）聞名。

##### 提督
馬歇爾·D·汀奇（Marshall D. Teach）
聲優：大塚明夫、落合福嗣〈少年時期〉（日本）；孫中台／符爽（台灣）
黑鬍子海賊團船長暨提督，現任「四皇」之一，外號「黑鬍子」，懸賞金額：39億9,600萬貝里。

##### 10名巨漢船長
10名巨漢船長（Ten Titanic Captains）由4位黑鬍子海賊團元老成員、前推進城看守長再加上4名LEVEL6的逃犯以及一名前任海軍上將「青雉」庫山所組成。自和之國事件後，揭露全員擁有惡魔果實的能力。
吉札士·伯吉斯（Jesus Burgess，吉扎斯·巴杰斯、耶穌·伯吉斯）
聲優：稲田徹（日本）；宋克軍／符爽／孫中台（台灣）
年齡：27歲→29歲，生日：12月25日，身高：355公分，星座：摩羯座，血型：F型，出生地：偉大的航路，喜好的食物：蛋白質 補充劑，霸氣：見聞色、武裝色。
黑鬍子海賊團1號船船長・掌舵手，外號「格鬥冠軍」（Champion）。懸賞金額：2,000萬貝里（頂點戰爭時）。
頭戴摔角選手面罩，留有紫色長髮的巨漢男子。好戰分子，對自身蠻力持有極高的自信，即使身於人才濟濟的團內，他在戰鬥方面也身受其他人所信任。擁有非常大的力氣，能輕易舉起房屋，其強壯的手臂能發出衝擊波攻擊對手。獨特笑聲是「威哈哈哈哈」（Wiiiihahaha）。
超人系「力力果實」能力者，成為擁有強大的怪力的「怪力人」，於和之國篇後成為能力者。
空島篇，在加亞島魔谷鎮上徒手擊倒多人，包括羅西歐的部下，並炫耀自己的力量。隨同夥伴襲擊磁鼓王國、巴納羅島、大監獄推進城、馬林福特等多個地方。
多雷斯羅薩篇，他以「面具男」身分參與爭奪「燒燒果實」的鬥技場比賽，在預賽A區獲得完勝後摘露身份。比賽決戰時打算靶場上所有人一起打飛，但被薩波擋住並將自己的護甲打碎，比賽尾聲薩波破壞鬥技場而導致跌下水而失去資格。在多佛朗明哥放出鳥籠後在旁觀察局勢，在魯夫中途虛弱時，意圖偷襲他奪取果實能力，但被薩波擋下對決，意圖挑釁他但最終被他擊敗。儘管身受重傷，他潛入某艘船船底，找到革命軍總部，並聯絡同伴依照他的生命紙前來會合，其後與同伴成功摧毀革命軍總部。
蛋頭篇，和黑鬍子等同伴一同襲擊哈特海賊團，並來到勝利島與其交戰。
名字疑似取自於現實中的海贼「薩穆埃爾·伯吉斯」（Samuel Burgess）或「約西亞·伯吉斯」（Josiah Burgess），姓氏則源自「耶穌」（Jesus）。

矢龍（Shiryu）
聲優：菅生隆之（日本）；孫中台（台灣）
年齡：42歲→44歳，生日：6月11日，身高：340公分，星座：雙子座，血型：X型，出身地：偉大的航路，喜好的食物：1分熟牛排。
黑鬍子海賊團2號船船長兼「N0.2」，外號「雨」之矢龍（Shiryu of the Rain）。
前推進城看守長，實力與推進城所長麥哲倫持平，推進城因這兩張王牌而得到「鐵壁」之稱，同時為嗜殺愛好者。頭戴鴨舌帽，喜歡抽雪茄的中年男子，成為海賊後依然穿著推進城的制服。使用武器為武士刀「雷雨」（Raiu）。
超人系「透明果實」能力者，成為讓自己身體透明化的「透明人」。此能力原為阿布薩羅姆的果實能力，將其殺死奪取而來。
過去因喜歡濫殺囚犯以致被判為暫緩宣告的死刑犯，並關押在推進城「LEVEL6」。推進城篇，在黑鬍子海賊團闖進推進城及魯夫等人的越獄行動，麥哲倫被迫釋放他來控制局面，隨後他遇上黑鬍子，不久之後他破壞了連絡外界的通訊，並在黑鬍子海賊團全員不敵麥哲倫的能力中毒倒地時，以身上的解毒藥替他們解毒並正式加入黑鬍子的行列。後來一同現身馬林福特，並對外宣告其向黑鬍子投誠。
多雷斯羅薩篇，在艦隊上隨同拉菲特及毒Q救援伯吉斯並破壞革命軍根據地，穿著服裝依舊為推進城時期的制服。
和之國篇第一幕後，在蜂巢島上，以透明果實的能力出手砍傷月光·摩利亞。蛋頭篇，在蜂巢島上，在看到卡普率領SWORD拯救克比時，目睹克比等囚犯在島上逃竄，在卡普命令克比等海軍撤退時，因卡普為保護克比成功刺傷卡普，但隨後被卡普打倒在地。
名字疑似取自於「紫龍」（Shiryu）。
范·歐葛（Van Augur，范·奥卡）
聲優：高塚正也（日本）；孫中台→宋克軍（台灣）
年齡：25歲→27歲，生日：10月5日，身高：340公分，星座：天秤座，血型：X型，出生地：東方藍，喜好的食物：運氣黑暗火鍋。
黑鬍子海賊團3號船船長・狙擊手，外號「超音速」（The Supersonic）。懸賞金額：6,400萬貝里（頂點戰爭時）。
戴著一頂特別的帽子及眼鏡，穿著黑色斗篷的男子，性格沉穩冷靜。使用武器為長槍「千陸」（Senriku），比一般長槍還長，裝設瞄準器，性能強大到可進行長距離射擊。擁有驚人的視力和射擊技術，能無聲無響地擊中數公里的目標，能以迅雷不及掩耳之勢開槍射擊。從遠處也能看到敵人的一舉一動並加以分析，在監視方面的表現也很活躍，能早一步發現強敵，通知夥伴預防危險。說話總是帶有「命運」一詞，其口頭禪是「這就是命運」。
超人系「瞬移果實」能力者，成為能夠將指定目標進行空間移動的「空間移動人」。
空島篇，從加亞島西海岸的屋頂射擊非常遠處的海鷗群，由於從海鷗的位置幾乎看不到加亞島，目睹海鷗墜落的騙人布評斷此事是不可能發生的，除非此狙擊手的視力、槍的性能及技術都是一級棒。隨同夥伴襲擊磁鼓王國、巴納羅島、大監獄推進城、馬林福特等多個地方。
在短期集中刊頭連載《傑爾瑪66的無感情海遊記》中，他和青雉一同入侵巧克力島，並與BIG MOM海賊團的夏洛特·慨烈卡交戰，最終青雉用其能力冰凍整座巧克力島，在綁走夏洛特·普琳後離開島上。
蛋頭島篇，與同伴在勝利島附近海上埋伏一同襲擊哈特海賊團，並來到勝利島和黑鬍子一起與羅交戰，成功擊敗哈特海賊團。後來與卡達莉納·戴彭前往蛋頭島，執行某項任務，但意外碰到的五老星的薩圖恩聖完成任務，其後薩圖恩聖詢問黑鬍子海賊團的目標是甚麼，歐葛回應目標是「世界」，隨後薩圖恩聖攻擊兩人，但歐葛使用能力瞬移離開現場，在回去的路上被格列佛攔下，表示自己是黑鬍子海賊團的忠實粉絲才出海冒險的，並請求帶他去見黑鬍子本人，但由於不少人以加入為由想取黑鬍子的人頭，仍然警戒，格列佛便表示自己有情報，最終決定帶著格列佛回到據點蜂巢。
名字疑似取自於「約翰·奧格」（John Auger）；形象疑似取自於1988年奇幻冒險電影《終極天將》的登場角色「阿道夫」（Adolphus），劇中他是一名步槍手，也是具有超人視力，高超的射擊技巧，他的整體外形觀和步槍設計范·歐葛有不少相似之處。
亞帕羅·比薩羅（Avalo Pizaro）
聲優：田中一成〈第484～513話〉→高塚正也〈第917話起〉（日本）；宋克軍（台灣）
年齡：40歲→42歳，生日：9月30日，身高：505公分，星座：天秤座，血型：X型，出生地：北方藍，喜好的食物：魚翅湯。
黑鬍子海賊團4號船船長，外號「惡政王」（Corrupt King）。
頭戴皇冠，有著弦月型鬍鬚及獅子鬃毛似長髮的男子，語尾是「喵」。使用武器為三管手槍和大砲。
超人系「島嶼果實」能力者，成為能夠與融合整座島嶼的「島嶼人」。
過去曾以武力拿下某個王國並自立為王，卻因一切惡政、折磨國民而遭叛亂，因而被送入推進城「LEVEL6」。推進城篇，被黑鬍子釋放加入其海賊團，後一同在馬林福特現身。
和之國第一幕後，在「海賊島」蜂巢上，目睹月光·摩利亞大鬧。蛋頭篇，在蜂巢島上，在看到卡普率領SWORD拯救克比時，目睹克比等囚犯在島上逃竄，意圖使用能力將軍艦壓碎，但被卡普打斷被摧毀骷髏頭島嶼，受到嚴重傷害。
名字疑似取自於「皮薩羅兄弟」（Pizarro brothers）及「阿瓦洛斯」（Avalos）。
拉菲特（Laffitte，拉夫特）
聲優：松野太紀〈第151～1115話〉→未定（日本）；符爽（台灣）
年齡：39歲→41歲，生日：3月13日，身高：340公分，星座：雙魚座，血型：X型，出生地：西方藍，喜好的食物：棒棒糖。
黑鬍子海賊團5號船船長・航海士，外號「鬼保安官」（Demon Sheriff）。懸賞金額：4,220萬貝里（頂點戰爭時）。
西海知名的保安官，因執法過度暴力被國家驅逐出境。頭戴大禮帽，外貌像默劇演員的男子。使用武器為隨身手槍和手杖。催眠術高手，在團內負責參謀職務，個性飄渺難以捉摸且擁有驚人的諜報能力。
惡魔果實能力者，名稱未知，能在背上長出雙翼飛行。
空島篇，入侵「聖地」馬力喬亞的會議室，並推薦黑鬍子就任王下七武海。隨同夥伴襲擊磁鼓王國、巴納羅島、大監獄推進城、馬林福特等多個地方。另外，在前往推進城之前，他就已經對動力室的海軍施加「催眠」，要他們在正義之門前不管看到什麼軍艦都讓他們通過，也間接讓以魯夫為首的越獄小隊成功進入馬林福特。
多雷斯羅薩篇，在艦隊上隨同矢龍及毒Q救援伯吉斯並破壞革命軍根據地。
名字疑似取自於現實中的海贼「尚·拉菲特」和「皮埃爾·拉菲特n」。
卡達莉納·戴彭（Catarina Devon）
聲優：齊藤貴美子（日本）；詹雅菁→孫中台→許淑嬪／連婉鈞（台灣）
年齡：34歲→36歳，生日：3月29日，身高：361公分，星座：牡羊座，血型：F型，出身地：南方藍，喜好的食物：幼雞的雞胸肉。
黑鬍子海賊團6號船船長，外號「弦月獵人」（Crescent Moon Hunter）。
化濃妝且五官粗犷，長尖鼻、紅唇闊嘴），上圍豐滿的中年女子，兩年後頭戴雙角帽，綁著兩條粗辮子，身穿海賊打扮。擅長使用武器為鞭子，頂上戰爭刺殺白鬍子時則使用隨地撿來的矛，兩年後武器為劍。笑聲為（Murunfuffuffu）。
動物系「幻獸種」「犬犬果實 九尾狐型態」能力者，能變身擁有九條黄色巨大尾巴的「九尾狐人」，並藉此完全化身成他人的樣貌。
過去是對美有著很可怕的執著而成為一個變態殺人犯，將狩獵女性（特別是美女）的頭顱視為一個樂趣，讓全世界的女性為之恐懼，以史上最可怕女囚犯身分被送入推進城「LEVEL6」。推進城篇，被黑鬍子釋放加入其海賊團，後一同在馬林福特現身。
和之國第一幕後，在蜂巢島上，以果實能力偽裝成阿布薩羅姆來欺騙月光·摩利亞。和之國第三幕後，在海軍包圍亞馬遜百合期間，和黑鬍子與巴斯可·蕭特趁機襲擊島內，後被波雅·漢考克用能力石化，直到席爾巴斯·雷利趕到戰場後，才得以解除石化和黑鬍子撤退。
蛋頭篇，與歐葛前往蛋頭島，執行某項任務，但意外碰到的五老星的薩圖恩聖完成任務，在回去的路上被格列佛攔下，表示自己是黑鬍子海賊團的忠實粉絲才出海冒險的，並請求帶他去見黑鬍子本人，格列佛便表示自己有情報，最終決定帶著格列佛回到據點蜂巢。
初期的設定是個穿著和之國服裝的美女劍士，作者尾田榮一郎在單行本詢問專欄中表示，由於黑鬍子海賊團是最貼近海賊氣氛的「巨大、粗狂、豪邁」，如果船員裡出現美女只會破壞氣氛。
名字疑似取自於一位女探險家「卡塔利娜·德埃勞索」（Catalina de Erauso）。
薩方·烏爾夫（Sanjuan Wolf）
聲優：小野健一（日本）；符爽→宋克軍（台灣）
年齡：97歲→99歲，生日：3月2日，身高：18,000公分（最高），星座：雙魚座，血型：S型，出生地：西方藍，喜好的食物：鹽燒海王類。
黑鬍子海賊團7號船船長，外號「巨大戰艦」（Colossal Battleship）。
有著飯糰頭、蓄鬍子的長髮巨人族男子，是全世界最巨大的人。
超人系「巨大果實」能力者，成為能夠使身體變得巨大的「巨大人」，受到能力影響使其身形比小歐斯Jr.更加巨大，足以直立站在新世界的海上走動，能夠露出整個頭於海面上說話。
推進城篇，被黑鬍子釋放加入其海賊團，後一同在馬林福特現身。在黑鬍子海賊團剛抵達新世界，木筏就因烏爾夫的身形而嚴重損壞，所以本來欲以活抓波妮為條件，向海軍換取一艘軍艦，但因范·歐葛發現赤犬在軍艦上而作罷，留下被捆綁於木條上的波妮離開現場。
蛋頭篇，在「海賊島」蜂巢上，在卡普率領SWORD拯救克比時，最初正在睡覺，後來被卡普擊敗被丟進了海裡。
名字疑似取自於日本建造大帆船「聖胡安·包蒂斯塔」。
巴斯可·蕭特（Vasco Shot）
聲優：龍田直樹（日本）；孫中台→符爽（台灣）
年齡：36歲→38歳，生日：8月5日，身高：573公分，星座：獅子座，血型：X型，出生地：南方藍，喜好的食物：紹興酒。
黑鬍子海賊團8號船船長，外號「酒鬼」（Heavy Drinker）。
頭戴小丑帽、有著長鼻子的男子。手持大酒壺，喜愛喝酒，逃獄後就一直存不離身地帶著酒葫蘆。使用武器為隨身手槍。笑聲為（Toputoputopu）。
超人系「酒酒果實」能力者，成為能夠製造酒精的「酗酒人」。
過去他引發的每一場事件手段都極為殘忍，因而被送入推進城「LEVEL6」。推進城篇，被黑鬍子釋放加入其海賊團，後一同在馬林福特現身。
和之國篇後，在海軍包圍亞馬遜百合期間，和黑鬍子與卡達莉納·戴彭趁機襲擊島內，後被波雅·漢考克用能力石化，直到席爾巴斯·雷利趕到戰場後，才得以解除石化和黑鬍子撤退。
蛋頭篇，在蜂巢島上，在看到卡普率領SWORD拯救克比時，目睹克比等囚犯在島上逃竄，打算直接燒毀街上以阻止囚犯的行為，試圖使用能力攻擊卡普但無果。
名字疑似取自於探險家「瓦斯科·達伽馬」（Vasco da Gama）和「瓦斯科·努涅斯·德·巴尔沃亚」（Vasco Núñez de Balboa）。
毒Q（Doc Q）
聲優：內田直哉（日本）；符爽→宋克軍（台灣）
年齡：26歲→28歲，生日：10月18日，身高：342公分，星座：天秤座，血型：S型，出生地：北方藍，喜歡的食物：沒放炸彈的蘋果。
黑鬍子海賊團9號船船長・船醫，外號「死神」（Death God），懸賞金額：7,200萬貝里（頂點戰爭時）。
常常表現出很虛弱樣子的男子，就連他的愛馬也一樣很虛弱的樣子。使用武器為雙頭鎌刀和炸彈蘋果，以不負其「死神」外號的大鐮刀作為武器，讓敵人躺在血泊中。生來體弱多病，經常吐血，病弱到從愛馬上摔下也需要旁人將他扶起。認為人的存在價值於「運氣好壞」，經常贈送內藏炸彈的蘋果，觀察人們的運氣。
超人系「病病果實」能力者，能夠將病菌傳染給別人的「病菌人」。
空島篇，在加亞島魔谷鎮上遇到魯夫一行人，為感謝他們扶他上馬而請他們吃蘋果，他給人的蘋果籃中大部分是炸彈，但魯夫卻十分幸運的吃到普通蘋果，對越過難關、擁有強運的魯夫產生興趣。隨同夥伴襲擊磁鼓王國、巴納羅島、大監獄推進城、馬林福特等多個地方。
蛋頭篇，和黑鬍子等同伴一同襲擊哈特海賊團，來到勝利島附近海上與羅的船員交戰。
形象疑似取自於西方小說中典型的殯儀館人員，他們以參與葬禮而聞名。
壯馬（Stroncer）
聲優：內田直哉（日本）；符爽（台灣）
生日：4月16日，星座：牡羊座，喜歡的食物：沒放炸彈的紅蘿蔔。
毒Q的坐騎馬匹，和毒Q一樣虛弱經常吐血。
動物系幻獸種「馬馬果實 飛馬形態」的能力者，能變成天馬。
庫山（Kuzan）
聲優：子安武人（日本）；符爽→孫中台（台灣）
黑鬍子海賊團10號船船長。
超新星篇，為時任海軍上將，外號「青雉」。
新世界篇，退出海軍一年後，在某座島嶼與黑鬍子海賊團意外相遇，經過黑鬍子的一番邀請，加入黑鬍子海賊團。

##### 其他船員
奇帕蘇
黑鬍子海賊團船員。
真希
黑鬍子海賊團船員。
托莉
黑鬍子海賊團船員。

##### 旗下勢力
桃鬍子（Momohige）
聲優：中村浩太郎（日本）；宋克軍（台灣）
黑鬍子海賊團旗下勢力，桃鬍子海賊團船長，懸賞金額：5,200萬貝里。率領海賊團掠奪魯魯西亞王國，但革命軍的軍隊長煽動國民反抗，使其被擊敗抓住，革命軍建議國民將他移交給海軍領取報酬。

#### CROSS GUILD
CROSS GUILD是在和之國鬼島大戰事件後出現了一個追緝海軍的新組織，起自王下七武海被廢除之際，由克洛克達爾邀請喬拉可爾·密佛格一同合作設立，由於建立新組織需要資金，克洛克達爾便找上向他借款的巴其討債，巴其表示可以讓「巴其宅急便」為克洛克達爾提供支援來建立新組織並以此抵債，但由於巴其宅急便的員工在製作十字公會的宣傳海報時，將巴其放在海報上的正中間，因而讓海軍誤以為巴其是十字公會的領導者，從而成為「四皇」勢力之一。

##### 社長&幹部
巴其（Buggy）
聲優：千葉繁（日本）；孫中台／符爽／宋克軍（台灣）；馮志輝／蔡忠衛（香港）
演員：傑夫·沃德
「CROSS GUILD」社長（有名無實的領導者），前任「王下七武海」，現任「四皇」之一，「巴其海賊團」船長兼「巴其宅急便」總裁，外號「千兩小丑」巴其，懸賞金額：31億8,900萬貝里。
克洛克達爾（Crocodile）
聲優：大友龍三郎（日本）；宋克軍（台灣）；蔡忠衛→李家輝（香港）
演員：喬·曼格尼洛
「CROSS GUILD」幹部（實際和喬拉可爾·密佛格為共同創立者），前任「王下七武海」，原「巴洛克華克」社長，外號「沙漠之王」，懸賞金額：19億6,500萬貝里。
喬拉可爾·密佛格（Dracule Mihawk）
聲優：青野武→掛川裕彥（日本）；孫中台→符爽（台灣）；黎家希／蔡忠衛（香港）
演員：史蒂文·約翰·沃德（Steven John Ward）
「CROSS GUILD」幹部（實際和克洛克達爾為共同創立者），前任「王下七武海」，世界最強劍士，外號「鷹眼」密佛格、「海兵獵人」，懸賞金額：35億9,000萬貝里。

##### 社員
達兹·波涅士（Daz Bones）
聲優：稻田徹（日本）；孫中台→符爽（台灣）
年齡：29歲→31歲，生日：1月1日，身高：212cm，星座：摩羯座，血型：F型，出生地：西海，喜歡的食物：生火腿、瑪黛茶。
「巴洛克華克」高級特務→「CROSS GUILD」社員。原公司代號「Mr.1」，本名「達兹·波涅士」，外號「殺手」達茲·波涅士（The Killer），懸賞金額：7,500萬貝里（逃獄後恢復懸賞）。B・W時期所屬船隻「殺戮薩松號」（Kill Sassoon）。
胸口上刺有字的光頭男子，性格沉默寡言，不喜歡跟別人打成一片，是所有高級特務中實力最強的。夢想是成為英雄。
超人系「快斬果實」能力者，全身刀刃人。可以把身體的任何一部分變成刀刃，同時身體就跟鋼鐵一樣堅硬。原為西海出身的賞金獵人，自稱從未被稱為劍士的人傷過一根寒毛，能將所有東西都斬成灰塵。
在阿爾巴那北區的梅地議事堂大街與索隆展開激烈交戰，被他的一刀流居合「獅子歌歌」擊敗，後被海軍收押至海軍拘留所。
於扉頁連載《Miss黃金週的作戰名「尋找巴洛克」》中，「Miss Golden Week」等人前往海軍拘留所協助伙伴們逃獄，但他與克洛克達爾卻因「沒有心情」而拒絕逃跑，後被海軍轉押入「深海大監獄」推進城，囚禁於第4層「灼熱地獄」。
在被克洛克達爾解放後，接受他的邀請跟隨他，也加入逃獄行列，協助搶奪軍艦，並到達馬林福特參戰，承克洛克達爾之命支援魯夫，但隨後被「鷹眼」密佛格瞬間解決而倒地。大事件過後接受克洛克達爾的邀約，準備前往新世界。
賈爾迪諾（Galdino）
聲優：檜山修之（日本）；孫中台→符爽（台灣）；楊啟健（香港）
演員：大衛·達斯馬齊連
年齡：35歲→37歲，生日：3月3日，血型：179公分，星座：雙魚座，血型：F型，出身地：南海，喜歡的食物：紅茶（格雷伯爵茶）、配紅茶的曲奇。
「巴洛克華克」高級特務→「巴其速遞」幹部→「CROSS GUILD」社員。外號「黑金」賈爾迪諾（Loan Shark），懸賞金額：2,400萬貝里（巴洛克華克時期）。
在巴洛克華克代號為「Mr.3」，是「Miss Golden Week」的搭擋。特徵是「3」形狀的发型，說話時語尾會加上，是個性格卑鄙，為勝利而不擇手段戰鬥的頭腦派。自稱造型美術家，最喜愛將敵人作成蠟燭娃娃。是喬裝和潛入的專家，在頂點戰爭時就曾假扮成劊子手，順利抵達處刑台上。
超人系「融化果實」能力者蠟燭人，可以融化自己的身體，也能任意改變形狀，發動能力時，頭发也會跟著著火。從他身上產生的蠟燭黏液，凝固後硬如鋼鐵，而且對侵蝕性的劇毒有著極高的抵抗力，除了形狀變化自如之外，還能困住敵人、製作蠟像或牢房的鑰匙等等，此外還擁有一艘以蠟燭作推動力的遊艇。缺點是製造出來的蠟燭遇到火焰就會融化。
在小花園與魯夫展開激烈交戰，最後被魯夫以「橡膠圖章」擊敗。一度成為雨地的賭場中「香蕉鱷魚」的食物，但他用蠟燭包覆了自己，從而避免被消化，後魯夫等人受困於賭場裏的地牢，趕來救援的香吉士踢倒的其中一隻「香蕉鱷魚」把Mr.3（連同牢房鑰匙）吐了出來。脫困後的「Mr.3」為了報復魯夫等人而將鑰匙扔進水裡，但香吉士誘騙他用溶化果實能力造出了一把鑰匙，在釋放魯夫等人後隨即被打倒。
在扉頁《Miss黃金週的作戰名「尋找巴洛克」》中，正當他準備離開休假島時被「Mr.2」捉住並模仿長相，並且受到Mr.2劫囚的牽連，被海軍本部上校「黑檻」希娜一併拘捕，後被押入推進城。
在魯夫闖入監獄之後，以他的能力解放了許多囚犯打算和魯夫合作，也和魯夫在第一層「紅蓮地獄」聯手對付所長麥哲倫；經歷一番折騰後，又和魯夫一起到了馬林福特參與頂上戰爭，由於被「Mr.2」的犧牲所感動，使他冒險在處刑台上偽裝成劊子手，利用自己的能力製作鑰匙幫助魯夫打開艾斯的海樓石手銬，並幫助馬可打開手銬，頂上戰爭結束後跟隨巴其一行人離開馬林福特。兩年後成為巴其宅急便幹部。
亞爾麗塔（Alvida）
聲優：松岡洋子（日本）；謝佼娟／詹雅菁／許淑嬪（台灣）；龍德瓊／曾月娥（香港）
演員：伊莉婭·伊索雷利斯·保利諾（Ilia Isorelýs Paulino）
年齡：25歲→27歲，生日：3月14日，身高：198公分，星座：雙魚座，血型：S型，出身地：東方藍，喜歡的食物：有美膚效果的莓果、莓果酒。
「亞爾麗塔海賊團」船長→「巴其&亞爾麗塔聯合」→「巴其宅急便」幹部→「CROSS GUILD」社員。外號「鐵棒」亞爾麗塔（Iron Mace），使用武器為鐵棒，懸賞金額：500萬貝里。
以「東方藍」為據點，帶著形狀可怕的鐵棒到處掠奪的女海賊。魯夫最初啟航時第一個遇到的敵人，船員皆以「亞爾麗塔大姐」來稱呼她。初登場時原本是個滿臉雀斑的大胖子，在被魯夫擊敗後沒多久就吃了惡魔果實成為超人系「滑滑果實」能力者，使外形發生驚天的變化，成為一個美人，同時也得到了皮膚表面光滑，並且讓所有接觸到皮膚的物品都會滑開的能力，打赤腳時就跟穿溜冰鞋一樣，嬌小的身材卻有如此神力。熱愛美麗的東西，深信自己是世界上最美的女人，以致後來吃下果實後沒有察覺到外形的巨變，常常問「這片海洋上最美麗的人是誰？」，並要求回答的結果是她自己。
為報復魯夫而獨自一人和「小丑」巴其的巴其海賊團聯手，後來巴其海賊團乘船至無風帶欲救出巴其，但因亞爾麗塔的勸阻以及要脅扣留海賊船，導致他們無功而返，但巴其在頂上戰爭大出鋒頭而回歸。兩年後成為巴其宅急便幹部。
創造來源取自北歐傳說女海賊阿維爾達。
摩奇（Mohji）
聲優：宗矢樹賴（日本）；陳宗岳→宋克軍→孫中台（台灣）；黃志明（香港）
年齡：27歲→29歲，生日：10月1日，身高：197公分，星座：天秤座，血型：S型，出身地：東海，喜歡的食物：醃菜。
「巴其海賊團」副船長→「巴其宅急便」幹部→「CROSS GUILD」社員，外號 「馴獸師」摩奇（Beast Tamer）。有著像布娃娃頭套的頭髮，而且每次登場的髮型都不一樣，個性有點呆。使用武器為鞭子，總是騎著心愛的獅子利基，在戰鬥時操控猛獸來進攻。自認為世界上沒有一種動物他不能操控的，不過在試圖馴服橘子鎮的狗時被咬了。兩年後成為巴其宅急便幹部，身材肥胖了不少，海军过来围剿时躲在巴其身后发抖。
卡巴吉（Cabaji）
聲優：遠藤守哉（日本）；符爽／孫中台（台灣）；黎家希（香港）
演員：斯文·魯伊格羅克（Sven Ruygrok）
年齡：32歲→34歲，生日：9月8日，身高：208公分，星座：處女座，血型：X型，出身地：東方藍，喜歡的食物：爆米花。
「巴其海賊團」參謀長→「巴其宅急便」幹部→「CROSS GUILD」社員，外號「特技」卡巴吉（Cabaji the Acrobat）。特徵是左半邊的長髮和長圍巾。騎著單輪車使用劍術，劍術不高卻善用各式小道具施展特技，被索隆評為無聊。是個陰險的劍客，專挑傷口打，拿自己人擋炸彈，因為使用各種卑鄙伎倆，習慣用一連串的招式攻擊對手。兩年後成為巴其宅急便幹部。
利基（Richie）
聲優：稻田徹（日本）；孫中台／宋克軍（台灣）
生日：7月23日，星座：巨蟹座，喜歡的食物：肉。
摩奇的愛獅，聽從他任何指令，用尖牙利爪攻擊。
在巴其被魯夫打飛後不知去向，摩奇和卡巴吉爭奪船長時，因在睡夢中打倒兩人而當了短暫船長。常和摩奇做出相同反應時，摩奇會詢問「利基，你也是這樣想的吧？」但通常利基心裡想的其實完全是另一件事。两年后体型肥胖了不少，海军过来围剿时躲在巴其身后发抖。

#### 草帽海賊團
蒙其·D·魯夫（Monkey D. Luffy）
聲優：田中真弓（日本）；詹雅菁（台灣）；刘昭文／周恩恩（香港）；楊天翔（中國大陸）
草帽海賊團大船長，現任「四皇」之一，外號「草帽小子」（草帽魯夫），目前懸賞金為30億貝里。

### 前四皇

#### 白鬍子海賊團
由「白鬍子」艾德華·紐蓋特所率領的海賊團，海賊旗幟和船員的刺青前期是「卍」字，後期改為骨十字。主船名為「莫比·迪克號」，船頭為鯨魚的頭部裝飾，因此又稱「白鯨號」，身邊還有4艘副艦「黑鯨號」。船員共有1600名，並分成16支戰鬥部隊；此外旗下還擁有43個海賊團，每個都是名聲響徹新世界的大人物。
艾德華·紐蓋特（Edward Newgate）
聲優：有本欽隆→大友龍三郎（日本）；符爽→孫中台（台灣）；邓荣銾（香港）
白鬍子海賊團船長，前任「四皇」之一，外號「白鬍子」，懸賞金額：50億4600萬貝里。

#### 百獸海賊團
由「百獸」海道率領的海賊團，海賊旗底部是八型骨及六根交叉骨，最上面則是海道牛角特徵的骷髏；也有「百」作為副船旗。船員結構依序分為三位「招牌大將」（三大災禍）、「飛六胞」（首席戰士前六強）、其餘多位「首席戰士」、如同惡鬼般的「序列戰士」，在幹部之下有大約500名賦予人造動物系能力的「恩典戰士團」，另有賦予能力失利的「狂樂戰士團」和尚未賦予能力的「候命戰士團」，總計約兩萬名戰力。
根據地為和之國「鬼島」，亦佔領和之國其他地區。佔據一個「路標歷史本文」。在鬼島和BIG MOM海賊團結為同盟，並殺害黑炭大蛇，使得大蛇旗下御庭番眾與見廻組兩大部隊服侍海道，因此兵力已上升到3萬名，最終海道與其海賊團在鬼島大戰中被擊敗。
海道（Kaido，、凱多）
聲優：玄田哲章（日本）；符爽（台灣）
百獸海賊團船長，前任「四皇」之一，外號「百獸」海道，懸賞金額：46億1,110萬貝里。

#### BIG MOM海賊團
由「BIG MOM」夏洛特·莉莉帶領的海賊團，海賊旗幟圖案是個禮帽和衣領綴有絨毛，抹著口紅、拿著樹枝的骷髏。主船為「女王·媽媽·聖歌號」。船員主要構成人員為「夏洛特家族」，85名子女中有77名先後為海賊團成員，而最強的三位子女被封為「甜點三將星」，部分的成年子女擁有自己頭像的分艦。擁有業界首屈一指的情報力及讓子女與世界不同的勢力聯姻來鞏固家族。
根據地為萬國，其中有34名子女先後擔任旗下島嶼的管理大臣，該國裡充滿了BIG MOM果實能力製造的各種「歡樂友人」。佔據一個「路標歷史本文」和兩個普通的歷史本文。在鬼島和百獸海賊團結為同盟，最終夏洛特·莉莉本人在鬼島大戰中被擊敗。
夏洛特·莉莉（Charlotte Linlin）
聲優：藤田淑子→小山茉美（日本）；許淑嬪（台灣）；林司聰（香港）
BIG MOM海賊團船長，前任「四皇」之一，外號「BIG MOM」，懸賞金額：43億8,800萬貝里。

## 王下七武海
世界政府公認的七位實力超凡的海賊，但這7人並不屬於同一個組織；与世界政府有所联系和服从召集战斗命令，享有陽光下的自由，合法地進行「掠奪」居民和海贼行為。除非涉嫌重大犯罪事件（企图夺国或海贼结盟）被取证，不然海军无法出动放任之不管。是作為平衡、牽制海軍本部和四皇的第三勢力，巧妙地生存在這片海上。在大部分海贼还有部分人民的口中，则有「世界政府走狗」的劣评。世界會議落幕後，由于深受其害的阿拉巴斯坦王国和多雷斯罗萨等两位国王提案廢除「王下七武海」，经过热烈讨论后获得大多数赞同通过，就此廢除七武海並收回其附帶的特权，所有末代七武海皆回歸一般海贼身份，並受到海軍追捕。消息傳開來後，各國國民廣泛認同此制度早該廢除而隨之歡呼。
| 時期篇章                          | 歷任成員                   | 歷任成員                   | 歷任成員                   | 歷任成員                   | 歷任成員                   | 歷任成員                   | 歷任成員                   |
| --------------------------------- | -------------------------- | -------------------------- | -------------------------- | -------------------------- | -------------------------- | -------------------------- | -------------------------- |
| 生存之海 超新星篇〜阿拉巴斯坦篇   | 喬拉可爾·密佛格            | 巴索羅繆·大熊              | 波雅·漢考克                | 唐吉訶德·多佛朗明哥        | 月光·摩利亞                | 吉貝爾                     | 克洛克達爾                 |
| 恐怖三桅帆船篇〜頂點戰爭篇        | 喬拉可爾·密佛格            | 巴索羅繆·大熊              | 波雅·漢考克                | 唐吉訶德·多佛朗明哥        | 月光·摩利亞                | 吉貝爾                     | 馬歇爾·D·汀奇              |
| 前往新世界 魚人島篇〜多雷斯羅薩篇 | 喬拉可爾·密佛格            | 巴索羅繆·大熊              | 波雅·漢考克                | 唐吉訶德·多佛朗明哥        | 托拉法爾加·羅              | 巴其                       | 艾德華·衛伯                |
| 圓蛋糕島篇〜和之國篇              | 喬拉可爾·密佛格            | 巴索羅繆·大熊              | 波雅·漢考克                | 空缺                       | 空缺                       | 巴其                       | 艾德華·衛伯                |
| 和之國篇第二幕後                  | 制度已被廢除，全員恢復懸賞 | 制度已被廢除，全員恢復懸賞 | 制度已被廢除，全員恢復懸賞 | 制度已被廢除，全員恢復懸賞 | 制度已被廢除，全員恢復懸賞 | 制度已被廢除，全員恢復懸賞 | 制度已被廢除，全員恢復懸賞 |

## 最惡劣世代

由左上至右下：奇拉、培基、霍金斯、烏魯基、多雷古、基德、波妮、亞普、羅

最惡劣世代（Worst Generation，最惡世代、最可怕世代、極惡世代），一般是指頂點戰爭結束後世人對11位超新星和馬歇爾·D·汀奇的稱呼。因誕生在新世代結束與開始之間，背負戰亂命運的人物，兩年期間經常在新世界大鬧。而11位超新星是指頂點戰爭發生前夕，11位同時來到夏波帝諸島且懸賞金超過1億貝里的海賊。而據夏姬所述，魯夫、基德、羅、霍金斯、多雷古為這11人當中最受世人矚目。此外，「超新星」亦可指其他近幾年新興破億海賊，但這11位超新星是最為知名的（其他如艾斯、卡文迪許、巴特洛馬、格列佛兄弟也都被稱作過“超新星”）。
| 外號、名字                    | 所屬海賊團   | 出身地   | 當時懸賞金     | 現時懸賞金      |
| ----------------------------- | ------------ | -------- | -------------- | --------------- |
| 「草帽小子」蒙其·D·魯夫       | 草帽海賊團   | 東海     | 3億貝里        | 30億貝里        |
| 「船長」尤斯塔斯·基德         | 基德海賊團   | 南海     | 3億1,500萬貝里 | 30億貝里        |
| 「死亡外科醫生」托拉法爾加·羅 | 哈特海賊團   | 北海     | 2億貝里        | 30億貝里        |
| 「海賊獵人」羅羅亞·索隆       | 草帽海賊團   | 東海     | 1億2,000萬貝里 | 11億1,100萬貝里 |
| 「海鳴」刮盤人·亞普           | ON AIR海賊團 | 偉大航道 | 1億9,800萬貝里 | 3億5,000萬貝里  |
| 「流氓」卡波涅·培基           | 火戰車海賊團 | 西海     | 1億3,800萬貝里 | 3億5,000萬貝里  |
| 「魔術師」巴吉魯·霍金斯       | 霍金斯海賊團 | 北海     | 2億4,900萬貝里 | 3億2,000萬貝里  |
| 「大胃王」珠寶·波妮           | 波妮海賊團   | 南海     | 1億4,000萬貝里 | 3億2,000萬貝里  |
| 「紅旗」Ｘ·多雷古             | 多雷古海賊團 | 北海     | 2億2,200萬貝里 | 2億2,200萬貝里  |
| 「殺戮武士」奇拉              | 基德海賊團   | 南海     | 1億6,200萬貝里 | 2億貝里         |
| 「怪僧」烏魯基                | 破戒僧海賊團 | 空島     | 1億800萬貝里   | 1億800萬貝里    |

### 基德海賊團
基德海賊團（Kid Pirates），由尤斯塔斯·基德所率領，來自南海的海賊團，全員穿著以龐克金屬風為主，人數共31人。其海賊船名為「維多利亞朋克號」（Victoria Punk），船首是一具巨大恐龍頭骨，整艘船充滿哥特朋克風，骷髏船帆等設計。海賊旗幟圖案是個基德髮型伴隨火焰的骷髏。
頂點戰爭結束後抵達「新世界」，兩年後和霍金斯海賊團、ON AIR海賊團組成同盟，以拿下四皇「紅髮」傑克首級為目標，但海賊同盟還未正式啟動，就遇見從天而降的「百獸」海道，最後基德被海道打傷囚禁在牢裡不得不服从劳动役，奇拉及其他手下亦被迫在黑炭大蛇手下賣命。和之國篇，基德、奇拉2人逃離兔丼監獄且集結全員，前往鬼島向百獸海賊團復仇，除船長、副船長外，全體開始變得開朗且仿傚奇拉的笑聲，但任何嘲笑基拉笑声的對象都會被團員出手教训。
於鬼島決戰後抵達艾爾帕布再次遇到了紅髮海賊團，並且獲得了重新挑戰的機會，不料基德及奇拉卻被突然現身的紅髮一招擊昏，剩餘的船員為了保住基德的命而把收集的路標歷史正文交給紅髮傑克，而「維多利亞朋克號」則被布洛基跟東利使用「霸國」擊沉。

尤斯塔斯·基德的兩年後樣貌

尤斯塔斯·基德（Eustass Kid）
聲優：浪川大輔（日本）；宋克軍（台灣）；黃榮璋（香港）
年齡：21歲→23歲（生死未知），生日：1月10日，身高：205公分，星座：摩羯座，血型：F型，出身地：南方藍，興趣：音樂鑑賞、收集武器，喜歡的食物：白菜卷，討厭的食物：咖哩烏龍麵，代表動物：鬥牛，代表花卉：鬱金香 ，霸氣：見聞色、武裝色、霸王色。
基德海賊團船長，外號「船長」基德（Captain），船員以「老大」來稱呼他，懸賞金額：3億1,500萬貝里→4億7,000萬貝里（兩年後）→30億貝里（和之國篇後）。
特徵是鲜紅髮刺蝟頭的青年男子，红色嘴唇，胸前佩帶著一把匕首和手槍，頭戴護目鏡、穿著大衣。兩年後的基德頭髮略有變長，身上留下多處傷疤，左手換成鋼鐵製造的義肢。是個兼具理想與野心的人，但性格上較為殘忍、殘暴，常為一點小事而動怒，沒有魯夫那種容人的器量，本人也說過他把嘲笑過他要去找到「ONE PIECE」的人都給殺了，也嘲笑沒有膽量的人不配在海上橫行，連奇拉都希望他能稍微收斂一下那火爆脾氣，由於他的行為讓民間蒙受災害，被夏姬稱為「很不可愛的孩子」且不看好他的個性與作為。童年時代的基德於單行本SBS專欄登場，當時的基德因為家境貧困，反而練就用廢鐵製造機械玩具的本事。
超人系「磁氣果實」能力者磁氣人，擁有磁鐵一般的能力，能夠吸收有磁性的武器覆蓋在自己的身上增加攻擊力和防禦力及反射物品。
頂點戰爭發生前登陸夏波帝諸島的海賊界11位超新星之一，他當時的懸賞金在11人中排名第1位。初登場的時便對「海鳴」亞普表現出水火不容的態度，甚至還一度和對方在街上大打出手。後帶著部下到人口販賣場，他諷刺和天龍人以及貴族比較起來（認為垃圾統治著世界才會不斷產生垃圾），海賊的惡行根本不算什麼，並遇上先行抵達會場的哈特海賊團，兩人碰面時露出一副不屑態度，對托拉法爾加·羅間接朝他比中指的舉動只回一句「教養也十分糟糕」。因魯夫出拳揍飛天龍人，引發大量海軍前來包圍人口販賣場。在場的羅與基德因被海軍視為魯夫的同謀，而被迫與草帽海賊團聯手對付海軍，基德表示沒什麼好抱怨，且要幫在場人員打開一條通路，此話激起羅和魯夫不滿，遂一邊吵架一邊步出人口販賣場外，3人聯手解決阻擋在外的海軍後，基德由於不打算和海軍上將打照面，決定先行離開，他揚言下次見面時不會手下留情，但魯夫卻作出「第一個找到ONE PIECE絕對是我」發言，他想起航行途中那些嘲笑他夢想而被宰掉的人，而接下來要前往的地方，沒有膽量說出這些話的人將葬身海底，離去前他對羅與魯夫表示「我們新世界再會吧」，途中基德卻遭遇海軍「和平主義者」的攻擊，隨即展開激戰，與羅聯手擊敗「和平主義者」。頂點戰爭爆發時，與手下在夏波帝諸島觀看馬林福特現場轉播。後轉到海軍本部外海時，對「白鬍子」死後開始的新時代感到相當的興奮。頂點戰爭結束後，率領海賊團到達新世界；從報紙上得知魯夫敲響「16點鐘」的消息，認為魯夫在頂點戰爭中鋒芒畢露，實不容他繼續囂張下去，並殲滅了一個海賊團。
兩年間的航行途中攻击了四皇「BIG MOM」的艦隊，動手擊沉了對方的兩艘海賊船，並打傷BIG MOM海賊團的某位將星奪走了被他認為應該奪取的東西。在那之前，他也曾去挑戰另一位「四皇」的紅髮海賊團，結果被斑·貝克曼廢掉左手（只剩左上臂部分），然后才换上钢铁义肢。和之国篇，该机械臂被奎因没收作玩具用途，只剩下一隻手臂。
兩年後在據點上觀看凱薩在龐克哈薩特介紹的死之國，他雖然對凱薩介紹的殺戮武器沒興趣，但亦表示「看看也無妨」，並且在與霍金斯和亞普前來商談海賊同盟的過程中，對於亞普將他的藏身處搞得一團亂而感到憤怒。在唐吉訶德·多佛朗明哥放棄七武海職位的隔天，草帽海賊團和羅結成同盟，還有基德、亞普、霍金斯結盟的消息，被世界政府刊載在報紙上，頓時引起世界各地民眾的注目。基德對於報章記者亞普薩（阿布薩羅姆）竟能掌握他們的消息感到些許意外，隨即體會到魯夫和羅同樣都是以擊敗「四皇」為目標而結盟，因而對於後兩者攜手合作的舉動感到相當不悅。由於海道突然降臨在據點上，基德海賊團堅持與海道奮戰到底，其後戰敗被俘，被囚禁在和之國兔丼牢裡，被海道數落“最惡世代”海賊們只不過在玩“海賊家家酒”的遊戲。
和之國篇，魯夫被海道打敗後被送到隔壁牢房，之後數日他們一同做苦力搬运巨石的工作。与同样被海道打伤的鲁夫一样通过干活吃饭睡觉恢复状态，即使还戴着海楼石手铐的兩人都至少搬运了500块的巨石（不同的是基德由于机械臂被没收靠着单手和背杠着巨石而工作）。两人同时互相竞争着，被鲁夫直呼“刺头男”（索隆称之“刺猬人”）。因获大量伙食得以饱餐一腹不仅引来囚犯们的羡慕，但由於兩人食量太大將監獄的糯米糰幾乎吃光，还引來監獄副看守長多彭的斥責。但基德和鲁夫很快地把吃下去的食物全部消化然后「甘愿」受罚，多彭將兩人吞進肚中，然而这却为基德和魯夫合力反抗他提供了便利接着河马自己吐血倒下说明被击倒了。他們的強大引來獄中犯人們的歡呼还被叫作「犯人之星」。基德逃獄後遇到押送「鐮藏」的隊伍，因認出其獨特笑聲而上前搶救並對此感到心痛，卻因帶著海樓石手銬被輕易制服，一起押送回監獄，被奎因的手下施以倒吊水刑。因失憶的BIG MOM亂入兔丼監獄，還打敗了奎因，場面變得失控混亂因此與奇拉兩人得以脱困於水刑，拒絕魯夫的同盟邀請，並表示再也不相信任何同盟，帶著奇拉尋找其他夥伴，誓言向海道復仇。
和之國決戰當天，碰巧和魯夫跟羅聯手營救錦衛門，得知吉貝爾加入草帽海賊團的事感到震驚，而後全速前往鬼島復仇，並要拿下海道的頭替換船首。抵達鬼島被換上百獸海賊團風格衣服，之後發現同盟叛徒亞普而出手攻擊他。因覺得同時與兩位四皇戰鬥感到十分棘手，所以讓BIG·MOM落海與海道分離後，和羅共同聯手與BIG·MOM展開最終決戰。持續以電磁炮配合羅的R·Room在地面炸出大洞，令BIG·MOM直接墜落並在火焰妖怪「火全坊」點燃炸藥所引起的爆炸倒下，後得知魯夫被海道擊敗，與馬可、羅上前對抗。BIG·MOM和海道敗北後，獲知懸賞金提升的消息，與魯夫、羅的合作關係也到此結束，回歸競爭對手的關係，他們在常影港以抽籤方式決定未來要航行的方向，根據抽籤結果，基德將駛往東方而去。
蛋頭島篇中抵達艾爾帕布再次遇到了紅髮海賊團，並且獲得了重新挑戰的機會，不料基德及奇拉與其旗下海賊團作戰時，被突然現身的傑克一招擊昏，並被布洛基跟東利的合體技「霸國」打入海中生死未卜。
創造來源取自13世紀的海賊僧侶尤斯塔斯（Eustass）和17世紀蘇格蘭海賊威廉·基德（William Kidd）。
技能
反彈（Repel）
將飛來的砲彈和子彈用磁氣反彈。招式名字取自于磁铁反斥。
磁氣弦（Punk Gibson）
用磁氣將鐵製品吸附手上製成超巨大機械手臂壓制敵人。招式名字取自于美国的制造商吉普森吉他公司。
磁氣魔人（Punk Rotten）
用磁氣將鐵製品吸附成一尊巨大的惡魔外型魔像，基德坐在其背上並控制。魔像能自由分解和重建。名字取自英國龐克搖滾樂團性手枪主唱強尼·羅坦。
磁氣萬力（Punk Vise）
磁氣魔人狀態下， 用魔像的雙手粉碎目標。名字取自英國龐克搖滾樂團Vice Squad。
破壞弦（Slam Gibson）
磁氣魔人狀態下， 用魔像的雙手抓住對手並猛擊至地面。名字取自搖滾音樂家在舞台上的常見做法：吉他粉碎。
磁氣手槍（Punk Pistols）
用磁氣吸附來的鐵製品在右臂組成一把巨大的魚叉槍，並發射朝目標快速發射金屬長矛。名字取自英國龐克搖滾樂團性手枪乐队。
磁氣大魔牛（Punk Corna Dio）
用磁氣吸附的鐵製品組成一頭比BIG·MOM還巨大的金屬牛來衝撞目標，強度足以對BIG·MOM的骨頭造成傷害。是義大利語中「喇叭」之意，也代表罗尼·詹姆斯·迪欧推廣的金屬手勢以及西游记里的牛魔王或荒木飞吕彦漫画jojo的奇妙冒险里的DIO。
電磁砲（Damned Punk）
用磁氣吸附的鐵製品組成巨大的磁軌砲，然後向目標發射電磁砲彈，威力足以重創BIG·MOM。名字取自英國龐克搖滾樂團詛咒合唱團。
賦予（Assign）
覺醒技能。能在用手觸碰的任何物體（非限定鐵製品，包含人體）上顯示「S」或「N」，以賦予該物體強力磁氣。
磁氣激突（Punk Clash）
利用「賦予」磁化他人之後，利用增幅的強力磁氣吸引無數的鐵製品壓垮對方。名字取自英國龐克搖滾樂團衝擊合唱團。
奇拉（Killer）
聲優：濱田賢二（日本）；孫中台（台灣）
年齡：25歲→27歲（生死未知），生日：2月2日，身高：195公分，血型：X型，星座：水瓶座，出生地：南方藍，興趣：打鼓、料理，喜歡的食物：蒜味辣義大利麵，討厭的食物：咖哩烏龍麵，代表動物：黃鼠狼、衣索比亞狼，代表花卉：雪花蓮，霸氣：見聞色、武裝色。
基德海賊團副船长兼廚師，同時也是基德的兒時玩伴。外號「殺戮武士」（Massacre Soldier），懸賞金額：1億6,200萬貝里→2億貝里（兩年後）。
戴著一个中间有兩竖排小洞以及模仿嘴部弧形横排小洞的藍白條紋全覆盖式包耳頭罩，白色斑點深藍色衬衫打扮的金色長髮青年男子，是個很喜歡戰鬥的武士海賊，在武鬥派的外表下，實為該團最為冷靜沉穩的智將。個性沉默，身手敏捷，武器為裝在手上的一對旋轉鐮刀「懲罰者」。因為討厭自身笑聲且被嘲笑，戴上面罩隱瞞自身情緒，教訓所有嘲笑他的人。兩年後的奇拉下巴蓄了黄色鬍子，左手臂有嚴重燒傷痕跡，體格也變比較壯碩，比起兩年前的好鬥，他的性格上變得比較沉穩。两年后战斗时能够通过挥舞两手的旋轉镰刀制造出撕裂龙卷风和发出斩击，力量和持有两把刀的索隆不相上下。喜歡的食物似乎是麵食類，甚至連吃東西都是戴著面罩，適合吃棒狀食物，連喝酒也要用吸管喝。童年時代的奇拉於單行本SBS專欄登場，當時的他留著覆蓋眼睛的雜亂遮眼金髮，沒有配戴面具，而且喜歡大口吃著麵類。
頂點戰爭發生前登陸夏波帝諸島的海賊界11位超新星之一，他當時的懸賞金貝里在11人中排名第7位。頂點戰爭事件爆發時，與基德在夏波帝諸島觀看馬林福特現場轉播。頂點戰爭結束後，隨同海賊團到達新世界；當基德從報紙上得知魯夫敲響「16點鐘」的消息時，向他解釋「16點鐘」的典故和意義。
兩年後負責牽線基德、霍金斯、亞普3人合作組成海賊聯盟對抗新世界的四皇，以擊敗四皇「紅髮」傑克為目標。由於海道突然降臨在同盟地，隨船長基德對抗海道但戰敗收場，其後基德被囚禁在牢中，而奇拉為了救他和其他夥伴被迫接受黑炭大蛇的要求吃下SMILE果實失敗品而成為SMILE愉悅者，使他會不斷發出「發發發發/啡啡啡啡」（ファッファッファッファ）的笑聲，並一度作為黑炭大蛇的手下化名鐮藏（取下頭罩改用繃帶纏臉露出眼睛和嘴巴），期間兩手改持較為遜色的長柄鐮刀，並在花都替大蛇除掉礙眼的對象，包括曾前往鈴後劫道橋附近追殺小南和日和，但在战斗中被刺伤右臂但使出三刀流“炼狱鬼斩”的索隆夺取镰刀並砍伤胸前擊敗而遭到阻止，使他被大蛇懲處送入兔丼，與船長基德一起接受QUEEN的倒吊水刑，其後一同脱困於水刑，與基德離開尋找其他夥伴。
決戰當天換回以前的裝扮，出發前往鬼島復仇。基德在金色神樂宴会上发现同盟叛徒亞普，奇拉試圖阻止他暴露身份但还是晚了一步，随后跟随基德、鲁夫和索隆三人脚步在宴会引发骚动和逃跑，暗中感叹隐匿作战计划告终。当阿普反击时，四人一起在其射程范围内被攻击，同时在旁边为另三人解说阿普能力。宴会上，曾经短暂和索隆共同战斗，以及作为同样副船长身份交流。接着，與海賊團船長及副手五人聯手對抗海道及大媽，隨後與霍金斯對抗。过程中，基拉陷入了霍金斯给出的圈套里，霍金斯把稻草人的替身连接到了基德身上，如果霍金斯被基拉攻击，霍金斯如果受伤或者没了性命，都会波及基德那里，等同霍金斯使用其船长基德的生命来保护自己，使基拉陷入两难不敢动手，不過最後還是用他招牌的冷靜頭腦戰勝霍金斯。BIG·MOM和海道敗北後，閱報獲知懸賞金提升的消息。
蛋頭島篇中抵達艾爾帕布再次遇到了紅髮海賊團，並且獲得了重新挑戰的機會，不料基德及奇拉與其旗下海賊團作戰時，被突然現身的傑克一招擊昏，並被布洛基跟東利的合體技「霸國」打入海中生死未卜。
名字取自英文的殺手（Killer）。原型取自于法国摇滚乐队蠢朋克乐队主唱盖-马努尔·德霍曼-克里斯托。
技能
斬首爪
鎌阿音撃
刃音撃
希特（Heat）
聲優：福原耕平（日本）；符爽／孫中台（台灣）
生日：12月1日，星座：射手座，出身地：南海。
基德海賊團船員，特徵是水藍色長髮，能從口中吐出高熱火燄。
名字取自英文的熱量（Heat）。
瓦耶（Wire）
聲優：荒井聰太（日本）；宋克軍（台灣）
生日7月18日，星座：巨蟹座，出身地：南海。
基德海賊團船員，穿著類似惡魔裝束的高大男子，武器是三叉戟。
名字取自英文的金屬線（Wire）。
帕朴斯（Papas）
聲優：富岡佑介（日本）；孫中台（台灣）
基德海賊團船員。
巴布魯佳姆（Bubblegum）
聲優：半田裕典（日本）；孫中台（台灣）
基德海賊團船員。
艾瑪（Emma）
聲優：角倉英里子（日本）；詹雅菁（台灣）
基德海賊團船員。
布冀（Boogie）
聲優：田邊幸輔（日本）；宋克軍（台灣）
基德海賊團船員。
昆希（Quincy）
聲優：鶴野有紗（日本）；連婉鈞（台灣）
基德海賊團船員。
黛蔀（Dive）
聲優：天希佳音（日本）；詹雅菁（台灣）
基德海賊團船員。
冀谷（Gig）
基德海賊團船員。
荷菩（Hip）
聲優：川口櫻（日本）；連婉鈞（台灣）
基德海賊團船員。
藿菩（Hop）
基德海賊團船員。
澎普（Pomp）
聲優：奥畑幸典（日本）；宋克軍（台灣）
基德海賊團船員。
華絲（House）
基德海賊團船員。
賈各（Jaguar）
基德海賊團船員。
UK（UK）
聲優：清水健佑（日本）；符爽（台灣）
基德海賊團船員。
雷庫（Reck）
聲優：大槻丈一郎（日本）；孫中台（台灣）
基德海賊團船員。
康粕（Compo）
聲優：寺崎千波也（日本）；孫中台（台灣）
基德海賊團船員。
摩艾（Moai）
基德海賊團船員。
迪斯克J（Disc J）
基德海賊團船員。
墨修（Mosh）
聲優：中村光樹（日本）；符爽（台灣）
基德海賊團船員。

### 哈特海賊團
哈特海賊團（Heart Pirates，紅心海賊團），是由托拉法爾加·羅所率領，來自北方藍。海賊船是一艘名叫「極地潛水號」（Polar Tang）的黃色潛水艇，且潛艇上裝有高級的醫療儀器。其海賊團的圖案代表唐吉訶德·羅希南特的最後笑容。
船員共有20人，兩年後在佐烏登場的船員中有出現一位女性成員。全員都穿著印有海賊團圖案的全身工作服，皆戴著帽子。已經知道名字的船員中，團員們的外型或名字幾乎都与海洋動物有關（如北極熊、企鵝和虎鯨）。
頂點戰爭事件爆發時，全員前往海軍本部營救魯夫，後為治療魯夫和吉貝爾，獲漢考克特例准許在亞馬遜百合的灣岸短暫駐留（動畫版中，潛水艇則曾駛入港口，並讓護國戰士派發食物給他們）。
頂點戰爭兩年後，進入新世界的羅為了獨自執行秘密計畫前往龐克哈薩特而與船員們暫時分離，並與草帽海賊團結成同盟。在多雷斯羅薩事件之後，和船員們在佐烏會合，同盟成員加入光月家及純毛族，全員前往和之國參與擊潰四皇「海道」的計畫。金色神樂當天，由海底出現拯救6位紅鞘九俠，並由羅帶領其海賊團及5位紅鞘九俠登入鬼島北部。
托拉法爾加·D·瓦特爾·羅（Trafalgar D. Water Law）
聲優：神谷浩史（日本）；宋克軍（台灣）
哈特海賊團船長兼醫生，四位創始成員之一，外號「死亡外科醫生」。為頂點戰爭發生前登陸夏波帝諸島的海賊界11位超新星之一，在第二部劇情中曾任「王下七武海」之一。
培波（Bepo，贝宝／貝波）
聲優：高戶靖廣（日本）；符爽／孫中台（台灣）
種族：北極熊種純毛族，年齡：20歲→22歲，生日：11月20日（毛皮節），身高：240公分，星座：天蠍座，血型：S型，出身地：佐烏「摩科莫公國」，喜歡的食物：刨冰。
哈特海賊團航海士，四位創始成員之一，9歲時成為羅的夥伴。與其他船員不同，身形較一般人類巨大，他穿著的全身工作服是橙色。性格脆弱，抗壓性很低，被旁人批評後會低頭道歉；抵受不了高溫環境。使用類似中國功夫的武術，尤其擅於腳踢攻擊，戰鬥時會發出「啊咿啊咿～喲」的叫聲。懸賞金額：500貝里。
過去他的兄長傑波與佩特羅、波哥姆斯結成「諾克斯探險隊」出海，幼年的培波為了追逐傑波的腳步，在15年前下象觀察大海時意外飄流，故對佐烏沒有多餘的記憶。
最後在13年前輾轉流落到北海的史瓦洛島，在郊外被夏奇和企鵝欺負，後來被羅救下，並帶到收留他的老人沃爾夫家裡居住，同時也尊敬起羅，之後與羅一同救治被炸彈重創的夏奇和企鵝，四人成為關係很好的夥伴並建立起了哈特海賊團。早年為了回去故鄉拼命學習航海術。在遇見羅之前已有一點航海知識。在與海賊巴克的部下波亞奇諾的戰鬥中首次變化成「月獅子」型態。
曾在夏波帝諸島上獨自打倒好幾個海軍士兵。「頂點戰爭」事件爆發時，與船員一同前往海軍本部營救魯夫；從巴其手上接過重傷的魯夫時，對他的傷勢感到驚訝。逃出海軍總部後，他們的潛水艇馬上被「海賊女帝」漢考克發現；當漢考克問及船員魯夫的情況，培波卻反問她如何追蹤他們，被漢考克斥責身為「野獸」竟敢轉移話題而低頭道歉。其後和其他團員在女人島短暫駐留期間，因為問及「女人島是否有其他母熊」，則惹來其他團員的吐嘈。
兩年間羅暫時離隊執行秘密計畫，後來在新世界的「佐烏」會合。和之國篇於行動期間不慎誤食遭汙染河川的河魚而中毒，交由團員看護。執行任務時失風被抓起來，後因羅與霍金斯交換人質而獲得釋放。BIG MOM和海道敗北後，和眾人歡慶勝利。
夏奇（Shachi，虎鯨）
聲優：藤本隆弘（日本）；宋克軍／孫中台／符爽（台灣）
年齡：25歲→27歲，生日：4月7日，星座：白羊座，出身地：北海「史瓦洛島」。
哈特海賊團船員，四位創始成員之一，與企鵝是竹馬之交，14歲時成為羅的夥伴。頭戴虎鯨圖案的狩獵帽，武器為劍。
在還未當海賊之前的夢想是成為一名理髮師。在初遇羅前的半年，他們原本還是各自有著幸福家庭的孩子，某天兩家人相約到史瓦洛島最美麗的海岸烤肉時遭遇了突如其來的海嘯，當時他們爬到附近的樹上玩耍逃過一劫，父母卻逃命不及雙雙喪命，突然成為孤兒的兩人被自己的叔叔嬸嬸收養，然而表面上是監護人的叔叔嬸嬸，卻只將他們當作「方便的工具」使喚去做武器走私和偷竊寶石等違法的事，如有不從就被拳頭伺候，給他們的吃住環境也相當惡劣，4個月後兩人選擇逃家，成為知名的壞小孩雙人組，原本在史瓦洛島郊外欺負剛到此地的培波，被羅用手術果實能力擊敗，幾天後與企鵝在外露宿時遭遇兇悍野豬的追擊，因逃跑不及身體被野豬的牙刺穿，情急之下企鵝朝野豬投擲炸彈，卻不慎被炸斷手臂差點喪命，被聽聞爆炸聲趕來的羅所救，羅同情兩人的遭遇並將他們收為小弟，並帶到收留他的老人沃爾夫家裡居住，期間沃爾夫帶領兩人回到叔叔家，用花了一個月時間搜集到的證據揭發了叔叔嬸嬸犯罪，以及虐待他們的惡行，讓兩人放下了恐懼和罪惡感，得到真正的自由。。
在魯夫被帶回女人島修養的期間，與企鵝曾妄想一窺裡頭的狀況。兩年間羅暫時離隊執行秘密計畫，後來在新世界的「佐烏」會合。在和之國篇執行任務時失風被抓起來，後因羅與霍金斯交換人質而獲得釋放。
名字取自虎鯨（Shachi）。
企鵝（Penguin，佩金）
聲優：平井啟二（日本）；孫中台／符爽（台灣）
年齡：26歲→28歲，生日：4月25日，星座：金牛座，血型：X型，出身地：北海「史瓦洛島」。
哈特海賊團船員，四位創始成員之一，與夏奇是竹馬之交，15歲時成為羅的夥伴。頭戴寫有「PENGUIN」字樣的帽子，武器為長槍。
在初遇羅的半年前，他們原本還是各自有著幸福家庭的孩子，某天兩家人相約到史瓦洛島最美麗的海岸烤肉時遭遇了突如其來的海嘯，當時他們爬到附近的樹上玩耍逃過一劫，父母卻逃命不及雙雙喪命，突然成為孤兒的兩人被夏金的叔叔收養，然而表面上是監護人的叔叔嬸嬸，卻只將他們當作「方便的工具」使喚去做武器走私和偷竊寶石等違法的事，如有不從就被拳頭伺候，給他們的吃住環境也相當惡劣，四個月後兩人選擇逃家，成為知名的壞小孩雙人組，原本在史瓦洛島郊外欺負剛到此地的培波，被羅用手術果實能力擊敗，幾天後與夏奇在外露宿遭遇兇悍野豬的追擊，夏奇逃命不及身體被野豬的牙刺穿，他為了救夏奇情急之下朝野豬投擲炸彈，卻不慎被炸斷手臂差點喪命，被聽聞爆炸聲趕來的羅所救，手臂也透過羅的手術能力接回，羅同情兩人的遭遇並將他們收為小弟，並帶到收留他的老人沃爾夫家裡居住，期間沃爾夫帶領兩人回到叔叔家，用花了一個月時間搜集到的證據揭發了叔叔嬸嬸犯罪，以及虐待他們的惡行，讓兩人放下了恐懼和罪惡感，得到真正的自由。
在魯夫被帶回女人島修養的期間，與夏奇曾妄想能進入女人島一窺裡頭的狀況。兩年間羅暫時離隊執行秘密計畫，後來在新世界的「佐烏」會合。在和之國篇執行任務時失風被抓起來，後因羅與霍金斯交換人質而獲得釋放。
名字取自企鵝（Penguin）。
強帕爾（Jean Bart，江波尔）
聲優：增谷康紀（日本）；孫中台（台灣）
生日：4月6日，星座：牡羊座。
哈特海賊團船員。外貌凶神惡煞，身材高大的男性。武器為一把大型手槍。
原本是海賊團船長，後來被捕並當成奴隸被天龍人羅茲瓦德聖買下，羅把他從天龍人手中解救出來，因此決定效忠羅。兩年間羅暫時離隊執行秘密計畫，後來在新世界的「佐烏」會合。
創造來源取自法國17世紀海賊尚·巴特，形象取自于代表北极圈的动物麝牛。
一角（Ikkaku）
聲優：高橋花林（日本）；連婉鈞（台灣）
生日：12月7日，星座：射手座。
哈特海賊團船員，唯一的女性船員。戴著一頂黃橙色相間的帽子，一頭深棕色捲髮。反對和草帽海賊團同盟的三位船員。
名字取自獨角鯨（Ikkaku）。
海膽（Uni）
聲優：城岡祐介（日本）；宋克軍（台灣）
哈特海賊團船員。穿著高領內衣富愾住半張臉，一頭深色的蓬鬆頭髮。反對和草帽海賊團同盟的三位船員。
名字取自海膽（Uni）。
克里歐涅（Clione）
聲優：荒井聰太（日本）；孫中台／符爽（台灣）
生日：2月17日，星座：水瓶座。
哈特海賊團船員。戴著深藍色的尖頭長兜帽。反對和草帽海賊團同盟的三位船員。
名字取自裸海蝶（Clione）。
白眼（Hakugan，白雁）
聲優：千葉俊哉（日本）；符爽／孫中台（台灣）
哈特海賊團掌舵手。帶著白色微笑面具。
名字取自雪雁（Snow goose）。

### 霍金斯海賊團
霍金斯海賊團（Hawkins Pirates）由巴吉魯·霍金斯所率領的海賊團，全員穿著以神秘術士風為主。其海賊船名為「怨恨狼號」（Grudge Dolph），船首為稻草人加上釘子。海賊旗幟圖案是個背後有十字架及兩根交叉釘子的稻草人。
頂點戰爭結束後到達「新世界」某島嶼，其原本是白鬍子的地盤。兩年後和基德海賊團與ON AIR海賊團組成同盟，遭到亞普卧底拆散，后听从服从生存率40%屈服海道加入百獸海賊團。
巴吉魯·霍金斯（Basil Hawkins）
聲優：宗矢樹賴（日本）；符爽（台灣）
年齡：29歲→31歲，生日：9月9日（占卜節），星座：處女座，血型：S型，身高：210公分，出生地：北海，興趣：洗澡、室內裝飾，喜歡的食物：幸運餅乾，討厭的食物：肉，代表動物：馬，代表花卉：黑百合 ，霸氣：見聞色、武裝色。
霍金斯海賊團船長→百獸海賊團「首席戰士」。外號「魔術師」（Magician），懸賞金額：2億4,900萬貝里→3億2,000萬貝里（兩年後）。
有著奇特眉毛和金色長髮，紅色雙眼，額頭有標誌性的6道豎紋，喉結處刺有黑色短十字架的紋身，身穿白色長袖上衣身材修長的高瘦男子，左肩佩戴護肩，使用武器為劍。眉毛呈豎線，眼睛和嘴、鼻子都顯示似乎是憂鬱並且令人恐懼的外貌。個性沉默、沉穩內斂，遇事冷靜，給人以運籌帷幄的感覺，聲音低沉有力。
沉迷於占卜，深信概率宿命论者，單行本SBS專欄說明其童年時代已經懂得運用紙牌進行占卜，通過占卜來決定自己的行動，手持繪有多芒星圖案的「稻草人牌」，行動前會先進行占卜，並會以占卜師的口吻說話，任何事情都依據占卜的結果來做。曾因為預測到今日如果殺人會有損運勢而制止手下在餐廳鬧事。當他坐著占卜的時候，身上還會出現幾根稻草桿，作為放置占卜牌的支架（第二部漫畫劇情開始，霍金斯坐著占卜時，則是直接將占卜牌放在半空中）。
超人系「稻草果實」能力者稻草人，芻靈會藉由巫毒娃娃將傷害轉移至他人身上來抵銷攻擊，可變為稻草人（第二部劇情可透過劍變出稻草人），也能藉著抽牌的力量影響敵我雙方的局勢和力量程度，但是本身亦須承受高風險的代價。
頂點戰爭發生前登陸夏波帝諸島的海賊界「11位超新星」之一，他當時的懸賞金在11人中排名第3位。於「天龍人事件」中遇上「黃猿」波爾薩利諾，因身上草漸漸減少抵不過攻擊，最後被黃猿的鐳射擊倒。頂點戰爭爆發時，在夏波帝諸島占卜預測白鬍子海賊團生存機率，後到了海軍本部外海時對於沒預測出魯夫生存機率為「0」的結果感到訝異。「頂點戰爭」結束後，率領海賊團到達新世界；在原本是白鬍子地盤的某島嶼遇上褐鬍子並與之交戰，拔刀時聲明「今天，你出現死相了」。在戰鬥中廢了褐鬍子的雙腳但並未殺死他。
兩年後和基德和亞普於新世界的島上再度會面，準備商談海賊同盟的相關事宜，在見到基德和亞普爆發衝突的場面時，準備一走了之，奇拉及時制止，並說明組成海賊聯盟的計畫，最終達成聯盟共識，以拿下四皇「紅髮」傑克首級為目標。但因四皇「百獸」海道在跳島自殺，掉落到基德海賊團的根據地，海道向他們招安，霍金斯算出機率認為沒有其他選擇，只能加入百獸海賊團，後成為百獸海賊團的幹部「首席戰士」。
在和之國得知有兩名部下沒有消息，要求部下先不要把消息告訴海道，隨後他編笠村附近與找到了魯夫和索隆並與兩人對峙，在抽到正位“教皇卡牌”後便不追擊兩人。再出现花都罗煞镇与德雷克共同守卫霜月康家处刑场，因为罗想趁着骚动救出其海賊團同样被囚于于此的同伴于是与之对峙，不仅将贝宝单独放在罗看不到地方囚禁，与逆戟鲸、企鹅两人分开还以他们性命作了「稻草人」替身相胁，令罗难以下手反击。后因罗不在乎后果也要杀死对方的决心，使霍金斯在交換條件之下解放了那三人的性命和自由，而罗自身束手被擒且向同伴强调这件事不要让同盟方的鲁夫等人知道。就这样成功將羅抓進監牢，在德雷克在场时試圖從他身上拷問出情報，其後却反被羅擊敗斷手腰斬（后揭露解释那个暗中帮助罗的人是德雷克），接著向羅道出与基德等三方同盟瓦解、自己由此選擇投靠海道的內幕，不同於曾经盟友基德顽强抵抗至屈服服刑、而奇拉等基德手下沦落听从黑炭大蛇差遣的命運，之后罗順勢将计就计离开准备参加鬼岛火祭，还带走了原本在花之都被关的武士们。金色神樂當天已恢复原状，一边被德雷克好奇不打算离开现场，一边占卜得出自己在之後的生存概率只有1%，然后冷眼旁观被发现是飞六胞叛徒的德雷克受奎因处罚。之後在鬼島與奇拉展開最終對決，雖然在戰鬥中一度藉由稻草人將痛楚轉移至基德（後來因為基德早已失去左臂，一時大意被奇拉斬下左臂），但結果還是被擊敗。事後向德雷克坦承自己出於自尊心才未反抗海道的實情，最終對德雷克說出占ト自己的生存率為1%後隨後倒在地上。
名字來源取自英國16世紀私掠者約翰·霍金斯（John Hawkins）、17世紀海賊船醫巴吉魯·林格羅茲（Basil Rongrise）。外貌原型來自喬依·喬迪森（Joey Jordison），著名摇滚乐队Slipknot的鼓手。
技能
稻草人
可以用「稻草」寄宿在人身上，能將自身所受的傷害轉移給他人，相當於能力者的分身，每消耗一個稻草人即「生命」減一。
降魔之相
變身成手指為五吋釘的巨大稻草人攻擊對手。第二部劇情裡可透過手持的劍變出和操控巨大稻草人作戰，但是變出來的巨大稻草人遭受傷害時，能力者或被能力者轉嫁傷害的對象也會遭受傷害。反伤参考自火影忍者里飞段的咒术·死尸凭血和泰国的降头与苗族的蛊毒。
稻草手刀
將劍變成稻草的型態攻擊對手。招式名字取自于日本刀之一蕨手刀的拟音
稻草人卡片
藉著抽出卡牌，影響範圍內敵我雙方的心理行為、力量、局勢，分為進擊的「追擊卡片」和支援的「支援卡片」，以及影響局勢的其他卡牌。能力者可藉此抽出遠超過自身極限能力的卡牌，相對亦須承擔高風險的代價。卡牌名稱取材自現實中占卜命运的塔羅牌。
法絲特（Faust，浮士德）
聲優：不明（日本）；宋克軍（台灣）
種族：黑貓種純毛族，生日：12月13日，星座：射手座，出身地：北海。
霍金斯海賊團船員，魔術師。
名字來源取自作家歌德所著歐洲傳說和惡魔梅菲斯特交易的術士浮士德，形象取自于童话穿靴子的猫。

### 多雷古海賊團
多雷古海賊團（Drake Pirates）由多雷古所率領的海賊團，全員穿著以西洋風為主。其海賊船名為「自由鹿號」（Liberal Hind），設計以海軍軍艦為基準，追加德雷克的帽子形狀，船的顏色為“紅色”。海賊旗幟圖案是個變形的海軍圖案加上後面兩把西洋劍。海贼船自由鹿号取自于弗朗西斯·德雷克的舰队主船黄金鹿号。
頂點戰爭結束後到達「新世界」，並加入百獸海賊團，然而多雷古的真正身份為海軍特殊部隊「SWORD」的隊長，与成员克比暗地裡保持联络。
X·多雷古（X Drake）
聲優：竹本英史（日本）；孫中台／符爽、宋克軍〈少年時期〉（台灣）
年齡：31歲→33歲，生日：10月24日，星座：天蠍座，血型：X型，身高：233公分，出生地：北海，興趣：爬蟲類喜好者、天體物理學，喜歡的食物：雞肉炒飯，討厭的食物：雞蛋 ，代表動物：異特龍，代表花卉：龍膽 ，霸氣：見聞色、武裝色。
海軍本部機密特殊部隊「SWORD」隊長，多雷古海賊團船長，前海軍本部少將、前百獸海賊團「飛六胞」。外號「紅旗」（Red Flag），人稱為「墮落海軍」。懸賞金額：2億2,200萬貝里。
下巴和胸口都有「Ｘ」的標記，右手持四刃斧，左手持劍，臉上配戴著黑色蒙面罩，外形像蒙面俠蘇洛。據其父親迪耶斯·巴雷爾茲描述，多雷古從小腕力強於普通人。其对女性裸体沒有抵抗力。
動物系「古代種」「龍龍果實 異特龍型態」能力者異特龍人，能變成異特龍。
童年時代的多雷古於單行本SBS專欄登場，是個性情開朗的男孩，而且從孩提時代便養成隨身佩帶小刀的習慣。父親巴雷爾茲曾經是海軍將校，曾經很憧憬他，也想當一名海軍，但其父親不知為何成為海賊，變成對兒子施加暴力以及性格過分的人，當時相信著父親而跟隨他的多雷古是19歲（13年前），當時被父親稱呼為「多利」（Dory），然後經過和羅命運的交錯，在北海的魯貝克島上某個海賊團中出現一名少年（下巴有十字傷疤），後在海賊團全滅，一片混亂的情況下碰到海軍中將鶴的軍艦，被海軍保護並在日後成為海軍，多雷古在當上海軍少將之後離開海軍成為海賊，但實際上他是海軍本部在海賊世界的臥底，其身份是海軍本部機密特殊部隊「SWORD」的隊長。
頂點戰爭發生前登陸夏波帝諸島的海賊界「11位超新星」之一，他當時的懸賞金在11人中排名第4位。曾一人擋下奇拉跟烏魯基的攻擊，並曾與上將「黃猿」波爾薩利諾交談，被黃猿以光速踢擊敗。頂點戰爭爆發時，與手下在夏波帝諸島觀看馬林福特現場轉播，後轉到海軍本部外海時，對白鬍子死後開始的新時代相當的擔憂。頂點戰爭結束後，率領海賊團到達新世界一個屬於「四皇」海道的冬島領土，與島上的看守者史考治交戰，之後順勢加入海道旗下。
兩年後成為百獸海賊團「飛六胞」之一，更親自迎戰於勞工之國發起戰爭的始作俑者「濕髮」格列佛，將其擊敗帶回和之國兔丼監獄以維護海道的領土。和之國篇受QUEEN的指揮，前往花都抓香吉士和其交戰未果，隨後與霍金斯到澡堂查緝，卻意外撞見娜美的裸體忍受不住而倒地。在羅煞鎮與霍金斯共同守衛霜月康家處刑場，以獸化狀態短暫地與山智交手，揭示了果實能力是異特龍果實。在惠比壽鎮外圍獨自暗地向克比聯絡時得知海軍忙於處理「王下七武海」制度废除後的緝捕行動，而他則通報了「百獸」海道和「BIG MOM」夏洛特·莉莉這兩位四皇即將結爲為同盟以及CP0現身和之國的情報，后者让他不禁思考世界政府或许与现在的和之国有着某种「交易」的可能性。在金色神樂當天與其他飛六胞抵達到場，對於奎因招牌大將的位置沒興趣。面見海道時，他在一旁保持沈默，後來力勸霍金斯逃走，隨後他因稍早暗地幫助羅的事情和作為臥底的身分曝光，被奎因、福兹胡、霍金斯捉拿而受伤，并將被拷問，之后他以兽化的形態冲出阁楼，在危急之際和魯夫共同攻擊蠻霸者，並想起了克比對魯夫的看法後決定和魯夫合作對抗海道。之後亞普找他組成海賊聯盟，但被他拒絕了。接著遇到CP0，儘管對方知曉他的真實身分，但為了掩蓋一切進而對他發動攻擊，使他在當務之急下選擇與亞普暫時結盟對抗CP0，不料卻與「序列戰士」三鬼一同被CP0擊敗。BIG MOM和海道敗北後，獲知霍金斯未舉旗反抗海道的實情。
創造來源取自英國16世紀击败西班牙无敌舰队的私略者和探险家 法蘭西斯·德瑞克（Francis Drake），形象参考自阿兰·德龙饰演的蒙面侠苏洛和三劍客中的達達尼昂。另外，「Ｘ」在西班牙語中象徵「10」的意思。
技能
X狩場
右手持斧，左手持剑交叉重叠剑气冲击，威力足以压倒巨人头部。
名字来自于不列颠神话亚瑟王亚瑟·潘德拉贡所持有的圣剑湖中剑誓约胜利之剑 Excalibur

### ON AIR海賊團
ON AIR海賊團（On-Air Pirates，廣播海賊團）由亞普所率領的海賊團，全員穿著以中國風為主。其海賊船名為「保持樂曲號」（Stay Tune），船上到處都是樂器，船頭的喇叭用不同顏色區分，還有On Air的標誌。海賊旗幟圖案是亞普辮子環繞及琴鍵造型牙齒的骷髏。
頂點戰爭後到達新世界，加入百獸海賊團。原和基德海賊團與霍金斯海賊團組成聯盟，實為海道派來的臥底，身份是「情报师」。
刮盤人·亞普（Scratchmen Apoo，斯庫拉奇曼·阿普）
聲優：真殿光昭（日本）；孫中台（台灣）
種族:長手族，年齡：29歲→31歲，生日：3月19日（國際音樂節），星座：雙魚座，血型：XF型，身高：256公分，出生地：偉大的航路，興趣：DJ、衝浪，喜歡的食物：冬陰湯，討厭的食物：美乃滋 ，代表動物：紅毛猩猩，代表花卉：罌粟花 ，霸氣：見聞色、武裝色。
ON AIR海賊團船長→百獸海賊團旗下勢力「情报师」，外號「海鳴」（Roar of the Sea）。懸賞金額：1億9,800萬貝里→3億5,000萬貝里（兩年後）。
留著一條很長一節一節的棕色辮子，一身中國裝束，胸前繡著一個「音」字，佩戴耳機和黑色眼鏡，兩年後亞普開始配戴黑色的風鏡頭套。有著琴鍵般的牙齒，說話口氣略帶饒舌，獨特笑聲是「啊叭叭叭叭」，船員以「先生」來稱呼他。武器為拐棍。童年時代的亞普於單行本SBS專欄登場，亞普從小便開始學琴，而且非常在意自己的儀表。长久地在一向不懂得欣赏音乐优美的长手族中备受冷落，缺乏知音人直至遇到百兽海盗团的「序列战士」。
超人系「音音果實」能力者樂器人，全身皆可變為樂器，可以使出音波對“听得到”（字面意义上的感受得到）亞普制造出声音的目標造成各種攻擊及破壞，但对象听不见的情况就无法造成伤害，因此戴上耳塞或捂耳就能迴避攻擊。
「頂點戰爭」發生前登陸夏波帝諸島的「海賊界11位超新星」之一，他當時的懸賞金在11人中排名第6位。曾在諸島街上與「船長」基德互相挑釁。於「天龍人事件」中插手對付海軍上將「黃猿」波爾薩利諾，一度將他炸成兩截。但隨後自知不敵而馬上開溜，被以自然系能力快速復原的「黃猿」用八咫鏡瞬間攔截並以「閃光踢」一擊擊倒。「頂點戰爭」爆發時，與手下在夏波帝諸島觀看馬林福特現場轉播，後轉到海軍本部外海時，相當質疑「死亡外科醫生」羅拯救魯夫的原因。「頂點戰爭」結束後，率領海賊團到達了「新世界」某春島；與手下在島上被一群野豬追趕，甚至一路奔跑到半空中。兩年內加入百獸海賊團成为「情报师」，率领喜欢其音乐、也是知音人的序列战士们指挥作战。
兩年後與基德和霍金斯在新世界的某座島上再度會面，準備商談海賊聯盟的相關事宜，卻率領部下將基德的藏身處搞得一團亂，令基德感到氣憤不已。在奇拉及時制止，並說明組成海賊聯盟的計畫，最終達成聯盟共識，以拿下四皇「紅髮」傑克首級為目標，但在「百獸」海道突然出現在眼前時，亞普隨即倒戈，事實上他早已加入百獸海賊團且是其安插的臥底，同盟隨即結束。在大幹部JACK被擊入海底而失去聯繫時，他負責報告給海道知道。其後返回和之國參加金色神樂，並在當天擔任DJ，此後，發現魯夫和索隆入侵鬼島，並向QUEEN報告攻擊他們，但被基德发现襲擊受傷，對他說出憑著幾個最惡世代的同盟是無法撼動四皇，再對其發動斬擊。被QUEEN託付「冰鬼」的解藥，因而遭到眾人的追殺，最後被索隆與多雷古聯手擊敗，「冰鬼」的解藥也被索隆奪去，接著向多雷古提出組成海賊聯盟的要求，但被多雷古拒絕。爾後遇上CP0特工，當下稱呼他們「政府的走狗」，並企圖把他們來到和之國一事賣給世界經濟新聞社社長摩甘茲，被CP0特工以知道太多為由攻擊。接下來又追著正在破壞鬼島內部炸藥的大和。後看見魯夫戰勝海道，對魯夫的勝利感到吃驚。接著向魯夫、羅、基德公布他們的懸賞金額。
創造來源取自19世紀大清帝國的海賊徐亞保和明朝的海贼张保仔。
技能
戰鬥音樂
使出音波對目標造成各種無聲無息的攻擊及破壞，有範圍限制。缺點是一旦對方捂着耳朵，便無法造成傷害。
刮盤「揍」
拉開手腕後，使出音波對目標造成拳擊。
刮盤「斬」
敲打頭部後，使出音波對目標造成斬擊。
刮盤「爆」
敲打胸口後，使出音波對目標造成爆炸。

### 波妮海賊團
波妮海賊團（Bonney Pirates）由珠寶·波妮所率領的海賊團，全員穿著以西部牛仔風為主。其海賊船名為「珠寶·瑪格麗塔號」（Jewelry Margherita）（珠寶是波妮的姓；瑪格麗塔是瑪格麗塔披薩的簡稱，也是波妮最愛吃的食物），船身的造型是奶酪及甜椒的裝飾。海賊旗幟圖案是用咬過一口的披薩再配上三根骨頭為底，前面是波妮的招牌長髮的骷髏。
頂點戰爭結束後到達新世界，遭到黑鬍子海賊團擊敗，珠寶·波妮與其海賊團成員被赤犬逮捕。兩年後，除波妮逃離赤犬之手，其餘團員則現況不明。
珠寶·波妮（Jewelry Bonney，喬艾莉·波妮）
聲優：木內玲子〈第392～736話〉→高木禮子〈第888話起、劇場版14〉（日本）；詹雅菁→連婉鈞（台灣）
年齡：10歲→12歲（外表年齡：22歲→24歲），生日：9月1日，星座：處女座，血型：F型，身高：174公分，出生地：紅土大陸馬力喬亞，興趣：吃東西、抽積木，喜歡的食物：瑪格麗塔披薩，討厭的食物：紅蘿蔔 ，代表動物：鹿，代表花卉：小蒼蘭 。
波妮海賊團船長。外號「大胃王」（Big Eater）。懸賞金額：1億4,000萬貝里→3億2,000萬貝里（和之國篇後）。
巴索羅繆·大熊的養女。有著粉紅色長直髮、塗口紅的美女，性格粗魯傲慢，連吃相也相當難看，正如她的稱號一樣，是個女大胃王，手上食物從沒斷過，食量跟魯夫有得比。單行本SBS專欄則透露波妮的過人食量，是從孩提時代便逐漸養成的習慣。除了戰鬥以外，還很擅長隻身潛入敵營和諜報行動，擁有以女人身分在「偉大的航道」活下去的卓越生存能力。
超人系「歲歲果實」自由年齡人，能改變自身或者他人年齡，發動能力時身上會出現粉紅色的光芒。
「頂點戰爭」發生前登陸夏波帝諸島的「海賊界11位超新星」之一，她當時的懸賞金在11人中排名第8位。曾在街上變成小女孩，阻止索隆對天龍人出手。後來海軍被派來處理「天龍人事件」時被她出手干擾，一群海軍被她變成老人或小孩。她很討厭索隆，認為他只是一個有勇無謀的笨蛋，草帽海賊團引發天龍人事件後，她揚言哪天如果在「新世界」碰面，一定要幹掉他們。「頂點戰爭」爆發時，與手下在夏波帝諸島觀看馬林福特現場轉播，並在影像中斷期間哭泣，後轉到海軍本部外海時嘴裡碎唸著「全都是那傢伙的錯」，為了尋找某人而命令其部下將船駛向新世界。「頂點戰爭」結束後，率領海賊團到達「新世界」，但遭到「黑鬍子」馬歇爾·D·汀奇擊敗，被用作與海軍交換軍艦的談判籌碼。「黑鬍子」認為波妮的實力太弱做不了他的夥伴，建議她做他的女人再帶她去之後的wikEd help海域；波妮不甘受辱一腳踢向「黑鬍子」的臉上。最後由于海軍上將「赤犬」前来，交换军舰的交易告吹，黑鬍子海賊團落荒而逃，波妮與其手下則落在赤犬手上。
兩年後，波妮已出於不明原因成功逃脫，並閱報得知唐吉訶德·多佛朗明哥聲稱辭去七武海、魯夫和羅結盟以及基德、霍金斯、亞普3人結盟的消息。於多雷斯羅薩事件後閱報得知多佛朗明哥的勢力被魯夫等人擊潰的消息，她作為同期超新星為他們感到高興。於圓蛋糕島事件後，她在世界會議期間偽裝成雪葩王國的皇太后可妮潛入聖地馬力喬亞的「眾神之地」，見到被天龍人奴役的巴索羅繆·大熊後落淚，並決定要達成自己的目標，途中與薩波會合，並且在成功救出大熊後，搭乘塔金王國的船離開馬力喬亞。
於和之國事件結束的幾天後，因不明原因被落難在冬島附近氣候惡劣的海上，後被魯夫等人的草帽海賊團救上。
創造來源取自加勒比海18世紀女海賊安妮·波妮（Anne Bonny）。
技能
扭曲未來
使身體成長為與原本未來不同的形態。有「發生某件事的未來」、「像尼卡一樣的未來」、「像巨人一樣的未來」等變化。
跡死突刺

老化衝擊

瀕死體驗

犰犰（Gyogyo，魚漁、嘓嘓）
聲優：宮本崇弘、木下紗華〈幼年〉（日本）；符爽／孫中台／宋克軍、連婉鈞〈幼年〉（台灣）
波妮海賊團船員。雪葩王國國民，原漁夫。特徵是雀斑臉、蒜頭鼻、厚嘴唇和大鬍子。
與大熊和金妮是兒時玩伴。陪伴波妮長大，並一同組建波妮海賊團出海。頂點戰爭結束後，遭到黑鬍子襲擊，後被赤犬逮捕。
名字來源為魚。
魠茲（Totts）
聲優：鈴木賢、鈴木黎子〈幼年〉（日本）；孫中台／宋克軍、許淑嬪〈幼年〉（台灣）
波妮海賊團船員。雪葩王國國民，原漁夫。特徵是莫霍克髮型。
與大熊和金妮是兒時玩伴。陪伴波妮長大，並一同組建波妮海賊團出海。頂點戰爭結束後，遭到黑鬍子襲擊，後被赤犬逮捕。
帕特（Part）
聲優：沼田祐介（日本）；宋克軍（台灣）
波妮海賊團船員。雪葩王國國民，原漁夫。特徵小爆炸頭。
與大熊和金妮是兒時玩伴。陪伴波妮長大，並一同組建波妮海賊團出海。頂點戰爭結束後，遭到黑鬍子襲擊，後被赤犬逮捕。
坡特托（Potato）
聲優：片貝直生（日本）；孫中台／符爽（台灣）
波妮海賊團船員。雪葩王國國民，原漁夫。特徵是捲髮、戴頭巾。
與大熊和金妮是兒時玩伴。陪伴波妮長大，並一同組建波妮海賊團出海。頂點戰爭結束後，遭到黑鬍子襲擊，後被赤犬逮捕。

### 火戰車海賊團
火戰車海賊團（Firetank Pirates）由卡波涅·培基所率領的海賊團，全員穿著以黑幫士紳風為主，全員配有步槍。其海賊船名為「諾斯特拉·卡斯特羅號」（Nostra Castello，黑手黨城堡號），水陸兩用，但在萬國完全報銷，之後奪取了其它船隻替換。海賊旗幟圖案是用培基叼著雪茄的城堡造型，下面還有大砲點綴。舰船名字“诺斯特拉·卡斯特罗”号名字取自于美国黑手党的科萨·诺斯特拉和经历FBI暗杀的古巴前领导菲德尔·卡斯特罗。
頂點戰爭事件結束後到達「新世界」；在航行期間海賊船被突然出現在空中的不明物體吸上去。兩年後透過聯姻加入四皇BIG MOM旗下，後與和草帽海賊團與前海軍科學家凱薩聯手策畫暗殺「BIG MOM」的計劃，行动失败后成功脱离BIG MOM海賊團，但功劳和主要責任被新闻歪曲转移给草帽海贼团，其後踏上寻找罗拉的旅途。
卡波涅·培基（Capone Bege，卡彭·貝基）
聲優：龍田直樹（日本）；孫中台（台灣）
年齡：40歲→42歲，生日：1月17日，星座：摩羯座，血型：S型，出生地：西方藍，身高：166公分，興趣：繪畫鑑賞和棋盤遊戲，喜歡的食物：肉丸子、番茄，討厭的食物：番茄汁 ，代表動物：無尾熊，代表花卉：薔薇 。
火戰車海賊團船長。外號「流氓」培基（Gang）。懸賞金額：1億3,800萬貝里→3億貝里（兩年後）→3億5000萬貝里（圓蛋糕島篇後）。
頭戴黑色禮帽，身著黑色西裝和領巾，叼著雪茄，外形像黑手黨的矮小男子。個性殘忍，喜歡觀賞被斬落首級的生物掙扎的姿態，認為違抗他的人就算是部下也殺無赦，除掠奪財物以外，對於地位和地盤毫無興趣，船員以「頭目」（Godfather）來稱呼他。討厭骯髒和儀容不整之人，會要求欲會見他的訪客先梳洗乾淨，始願和對方懇談。關鍵時刻則會表現出對旗下成員與妻兒的重視與為大局犧牲奉獻的精神。童年時代的培基於單行本SBS專欄登場，從小便開始接觸刀枝槍械，甚至將刀槍當成自己的玩具的邊堆積木。
超人系「堅城果實」能力者城堡人，可以把自己的手下、大砲，甚至馬匹縮小迷你然後收納在身體裡，釋放出來後會經過身體外圍一層不明空間恢復原狀（動畫版中不明空間顏色為淡粉紅色）。能力者可使「自身意識」的化身出現於體內的「城堡」，並操縱「城堡」內的擺設變為武器。足部亦能變化成履帶於陸地移動。但缺點是一旦城堡遭到破壞，本體將承受與城堡相對應的傷害。
是西海裏社會五大黑手黨家族的首領之一，年輕時期號稱「鐵砲王」，曾多次獵殺黑幫首領將其斬首，以觀看敵對幫派內部的血腥爭鬥和殺盡前來復仇的人們為樂，直至厭倦陸地才揚帆出海，專門獵殺著名海賊團船長因而惡名遠播。
「頂點戰爭」發生前登陸夏波帝諸島的「海賊界11位超新星」之一。在夏波帝諸島的餐廳初次露面時，嫌當時在餐廳大快朵頤的超新星之一「大胃王」珠寶·波妮的吃相讓他倒盡胃口，命令身邊的船員準備收拾對方，部下加以勸阻，轉而隨手拿起刀叉刺向試圖勸阻他的部下。「頂點戰爭」爆發時，與手下在夏波帝諸島觀看馬林福特現場轉播，後轉到海軍本部外海時，對「白鬍子」死後開始的新時代相當的擔憂。「頂點戰爭」結束後，率領海賊團到達了「新世界」，不明原因被吸入上空消失不見。兩年間，培基表面震懾於「BIG MOM」的實力而加入旗下，實則伺機盤算取下「BIG MOM」的首級，和夏洛特·雪紡聯姻育有兒子貝基。
兩年後培基閱報獲悉多佛朗明哥於多雷斯羅薩事件敗在結為海賊同盟的魯夫和羅的手下的消息，馬上命令手下找出凱薩的下落，偕同波哥姆斯抵達佐烏追緝凱薩和草帽海賊團。波哥姆斯因聽聞了其家鄉佐烏的變故，因此同樣將草帽海賊團視為恩人，而願意以「交出凱薩，放過草帽海賊團」做條件交換，但培基以「BIG MOM」的話不可違抗為由，趁隙朝背對著他的波哥姆斯開槍，導致波哥姆斯重傷倒地。其持有一把海楼石制成的长矛，专门应对能力者，遂用於凯萨身上。而後將香吉士等人帶入自己的「城堡」內，將「BIG MOM」的指婚請帖交給香吉士，香吉士不願意結婚，但被要脅，只得寫封信請娜美轉交魯夫，並趁機將其餘4人推出城堡外，培基原本欲出城堡追捕，但因感受貓蝮蛇強大的氣息站在自己本體後方，便使用城堡坦克帶著香吉士和凱薩前赴「BIG MOM」的婚宴茶會。培基在本次茶會得到戰鬥員「城堡」的稱號，全權負責茶會的護衛工作。
婚禮茶會開始前透過「海俠」吉貝爾傳達欲和魯夫聯手對抗「BIG MOM」的口信給魯夫，和草帽海賊團及凱薩聯手對抗「BIG MOM」。計劃失敗後變身成完整型態掩護草帽海賊團、凱薩、杰爾馬66、旗下成員至其體內躲藏，被裴洛斯培勒和卡塔克利使用能力限制行動及堵住砲管，遭「BIG MOM」出手攻擊，轉而恢復人形指揮暗殺聯盟逃出婚宴會場。事後遵守約定歸還凱薩的心臟，獲知歐本脅持協助香吉士和普琳製作特製蛋糕的雪紡，趕往可可島和歐本短暫交手，成功救出雪紡，以犧牲海賊船的代價成功協助香吉士和普琳等人運送特製蛋糕至鬆軟島，遂搶奪偵查船「蛋糕塔25號」帶著雪紡與貝基及手下逃出萬國。閱報得知報章將自己寫成折服於草帽海賊團，以及報章將草帽海賊團寫成策劃暗殺「BIG MOM」的主謀而頗為不滿。為滿足老婆的要求將前往尋找其姊妹羅拉，不久奪走其它海賊團的船支，意圖前往恐怖三桅帆船的所在地，途中到多雷斯羅薩補給，遇到認識羅拉的人，並順道擊敗侵略該國的細菌海賊團，成功和羅拉匯合，帶領其出航期間順勢救起雪紡和羅拉的生父潘德。
創造來源取自美國芝加哥的黑手党大佬艾爾·卡彭（Al Capone）和英國私掠船船長威廉·雷·索培基（William Le Sauvage）。
技能
自在空間
控制「城堡」內的擺設牽制住敵人的行動。城堡內部的所有物體和裝飾物都是在能力者的支配下，從地毯、天花板、吊燈、牆壁甚至到壁畫和桌子，都可以自由變化成刀斧槍砲等武器對內部的敵人展開攻擊，地板甚至可以變成如同流沙的空間將目標吸入地底下監禁。并且允许容纳一把海楼石制长矛。
城堡坦克
將堡壘的足部變形成坦克的兩條履帶，培基可以使用這招高速移動，可藉此逃離對手的追捕。
城堡完整尺寸·大頭目
全长：80米，重：585吨。自身化为巨大的城堡巨人，防御力堪称铜墙铁壁，此狀態的培基無論攻擊力和防禦力都會大幅提升，脚部可以变为履带，直立和步行时能辅佐双脚。可以自由变换格调高雅的内部空间，人、马、枪、大炮等等物品都能缩小容纳在班吉体内，而且不会对他的身体产生任何影响，敌人也无法掌握他有多少兵力。手腕处有一个大洞，紧急时刻可以让士兵从这里逃离。缺點是防禦力有其上限，若能力者死亡的話就會強制放出所有城內的人。
夏洛特·雪紡（Charlotte Chiffon，戚風）
聲優：久川綾（日本）；許淑嬪〈ep.783-829〉→詹雅菁〈ep.840起〉（台灣）
年齡：26歲，生日：1月27日，身高：215公分，星座：水瓶座，血型：F型，出身地：偉大的航路「萬國」，喜歡的食物：巧克力戚風蛋糕。
「夏洛特」家族的第22個女兒，萬國裡掌管鬆軟島鬆綿鎮的「鬆軟大臣」。親生父親是BIG MOM第25任丈夫「潘德」，但她卻不知親生父親為何人。與火戰車海賊團船長卡波涅·培基結為夫妻，育有一子貝基。
有著粉紅色長髮、深紅厚嘴唇，與雙胞胎妹妹羅拉長得一模一樣，身穿碎花洋裝，比丈夫高大且體型豐滿，為人睿智、溫和友善，亦懂得湧泉以報，擅長製作戚風蛋糕，在關鍵時刻仍不失威嚴，且和羅拉感情親密。
過去曾在羅拉逃離經由「BIG MOM」安排和艾爾帕布巨人族王子洛基的政治聯姻時，頂替羅拉出席婚禮，但隨即被對方識破身分。隨著聯姻破局，BIG MOM和巨人族的關係惡化，轉而投身生物巨大化的技術研究，長相和羅拉相似的雪紡也成為被BIG MOM遷怒出氣的對象。羅拉離開家族後，雪紡牽掛著獨自出海的妹妹，另一方面則擔心BIG MOM會在羅拉返家時取其性命，自己也會被BIG MOM順勢滅口。有鑒於BIG MOM對自己和羅拉造成生命威脅，僅承認羅拉、培基、貝基為自己的家人，對BIG MOM與原生家庭漠不關心。
參與迎接參加香吉士和普琳的婚禮，曾以避免招致BIG MOM讓培基人頭落地為由，告誡火戰車海賊團的殺手高弟不得出手傷害香吉士。在暗殺同盟組成時，接待草帽一行人，婚禮開始前和娜美晤談攸關羅拉的事情，對於草帽海賊團曾解救羅拉而心懷感激，對於丈夫培基企圖暗殺BIG MOM一事毫無感覺且未加以勸阻。暗殺BIG MOM的計劃失敗後，雪紡見培基重傷，於躲在培基體內的情況透過窗口向BIG MOM求情，反因為自己和羅拉相似的容貌而激怒BIG MOM。在火戰車海賊團等人成功逃離會場後，還未能和娜美道別，便偕同和其他火戰車海賊團成員躲在培基體內，逃離BIG MOM旗下成員的追殺。途中被普琳攔截懇求協助製作蛋糕以平息BIG MOM的「貪吃症」，卻差點被四哥毆本殺死，雪紡本以托特蘭與原生家庭怎樣都無關為由，希望像羅拉追求自由般離開萬國，但獲知此事攸關草帽海賊團的安危，為報答草帽海賊團幫助羅拉的恩情，同意協助香吉士與普琳製作令BIG MOM平靜的特製蛋糕，途中差點死於哥哥歐本手中，受到香吉士、培基、父親的保護，順利協助培基運送蛋糕前往鬆軟島。事成後帶著兒子貝基跟隨培基與火戰車海賊團逃離托特蘭；想去尋找雙胞胎妹妹羅拉而抵達多雷斯羅薩，終於如願見到妹妹羅拉，兩人相擁而泣後帶著羅拉同行，再度啟航過程中救起落海漂流的潘德，父女三者正式相認。
名字來源取自「戚風蛋糕」（Chiffon cake）。
卡波涅·貝基（Capone Pez，卡彭·佩茨）
聲優：鈴木真仁（日本）；連婉鈞／符爽〈ep.860〉（台灣）
年齡：1歲，生日：1月22日，星座：水瓶座，喜歡的食物：番茄做的副食品，出身地：偉大的航路「萬國」。
外號「流氓」貝基（Gang），培基的兒子，還只是嬰兒，長相遺傳至培基、髮型和髮色則為遺傳至雪紡。和雪紡為唯二能讓培基和顏以對的人。似乎認得出外公潘德是親人，每次潘德出現都會開心的手舞足蹈，且曾在潘德被BIG MOM第四子歐本攻擊時放聲大哭。
名字取自PEZ，是一個結合玩具及收藏特色的獨特複合式糖果。
比特（Vito，維特）
聲優：岸尾大輔（日本）；符爽（台灣）
年齡：36歲，生日：10月21日，身高：242公分，星座：天秤座，血型：S型，出身地：西海，喜歡的食物：海獸肉餡兒的意大利餃子（卡爾佐內）。
火戰車海賊團顧問，外號「怪槍 」（Monster Gun），懸賞金額：9,500萬貝里。由於擔任談判官的工作，因此維特的舌頭異常發達，呈現出捲曲的樣子。獨特笑聲是「紐囉囉」（ニョロロ），說話語尾會加一個「舔」。外表是戴著墨鏡的高大男子，額頭和手背有刺青，擁有寬大的雙掌，手持兩把左輪手槍，指甲塗黑的男子，外貌如同變色龍。是杰爾馬66的粉絲。
在培基前往佐烏追緝凱薩和其他草帽海賊團期間，脅持娜美、喬巴、布魯克，令香吉士為保護夥伴安全而無法對其動手。後負責接待和培基討論對抗「BIG MOM」計畫的魯夫等人，要求魯夫等人先行沐浴洗淨身體才能和培基會談，後與海賊團一起逃離萬國。
登陸多雷斯羅薩找尋羅拉，並擊敗侵略該國的細菌海賊團。
名字取自美國義籍黑手党老大維多·吉諾維斯（Vito Genovese）或是教父 (小說)的男主角教父維托·柯里昂 （Vito Andolini）。
高弟（Gotti，戈蒂）
聲優：木村雅史（日本）；宋克軍（台灣）
年齡：33歲，生日：5月21日，身高：375公分，星座：金牛座，血型：S型，出身地：西海，喜歡的食物：海王類肉燉番茄。
火戰車海賊團殺手，懸賞金額：9,000萬貝里。右臂裝置槍砲的壯漢，最痛恨有人羞辱其同伴。
和火戰車海賊團成員迎接香吉士參加和夏洛特家族的聯姻，因為香吉士冷言對待比特感到憤怒而試圖對其出手，及時被雪紡教訓而未得逞。夏洛特家族與賓什莫克家族聯姻茶會期間，受培基指示消滅聽見「BIG MOM」暗殺計畫的城門霍米茲，將其面孔斬成兩半，後與海賊團一起逃離萬國。
登陸多雷斯羅薩找尋羅拉，從海軍手裡拯救出羅拉和得到後者感激的一吻，隨後被羅拉求婚。漫畫第993話的扉頁連載中正式和羅拉結婚。
名字取自美國義籍黑手党老大約翰·高蒂（John Joseph Gotti），形象取自于意大利的黑手党老大卡罗·甘比诺。

### 破戒僧海賊團
破戒僧海賊團（Fallen Monk Pirates）由烏魯基所率領的海賊團，全員穿著以和尚僧衣為主。其海賊船名為「般城丸號」（Urouge），船首為般若面具和長刀，桅杆上還有神廟。海賊旗幟圖案是用佛珠和空島人翅膀搭配烏魯基造型的骷髏。
烏魯基（Urouge，烏爾基）
聲優：楠大典（日本）；符爽／宋克軍（台灣）
年齡：45歲→47歲，生日：8月1日，星座：獅子座，血型：S型，身高：388公分，出生地：空島，興趣：酒、登山、戀愛話題，喜歡的食物：紅豆、豬肉，討厭的食物：蔬菜，代表動物：象，代表花卉：雛菊 。
破戒僧海賊團船長。外號「怪僧」（Mad Monk）。懸賞金額：1億800萬貝里→未知（兩年後）。
船員以「僧正」來稱呼他，因為是空島人所以背後有翅膀。不管是戰鬥還是顯現出驚訝表情都是笑容滿面，雙臂上方有刺青，使用武器為巨大鐵杵（SBS中，作者稱是巨大鉛筆）。塊頭龐大，可將身體巨大化，能大幅度提升攻擊及反擊的威力。童年時代的烏魯基於單行本SBS專欄登場，當時的他留著和尚頭，而且喜歡蒐集石頭。
「頂點戰爭」發生前登陸夏波帝諸島的「海賊界11位超新星」之一，他當時的懸賞金在11人中墊底。「天龍人事件」發生後在脫逃途中遇上和平主義者，被揍得七零八落。隨後更陷入被和平主義者及海軍上將「黃猿」波爾薩利諾前後包抄的絕境，即使解放能力試圖對和平主義者反擊，但隨即被對方發動雷射貫穿左肩倒地，後來被黃猿以「閃光踢」擊敗。「頂點戰爭」爆發時，與手下在夏波帝諸島觀看馬林福特現場轉播，後轉到海軍本部外海時，對「白鬍子」死後開始的新時代相當的擔憂。「頂點戰爭」結束後，率領海賊團到達「新世界」，並試圖在雷神島登陸。
兩年間曾拼盡全力戰勝BIG MOM海賊團原「甜點四將星」中的史納克，但其後敗給同為將星的「千手」慨烈卡，後於新世界空島「廢棄男爵終點站」養傷期間目睹「百獸」海道的“自殺”。
創造來源取自16世紀的阿拉伯海賊红胡子巴巴羅薩的兄弟烏魯基（Aruj）。
技能
因果展現
把敵人對自己攻擊造成的傷害化作自己強化肉體的力量。名字取自于佛教用语因果报应。

## 東海的海賊團

### 巴其&亞爾麗塔聯合

#### 巴其海賊團
巴其海賊團（Buggy Pirates）由「小丑」巴其所率領的海賊團。海賊旗為有紅鼻子的骷髏，組織看起來就像是個馬戲團。海賊船名為「巨頭號」（Big Top），船頭以大象為特徵，鼻子的部份被做成大砲。
後來巴其與亞爾麗塔組成海賊同盟，現在是「巴其速遞」的主要勢力。
走鋼索三人組（Tightrope Walking Funan Bro）
配音：稻田徹、龍谷修武、今村直樹（日本）；孫中台、宋克軍、陳宗岳〈前期〉→孫中台、宋克軍、符爽〈後期〉（台灣）
生日：2月25日，星座：雙魚座，出身地：東方藍。
巴其海賊團成員，先是被娜美騙走船，後來又被索隆修理一頓的倒楣三人組。
怪力三兄弟（Superhuman Domingos）
配音：不明（日本）；宋克軍、孫中台、陳宗岳〈ep.5〉→符爽、陳彥鈞、孟慶府〈SP娜美篇〉（台灣）
生日：2月19日，星座：水瓶座，出身地：東方藍。
巴其海賊團成員，雖然都擁有怪力卻不是魯夫的對手。
特技四人組（Acrobatic Fuwas）
生日：7月13日，星座：巨蟹座，出身地：東方藍。
巴其海賊團成員，擅用小刀，企圖襲擊娜美但被索隆輕鬆擊倒。

#### 亞爾麗塔海賊團
亞爾麗塔海賊團（Alvida Pirates）由「鐵棒」亞爾麗塔率領的海賊團，是很罕見地一支由女人所率領海賊團。海賊旗為側面的骷髏，中間畫上愛心，海賊船名為「MISS愛之鴨號」（Miss Love Duck），船頭為天鵝，到處布置著心形標識，非常強調女性的特徵。而後遇到魯夫後，被其打飛海賊團也解散，克比曾經在該船上做過兩年的苦役，後被魯夫打敗擊飛，意外吃下惡魔果實，並救到巴其，組成海賊同盟，後來協助尋回巴其回歸巴其海賊團，從東海羅格鎮襲擊魯夫到成立「巴其速遞」至今就一直待在該海賊團內，算是正式成員之一，其原海賊團解散。
黑波克、貝波克、波波克（Heppoko、Peppoko、Poppoko）
聲優：神谷浩史、風間信彥、稻田徹（日本）；陳宗岳〈黑波克、貝波克〉、魏伯勤〈波波克〉（台灣）
生日：9月2日，星座：處女座，出身地：東方藍。
原亞爾麗塔海賊團的三胞胎船員，在亞爾麗塔被魯夫擊敗後，被命令給克比一艘小船。

### 黑貓海賊團
黑貓海賊團（Black Cat Pirates），運用許多計謀，讓民眾受苦的海賊團，海賊船名為「黑色貝贊號」（Bezan Black），船頭為黑貓造型，海賊旗為貓咪骷髏頭。
克洛（Kuro）
聲優：橋本晃一（日本）；符爽／孫中台（台灣）
演員：亞歷山大·馬尼亞蒂斯（Alexander Maniatis）
年齡：33歲→35歲，生日：4月22日，身高：207公分，星座：金牛座，血型：X型，出生地：東方藍，喜歡的食物：香蕉。
黑貓海賊團初代船長，外號「狡猾的克洛」（Kuro of a Hundred Plans，千方百計的克洛、智多星克洛），懸賞金額：1,600萬貝里。
外貌西裝頭、神情嚴肅的青壯年男性，配戴眼鏡，其扶眼鏡時是以掌心將眼鏡上推，而非以手指。向來以詭計多端、計畫周詳聞名，使用武器為十刃貓爪。擁有「無聲步」的技巧，以像貓一樣的腳步高速移動的暗殺術。高級招式為「杓死」，是無聲步的無差別攻擊，利用高速移動和手上的貓爪（帶有刀子）攻擊，可殺死大批的敵人。在單行本第42卷SBS提及其速度媲美六式「剃」，但連出招的人都不知道自己會砍到什麼。
因厭倦海賊生活，某次獨自一人攻擊海軍並全數消滅，只留下蒙卡一人，利用他逮捕與自己外貌相似的部下制造身為海賊身分的他假死。接著為求地位和安穩，後以可雅家管家「克拉巴特爾」的身份在西羅布村潛伏3年，謀取可雅的財產，最終計畫遭到騙人布等人阻止，最終被魯夫以頭槌擊敗。
名字取自於「黑」的日語。
傑克斯（Jango）
聲優：矢尾一樹（日本）；宋克軍／符爽／孟慶府（台灣）
黑貓海賊團副船長→二代船長，外號「催眠師」，原懸賞金額：900萬貝里（已撤銷）。在事件結束後在因緣之際下加入海軍。
山姆（Sham）
聲優：小野坂昌也【動畫版】／庄司宇芽香【真人版】（日本）；符爽／孟慶府（台灣）
演員：比安卡·沃斯泰伊岑（Bianca Oosthuizen）
年齡：21歲→23歲，生日：4月19日，身高：201公分，星座：牡羊座，血型：X型，出生地：東方藍，喜歡的食物：烤魚。
黑貓海賊團船上守衛人，外號「貓人兄弟二人組」，懸賞金額：700萬貝里。體型瘦小，戰鬥時以膽小的樣子先欺騙敵人，再以尖銳的指甲攻擊，擅長在攻擊時使出「貓婆婆」偷走敵人的武器。
在真人網路劇中設定為女性。
名字取自於暹羅貓（シャムネコ）。
布奇（Buchi）
聲優：高戶靖廣（日本）；孫中台／陳彥鈞（台灣）
演員：阿爾伯特·普雷托里亞斯（Albert Pretorius）
年齡：21歲→23歲，生日：2月7日，身高：216公分，星座：水瓶座，血型：X型，出生地：東方藍，喜歡的食物：魚和洋芋片。
黑貓海賊團船上守衛人，外號「貓人兄弟二人組」，懸賞金額：700萬貝里。體型肥胖，戰鬥時和山姆聯合攻擊，擅長在山姆抓住敵人時用高超的跳躍力使出「貓殺跳躍撞擊」踩碎敵人。
名字取自於斑紋貓（ブチネコ）。
奴基亞努（Nugire Yainu）
聲優：小野坂昌也（日本）；符爽／孫中台（台灣）
生日：7月18日，星座：巨蟹座，出身地：東方藍。
黑貓海賊團船匠。因為身形克洛相似，受到傑克斯催眠，被當作是克洛船長的替身以承擔所有罪名，被海軍處死的可悲男人。

### 克利克海賊團
克利克海賊團（Krieg Pirates）一支在東海所有海域中，擁有強大勢力的巨大海賊艦隊，主船名為「無畏戰艦軍刀號」（Dreadnaught Sabre），擁有3層甲板的巨大帆船，船頭為黑豹造型，旗幟上的骷髏頭兩邊各畫有1個沙漏。
克利克（Krieg）
聲優：立木文彥（日本）；符爽（台灣）
演員：米爾頓·索爾（Milton Schorr）
年齡：42歲→44歲，生日：9月19日，星座：處女座，血型：XF型，身高：243公分，出身地：東方藍，喜歡的食物：烤全海王類。
克利克海賊團船長兼克利克海賊艦隊提督，外號「首領克利克」（Don Krieg）、「善於暗算的克利克」（Foul Play Krieg），懸賞金額：1,700萬貝里。
穿著金色大馬士革鋼盔甲，全部都有著毛邊。它們包括了胸甲、肩甲和肘甲。盔甲內隱藏著各式各樣的武器。海賊旗則印在肩甲上。盔甲內某處受著一具放毒面罩，施放MH5時用來保護自己。
率領50艘艦隊進入偉大航道，但僅七天被「鷹眼」殲滅大半，後帶著剩餘船員逃出偉大航道，他為得到「紅腳」哲普的航海日誌及奪取餐廳，率兵攻擊巴拉蒂，最終被魯夫擊敗。
名字Krieg源為德語「戰爭」和同名的卡牌游戏「戰爭」。
銀仔（Gin，其他譯名：阿金）
聲優：小野健一（日本）；宋克軍／符爽（台灣）；黎家希（香港）
演員：利沙·巴姆（Litha Bam）
年齡：25歲→27歲，生日：4月7日，星座：牡羊座，血型：S型，身高：186公分，出身地：東海，喜歡的食物：香吉士做的炒飯。
克利克海賊艦隊戰鬥總隊長，外號「鬼人銀仔」（Gin the Man-Demon），懸賞金額：1,200萬貝里。
看似瘦弱，實際實力非常強，使用武器為兩把末端有球狀設計的拐。被稱為鬼人原因在於他冷酷無情，就算敵人在他面前哭喊求饒也一樣殺人不眨眼。
曾經與克利克一起進入偉大航路，但僅七天被「鷹眼」殲滅大半，逃出偉大航道後在海上餐廳巴拉蒂被香吉士用一頓飯所救，後離開時叩頭對香吉士謝恩。
帕魯（Pearl，其他譯名：巴拉）
聲優：河本浩之（日本）；符爽／宋克軍／孟慶府（台灣）
年齡：23歲→25歲，生日：7月11日，星座：巨蟹座，血型：F型，身高：239公分，出身地：東方藍，喜歡的食物：扇貝。
克利克海賊艦隊第二部隊隊長，外號「鐵壁帕魯」（Pearl the Iron Wall）。
全身包裹大小盾牌，用來防守與攻擊，自認自己的防禦是無敵的，一旦發覺自己受傷，就會失控，全身著火起來，變成「火焰」巴拉。
巴拉（pearl）為英語「珍珠」之意。
愛迪曼（Ideaman）
聲優：不明（日本）；宋克軍（台灣）
生日：3月17日，星座：雙魚座，出身地：東方藍。
克利克海賊團參謀。頭上的吊燈是他的個人標記，一想到新的作戰計畫就會發出強光。
哈思路（Hustle）
生日：7月28日，星座：獅子座，出身地：東方藍。
克利克海賊團戰鬥指導員。在被魯夫罵「膽小鬼」時，只有他一個人擺出奇怪姿勢。
鑰匙頭（Kagikko）
生日：10月27日，星座：天蠍座，出身地：東方藍。
克利克海賊團開鎖師。掉到海裡後，在旁觀看魯夫和克利克的戰鬥，相信自己的船長一定會勝利。

### 惡龍海賊團
惡龍海賊團（Arlong Pirates）由一群離開「海俠」吉貝爾率領的太陽海賊團所組成的海賊團，海賊船名為「鋸齒鯊魚號」（Shark Superb），船頭放置著和惡龍一樣的鋸齒狀鼻子。原本將娜美的故鄉可可亞西村當作活動據點，被魯夫等人擊潰後被海軍收押。
惡龍（Arlong）
聲優：小杉十郎太／東地宏樹【真人版】（日本）；孫中台（台灣）
演員：麥金萊·貝爾徹三世
種族：鋸齒鯊魚人，年齡：39歲→41歲，生日：5月3日，身高：263公分，星座：金牛座，血型：F型，出身地：龍宫王國魚人街，喜歡的食物：烤全牛。
惡龍海賊團船長，外號「鋸齒」惡龍（鋸子惡龍，Arlong the Saw）。懸賞金額：2,000萬貝里。
性格嗜錢如命，認為錢財是最好的朋友，主張「與人類決裂」。雖然想法和作風有點偏激，卻對同伴愛護有加，當魯夫用其中一個魚人當盾時十分生氣。要是有人類對惡龍一夥出言不遜會馬上反擊，連同伴們都要安撫他。使用武器為大鋸刀「斬峰」、鋸齒狀的鼻子、可以不斷再生的牙齒，以及強而有力的下顎。代表「太陽海賊團」的太陽標誌在左胸。與魚人島占卜師雪莉為同父異母的哥哥。獨特笑聲是「嚇哈哈哈」。
年幼時被父親丟在魚人街，與現在的夥伴一同長大，15歲時父親把同父異母的妹妹丟給他照顧，過去曾經擔任龍宮王國的士兵。25歲時成立自己的海賊團，後來帶著自己的海賊團加入費雪·泰格所成立的太陽海賊團，在偉大航路航行的時候四處挑戰海軍，只因海軍是人類就殺掉他們。後來目睹泰格的死，對人類的行為感到憤怒，想把島上居民都殺光報復，但時任中將波爾薩利諾將其打敗並捉住他囚禁在推進城，後來吉貝爾成為了七武海，惡龍因此獲得釋放。惡龍的自大導致了和吉貝爾的決鬥，結果反被吉貝爾揍了一頓，吉貝爾明白兩人理念不同而分道揚鑣，把惡龍留在原地，默許他在東方藍胡作非為，事後吉貝爾對此悔恨不已。
8年前惡龍帶領海賊團襲擊東海的歌洛美群島，並在可可亞西村上計畫建立「惡龍帝國」，當時娜美的養母貝爾梅爾繳不起支付三人的費用，他就當著包括娜美在內，所有村民的面殺害貝爾梅爾以示警惕。同時看中娜美的匯制海圖的能力，迫使娜美為其工作。
想替娜美復仇的草帽一行人來到惡龍領域，並與草帽一行人展開激烈交戰，他將娜美當成工具的發言惹惱了魯夫，而他引以為傲的鋸齒鼻子被魯夫折斷，被魯夫用橡膠戰斧所擊敗，並被海軍收押。

克羅歐比（Kuroobi）
聲優：江川央生（日本）；宋克軍（台灣）
演員：詹德瑞·勒·魯（Jandre le Roux）
種族：軟骨魚魚人，年齡：36歲→38歲，生日：10月25日，身高：252公分，星座：天蠍座，血型：XF型，出身地：龍宮王國魚人街，喜歡的食物：軟骨魚生魚片。
惡龍海賊團幹部。懸賞金額：900萬貝里。特徵是紮著的兩隻衝天炮頭，代表「太陽海賊團」的太陽標誌在左胸胸膛。
戰鬥方式擅長使用魚人空手道進行肉搏戰。8年前跟所惡龍襲擊歌洛美群島，在可可亞西村被香吉士擊敗，後被海軍收押。
名字克羅歐比為日語的黑帶。

小八（Hatchan，小哈）
聲優：森川智之（日本）；符爽／宋克軍（台灣）；呂永林（香港）
惡龍海賊團幹部。懸賞金額：800萬貝里。
啾（Chew）
聲優：小野坂昌也（日本）；宋克軍／孟慶府（台灣）
演員：倫-巴里·西蒙斯（Len-Barry Simons）
種族：接吻魚魚人，年齡：33歲→35歲，生日：5月23日，身高：257公分，星座：雙子座，血型：X型，出身地：龍宮王國魚人街，喜歡的食物：蛤蜊味噌湯。
惡龍海賊團幹部。懸賞金額：550萬貝里。口頭禪是「啾」，代表「太陽海賊團」的太陽標誌在左下腹。忍耐力差且容易被激怒。
戰鬥方式是從口中可以含大量水吐出攻擊敵人。8年前跟所惡龍襲擊歌洛美群島，在可可亞西村被騙人布擊敗，後被海軍收押。
名字取自日語的接吻（チュウ）。

卡內希洛（Kaneshiro）
種族：金魚魚人，生日：12月2日，星座：射手座，出身地：龍宮王國魚人街。
太陽海賊團成員→惡龍海賊團船匠。是個技藝頗優的船匠。額頭上和胸口有「金」的字樣。
8年前跟所惡龍襲擊歌洛美群島，惡龍被草帽海賊團打敗後，被海軍關押。
名字取自日語讀音的金城（Kaneshiro）。
（Pisaro）
聲優：田中大文（日本）；宋克軍／孟慶府（台灣）
種族：翻車魚魚人，生日：8月14日，星座：獅子座，出身地：龍宮王國魚人街。
太陽海賊團成員→惡龍海賊團音樂家。雙手拿著響葫蘆，不停的敲打。
8年前跟所惡龍襲擊歌洛美群島，惡龍被草帽海賊團打敗後，被海軍關押。
名字取自于西班牙君主皮萨罗兄弟。
武（Take）
聲優：不明（日本）；宋克軍（台灣）
種族：鯉魚魚人，生日：8月21日，星座：獅子座，出身地：龍宮王國魚人街。
太陽海賊團成員→惡龍海賊團聚會隊長。額頭上的戀是他對工作熱忱的表現。
8年前跟所惡龍襲擊歌洛美群島，惡龍被草帽海賊團打敗後，被海軍關押。
名字取自日語的竹（タケ）。
鹽燒（Shioyaki）
聲優：不明（日本）；符爽（台灣）
種族：鮭魚魚人，生日：3月27日，星座：牡羊座，出身地：龍宮王國魚人街。
太陽海賊團成員→惡龍海賊團宴會部長。所以手上經常拿著酒。
8年前跟所惡龍襲擊歌洛美群島，惡龍被草帽海賊團打敗後，被海軍關押。
名字取自日語讀音的鹽燒，鹹魚在明火上烤。
呣（Momoo，哞）
聲優：服卷浩司／藤本隆弘（日本）；孫中台／符爽（台灣）
種族：海獸，生日：4月9日，全長：3600公分，星座：白羊座，血型：S型，出身地：偉大航道，喜歡的食物：烤全豬、鯊魚。
惡龍海賊團從偉大航道帶回來的巨型海牛，平時由小八飼養。
在惡龍等人被海軍收押後脫離組織，後來在夏波帝諸島附近海域被格列佛海賊團抓住並負責牽引船隻的工作。

## 偉大航道的海賊團

### 巨兵海賊團
巨兵海賊團（Giant Warrior Pirates）由艾爾帕布巨人所構成的海賊團。100年前在小花園島解散（巨人有300多歲的壽命），但在回到艾爾帕布後又重新團聚。創作來源為維京人。
尤爾爾&亞爾爾船名為「偉大瑪格尼號」（Great Magni），東利&布洛基船名為「古萊特·埃利庫號」（Great Eirik），雖然構造簡單但卻非常巨大。
多利（Dorry，早期譯名：東利）
聲優：鄉里大輔〈第71～270話〉→藤原貴弘〈第1109～1112話〉→間宮康弘〈第1140話起〉（日本）；孫中台（台灣）
演員：維爾納·庫澤
年齡：158歲→160歲，生日：10月2日，星座：天秤座，血型：F型，身高：2260公分，出生地：偉大航道「艾爾帕布」，喜歡的食物：啤酒、蛇頸龍的肉。懸賞金額：1億貝里（100年前～蛋頭事件前）→18億貝里（蛋頭事件後）。
巨兵海賊團兩位船長之一，外號「青鬼」東利（Dorry the Blue Ogre），武器為劍，獨特笑聲為。100年前兩人各捕獲一隻海王類，因一個小女孩的提問而爭論誰的獵物大，之後他們一直在小花園決鬥，活著的人才能回去故鄉，並約定每當島上中央的火山爆發時就要進行決鬥，但決鬥一直都不分上下，巨兵海賊團隨之解散，戰士們也回到艾爾帕布村等待消息。
後來他們都忘了當初決鬥的原因，只記得是為了身為戰士的榮耀，並相信艾爾帕布的神會眷顧勝利的一方，由於懸賞金高而被巴洛克華克盯上，隨後被草帽海賊團所救。他們為了報恩合力攻擊巨大金魚「食島怪」、幫草帽海賊團開路，他們的武器經過100年已經不堪使用，經過與巨大金魚的戰鬥後更是直接報廢。
根據扉頁連載《在世界的甲板上》，東利和布洛基在「頂點戰爭」結束兩年後，從報紙中獲知草帽海賊團重新出發的消息，並以空手肉搏的方式再度展開決鬥。
和之國事件後已回到艾爾帕布。基德海賊團戰敗後，與布洛基聯手以「霸國」把基德海賊團的旗艦「維多利亞朋克號」擊沉。後來與布洛基率領船員趕往蛋頭島，協助草帽海賊團突破五老星和海軍的包圍，並且護送草帽海賊團前往艾爾帕布。
創造來源是取自民間故事「桃太郎」中的青鬼，以及「三国演义」里的「关羽」。
布洛基（Brogy）
聲優：稻田徹（日本）；宋克軍（台灣）
演員：布倫丹·莫里（Brendan Murray）
年齡：158歲→160歲，生日：2月1日，星座：水瓶座，血型：F型，身高：2130公分，出生地：偉大航道「艾爾帕布」，喜歡的食物：啤酒、三角龍的肉。懸賞金額：1億貝里（100年前～蛋頭事件前）→18億貝里（蛋頭事件後）。
巨兵海賊團兩位船長之一，外號「紅鬼」布洛基（Brogy the Red Ogre），武器是斧頭，笑聲為。100年前兩人各捕獲一隻海王類，因一個小女孩的提問而爭論誰的獵物大，之後他們一直在小花園決鬥，活著的人才能回去故鄉，並約定每當島上中央的火山爆發時就要進行決鬥，但決鬥一直都不分上下，巨兵海賊團隨之解散，戰士們也回到艾爾帕布村等待消息。
後來他們都忘了當初決鬥的原因，只記得是為了身為戰士的榮耀，並相信艾爾帕布的神會眷顧勝利的一方，由於懸賞金高而被巴洛克華克盯上，隨後被草帽海賊團所救。他們為了報恩合力攻擊巨大金魚「食島怪」、幫草帽海賊團開路，他們的武器經過100年已經不堪使用，經過與巨大金魚的戰鬥後更是直接報廢。
根據扉頁連載《在世界的甲板上》，東利和布洛基在「頂點戰爭」結束兩年後，從報紙中獲知草帽海賊團重新出發的消息，並以空手肉搏的方式再度展開決鬥。
和之國事件後已回到艾爾帕布。基德海賊團戰敗後，與多利聯手以「霸國」把基德海賊團的旗艦「維多利亞朋克號」擊沉。後來與多利率領船員趕往蛋頭島，協助草帽海賊團突破五老星和海軍的包圍，並且護送草帽海賊團前往艾爾帕布。
創造來源是取自民間故事「桃太郎」中的紅鬼，以及「三国演义」里的「张飞」。
歐伊摩（Oimo）
聲優：岡本寛志（日本）；符爽（台灣）
年齡：151歲→153歲，生日：1月6日，身高：1600cm，星座：摩羯座，血型：F型，出身地：偉大航路「艾爾帕布」，喜歡的食物：蒸地瓜。
巨兵海賊團戰鬥員，武器為棍棒。
巨兵海賊團解散50年後，兩人為尋找首領東利和布洛基再度出海，被海軍抓到，之後被海軍欺騙而在艾尼艾斯大廳當大門守衛。在司法島事件中，兩人守的門曾被佛朗基一家攻破，之後因「狙擊王」的說明發現被騙，進而倒戈幫助草帽海賊團。司法之島事件後，在水之七島幫忙修理被水之諸神破壞的地方（巨大起重機等），並準備回到艾爾帕布。
和之國事件後已回到艾爾帕布。在蛋頭島事件，協助草帽海賊團突破五老星和海軍的包圍，並且護送草帽海賊團前往艾爾帕布。
卡西（Kashi）
聲優：福原耕平（日本）；孫中台（台灣）
年齡：154歲→156歲，生日：4月1日，身高：1700cm，星座：白羊座，血型：X型，出身地：偉大航路「艾爾帕布」，喜歡的食物：烤茄子。
巨兵海賊團戰鬥員，武器為斧頭。
巨兵海賊團解散50年後，兩人為尋找首領東利和布洛基再度出海，被海軍抓到，之後被海軍欺騙而在艾尼艾斯大廳當大門守衛。在司法島事件中，兩人守的門曾被佛朗基一家攻破，之後因「狙擊王」的說明發現被騙，進而倒戈幫助草帽海賊團。司法之島事件後，在水之七島幫忙修理被水之諸神破壞的地方（巨大起重機等），並準備回到艾爾帕布。
和之國事件後已回到艾爾帕布。在蛋頭島事件，協助草帽海賊團突破五老星和海軍的包圍，並且護送草帽海賊團前往艾爾帕布。
比約恩（Bjorn）、西格（Sig）
巨兵海賊團戰鬥員。在蛋頭島事件，協助草帽海賊團突破五老星和海軍的包圍，並且護送草帽海賊團前往艾爾帕布，途中遭到五老星馬卡司·馬茲的噴火攻擊而倒下。
亞爾爾、尤爾爾
前巨兵海賊團的2位船長。
萊汀
前巨兵海賊團船員。

### 白鐵海賊團
白鐵海賊團（Bliking Pirates）由醫療大國「磁鼓王國」的前任國王瓦波爾逃亡時所使用的暫時名稱，船名為「河馬王號」（Bliking），為大型潛水奇襲帆船，船頭為河馬，一般是潛水到敵船附近，然後突然現身進行奇襲。
瓦波爾
前磁鼓王國國王，外號「白鐵」，上上任國王的兒子。
傑斯（Chess）
聲優：沼田祐介（日本）；孫中台／曹冀魯〈電影版9〉（台灣）
演員：馬克·潘衛爾（Mark Penwill）
年齡：30歲→32歲，生日：7月20日，身高：194cm，星座：巨蟹座，血型：S型，出身地：偉大的航路「櫻花王國」（原磁鼓王國），喜歡的食物：高級點心。
前磁鼓王國參謀，有著波浪狀的厚嘴唇，手臂很長的男子，使用弓箭，是個神射手，一次可以用3支箭命中目標，主張瓦波爾的惡政是保護人民的手段。後敗於喬巴。
在《喬巴身世之謎》電影版平行故事中，被姆休魯的毒孢子毒死。
名字由來為西洋棋。
克羅馬利蒙（Kuromarimo）
聲優：乃村健次（日本）；符爽（台灣）
演員：安東·大衛·傑夫薩
年齡：28歲→30歲，生日：1月26日，身高：186cm，星座：水瓶座，血型：F型，出身地：偉大的航路「櫻花王國」（原磁鼓王國），喜歡的食物：從白天就開始喝的酒。
前磁鼓王國事務官，留著爆炸頭的鬍子男，手帶拳擊手套，主要使用帶靜電的易燃毛球攻擊，有著喜歡向人勸酒的毛病，認為控制國民系統比用心治理王國還要重要，後敗於喬巴。
在《喬巴身世之謎》電影版平行故事中，被姆休魯的毒孢子毒死。
名字由來為色度豪華轎車。
傑斯馬利蒙（Chessmarimo）
外號「磁鼓王國最強戰士」，由上述兩人透過「白鐵」瓦爾波的「吞吞果實」能力合體而成，經過合體後有4隻手臂（左右各兩隻）。其下顎是弱點所在。上面的臉是克羅馬利蒙，下面的臉是傑斯，與名字順序相反。

### 貝拉密海賊團
貝拉密海賊團（Bellamy Pirates）來自北海的富裕城鎮諾提斯，前任王下七武海唐吉訶德·多佛朗明哥旗下的海賊團之一，自稱「新時代海賊」，唾棄「非現實」的浪漫與夢想，追求「現實」的即時享樂。海賊船名為「新魔女舌頭號」（New Witch's Tongue），從船頭到船帆上都點綴著唐吉訶德家族的象徵。兩年間其海賊團成員似乎在前往空島途中覆滅，目前已知的現存成員只有貝拉密。多雷斯罗萨事件以后，由于船长贝拉密退隐不继续当海贼，其率领的海贼团宣布彻底解散。
貝拉密（Bellamy）
聲優：高木涉（日本）；符爽〈第146－207集〉→宋克軍〈第447集－〉（台灣）
年齡：25歲→27歲，生日：8月7日，身高：240公分，星座：獅子座，血型：F型，出生地：北方藍「諾提斯」，喜歡的食物：牛骨湯、豚骨料理，霸氣：見聞色、武裝色。
貝拉密海賊團船長，外號「鬣狗」貝拉密（Bellamy the Hyena），金髮，左眼有一道很長的傷痕。懸賞金額：5,500萬貝里→1億9,500萬貝里。
自小就仰慕多佛朗明哥，成為海賊後加入多佛朗明哥旗下。初期的貝拉密個性自大、狂妄，認為有夢想的海賊都是笨蛋人渣，但自從他去過空島和看著曾被其嘲笑的魯夫大幅成長之後，將魯夫當成是自己第二位仰慕的人。
超人系「彈簧果實」能力者彈簧人，能夠將身體的任何一部分變成彈簧。全身能像彈簧一樣彈來彈去。兩年後會使用霸氣。
在魔谷鎮相當被看好的新人海賊，「鬣狗」之名就是因為他喜歡將別人辛苦得來的東西奪走，但也因此遭到魯夫一拳秒殺，不久後多佛朗明哥認為他並不重要，操控薩奇斯將其砍成重傷。「頂點戰爭」兩年後，貝拉密在右眼的地方多了一道縫補過的傷疤，身體比兩年前更加壯碩、肌肉也增加許多。兩年間從空島帶回巨大的黃金之柱（似乎是草帽一伙沒帶走的黃金鐘斷柱）進貢給多佛朗明哥，還擊垮許多敵視多佛朗明哥的國家迫使對方臣服，因而得到「多雷斯羅薩的子彈」（Deadly Bullet of Dressrosa）的稱號。
在唐吉訶德家族的推薦下參與多雷斯羅薩鬥技場爭奪「燒燒果實」，一眼就認出魯夫，但其信念有所改變，不再痛恨及恥笑魯夫。B組生存138名淘汰賽中，擊敗了亞布德拉&傑特，被「戰爭之王」伊力薩貝羅二世發出的攻擊波及飛出場外淘汰。賽後多佛朗明哥要貝拉密暗殺魯夫，就讓貝拉密擔任家族的核心幹部，最終敗給魯夫。多佛朗明哥勢力被捕後，貝拉密拿了魯夫的一片生命紙，向後者道別，退隱不再当海贼，至染坊之鎮擔任染坊匠人，会设计制造海贼旗帜。
名字的由來取自北美洲出生的海賊山謬·貝勒米。（Samuel Bellamy）。

薩奇斯（Sarquiss）
聲優：上田祐司（日本）；孫中台〈第146－207集〉→符爽〈第458集－〉（台灣）
年齡：25歲→27歲，生日：7月12日，星座：巨蟹座，血型：F型，身高：228公分，出生地：北方藍「諾提斯」，喜歡的食物：昂貴的酒、高級料理。
貝拉密海賊團副船長，外號「大匕首」薩奇斯（Big Knife Sarquiss）。懸賞金額：3,800萬貝里。
使用武器為一把類似於廓爾喀刀的大刃，腰裡帶著有貝拉密海賊團標誌的腰帶，靠著「鬣狗」的名聲到處胡作非為。瞧不起魯夫，後被黑鬍子一拳打倒。草帽海賊團離開空島後，被多佛朗明哥操控去刺傷貝柆密。
艾迪（Eddy）
聲優：神谷浩史（日本）；符爽、宋克軍〈ep.150後段〉（台灣）
貝拉密海賊團航海士，和其他航海士不同的是，他習慣把紀錄指針戴在右手。
穆蕾（Muret）
聲優：塩山由佳（日本）；許淑嬪（台灣）
貝拉密海賊團船醫，特徵是眼角的痣和腳上印有十字的馬靴。
麗麗（Lily）
聲優：住友優子（日本）；詹雅菁、許淑嬪〈ep.150〉（台灣）
貝拉密海賊團女戰鬥員，薩奇斯身邊的女伴，戴著頭巾和墨鏡，個性相當傲慢無禮。
里霸斯（Rivers）
聲優：高塚正也（日本）；宋克軍、符爽〈ep.150〉（台灣）
貝拉密海賊團砲手，戴著帽子的大個子，好像沒有眉毛。
羅士（Ross）
聲優：龍谷修武（日本）；宋克軍（台灣）
貝拉密海賊團戰鬥員，戴著一頂帽子，穿著寬鬆大衣。名字取自于玫瑰的英文Ross。
修伊特（Hewitt）
聲優：不明（日本）；宋克軍（台灣）
貝拉密海賊團廚師，額頭上有著「21」字樣的刺青。
瑪尼（Mani）
貝拉密海賊團女戰鬥員，看外表似乎是個女黑人。

### 猿山聯合軍
猿山聯合軍（Saruyama Alliance），是由人猿海賊團和猩猩海賊團組成，幫助草帽海賊團前往空島。
蒙布朗·庫力凱（Mont Blanc Cricket）
聲優：谷口節／内田直哉〈SP空島篇〉（日本）；孫中台／歐祖豪〈SP空島篇〉（台灣）
年齡：41歲→43歲，生日：9月11日，星座：處女座，血型：S型，身高：242公分，生地：北海，喜歡的食物：板栗團子。
猿山聯合軍最終團長，海賊船名為：「栗栗海洋號」（Kuri Marron Marine，海洋糖漬栗子號），原為海賊團船長，懸賞金額：2,500萬貝里。
是「大騙子諾蘭德」故事的主人翁蒙布朗·諾蘭德相隔400年的子孫，故頭上有一顆栗子。為一方海賊船船長，在旅程中意外到諾蘭德當年探險的加亞島。為證實黃金鄉的存在與破除蒙布朗家族的「詛咒」，賭上一生與命運作鬥爭的男人，放棄海賊團地位決意找出，因諾蘭德猜測沉入海中，庫力凱時常冒險長時間潛水探尋，而有潛水夫病。同時是個老菸槍，菸灰缸裡的煙蒂經常多到堆成一座小山。住在岸邊的半間屋，用木板作為缺少的牆壁，擴大並畫上童話書大騙子諾蘭德中出現的城堡當裝飾，也是猿山聯合軍的主據點。後來幫助草帽海賊團前往空島，之後透過島上的鐘聲和魯夫的巨大人影證實了黃金鄉的存在。
在「頂點戰爭」結束兩年後，庫力凱率領猿山聯合軍踏上尋找「夢幻鄉」的旅程，並且在甲板上邊喝酒邊閱讀草帽海賊團重新出發的消息。

#### 人猿海賊團
人猿海賊團（Masira Pirates）海賊船名為「勝利獵人號」（Victory Hunter），平時四處尋找沉船打撈，號稱是「把船打撈起來再沉下去再打撈起來的男子漢」。船頭名為「船體獵人」，造型是拿著一對鈸的猴子（模仿玩具），實際上可以用起重機取出，引導空氣管與沉船連接。之後由人猿將一口氣吹入打通管子，再由部下將空氣打進沉船。
人猿（Masira）
聲優：田原阿爾諾（日本）；宋克軍（台灣）
年齡：23歲→25歲，生日：3月4日，星座：雙魚座，血型：F型，身高：345公分，出生地：北方藍，喜歡的食物：香蕉。
人猿海賊團園長，外號「打撈王」人猿（Salvage King Masira），懸賞金額：2,300萬貝里。
和猩猩是兄弟，因崇拜童話書中的蒙布朗·諾蘭德而一起追隨蒙布朗·庫力凱。外表長的像猴子，獨特叫聲為「嗚吱吱」，除了驚人的肺活量外，還有一拳打倒海王類的驚人怪力，後幫助草帽海賊團改造前進梅利號。
名字取自於人猿。

#### 猩猩海賊團
猩猩海賊團海賊船名為「烏坦·探測號」（Utan Sonar，人猿聲納號），船上裝滿大量的探測用具，甲板上的大樹是其特徵。探測時猩猩透過海裡的擴音器發出特定聲波，由部下在海中聽取回音判讀周圍的情形（其船員專業程度可以判斷出方位、物體大小等，並能進一步推測更詳細的訊息，如魚群種類）。
猩猩（Shoujou）
聲優：田之中勇（日本）；符爽（台灣）
年齡：25歲→27歲，生日：5月8日，星座：金牛座，血型：X型，身高：351公分，出生地：南海，喜歡的食物：紅毛丹。
猩猩海賊團大園長，外號「海底探索王」猩猩（Sonar King Shoujou），懸賞金額：3,600萬貝里。
和人猿是兄弟，因崇拜童話書中的蒙布朗·諾蘭德而一起追隨蒙布朗·庫力凱。外表如同其名字一樣，對個人的能力非常有信心；但自以為最厲害之處其實只是出世至今25年間沒剪過頭髮。後幫助草帽海賊團改造前進梅利號。名字取自于猩猩。

### 弗克西海賊團
弗克西海賊團（Foxy Pirates）以「優秀的海賊」為劫略目標，依靠殘酷的遊戲來擴張實力的搶人海賊團。船員戴著外形如狐狸的黑色頭飾與面罩，稱呼船長為「大仔」；海賊船名為「性感狐狸號」（Sexy Foxy）。船員在向其他海賊團挑起「Davy Back Fight」時會舉辦如嘉年華會般的活動。
弗克西（Foxy）
聲優：島田敏（日本）；符爽、孫中台〈SP霧之島篇〉（台灣）
年齡：36歲→38歲，生日：4月4日，身高：180cm，星座：白羊座，血型：S型，出身地：南海，喜歡的食物：狸蕎麥麵(在日本又稱「狸貓麵」)。
弗克西海賊團船長，外號「銀狐」弗克西（Silver Fox），懸賞金額：2,400萬貝里。
外表就像狐狸一樣，狐狸耳朵般的髮型，獨特笑聲為「咈咈咈咈」，性格卑鄙，面對對手時常用不正當手段贏得比賽，自稱「想要的東西都會拿到手」，此外他非常自卑，一句「屁股頭」就可以輕易讓他變消極。團員們稱呼他為「老大」。
超人系「遲緩果實」能力者遲緩人，可以發射遲緩光子，讓人或物體的反應變得極慢30秒，之後在遲緩的時間內累積的刺激反應會一口氣爆發，出招時弗克西會收起大拇指、中指和無名指(其手勢酷似狐狸)，再以翹起的食指與尾指發射遲緩光子。於13年前得到這個果實能力。
年輕時曾是個拳擊手，但15年因為攜帶凶器而被吊銷執照，13年前發現Davy Back Fight的這個傳說，之後開始到處找海賊團挑戰並不停奪取他們的船員和旗幟。
他的920場不敗傳說在經過和魯夫的決鬥後畫下句點，而作為在Davy Back Fight敗北的代價，弗克西海賊團還換上了魯夫親手繪製的難看海賊旗。兩年後，海賊團總人數只剩下自己，波琪和猩猩三人並挨餓。
名字的由來是狐狸（Fox）的意思。
波琪（Porche）
聲優：（日本）；許淑嬪（台灣）；黎皓宜（香港）
弗克西海賊團戰鬥員，是弗克西最初的夥伴之一。外表很受船員歡迎，口頭禪是「討厭啦」，手上拿著可愛指揮棒，可以變出玫瑰花當作手裡劍射出去。雖然是大家的偶像，但身為戰鬥員的實力也是一流。超喜愛喬巴。
名字的由來是德國的汽車品牌保時捷（Porsche）。
漢堡（Hamburg）
聲優：掛川裕彥（日本）；宋克軍（台灣）
弗克西海賊團的戰鬥員，是弗克西最初的夥伴之一，「火爆鬥球三兄弟」的隊長。能以四肢如動物奔跑，總是趁著船長出糗時偷笑，笑聲為「噗噗噗噗」。是海賊團的開心果，雖然給人天真的感覺，但能以超強的怪力打倒敵人。
名字的由來是漢堡排（Hamburg steak）。
卡柏帝（Capote）
聲優：土田大（日本）；符爽（台灣）
弗克西海賊團戰鬥員。旗魚魚人，「魚人空手道」高手，在水中游泳速度極快。
蒙達（Monda）
聲優：高塚正也（日本）
白斑星鯊，在賽船時屬於可愛魚力船，可以與卡柏帝一同施展合體技「魚魚人遊法」。
皮克魯斯（Pickles）
聲優：龍谷修武（日本）；孫中台（台灣）
弗克西海賊團戰鬥員，主要以護肩進行攻擊，護肩上亦可裝上尖刺，被稱為「擒抱機器」。
名字的由來是醃漬物（Pickles）。
比格潘（Big Pan）
聲優：大場真人（日本）；符爽（台灣）
弗克西海賊團戰鬥員。擁有巨人魚人血統的「泥鰍魚巨人」，全身有如泥鰍一樣滑溜溜的，非常適合以四兩撥千斤的方式防禦對手的攻擊。
名字的由來是小圓麵包（Bun)。
線蚯蚓（Chuchun）
聲優：難波圭一（日本）；孫中台、宋克軍〈SP霧之島篇〉（台灣）
弗克西海賊團宴會隊隊長。是「Davy Back Fight」轉播員。
裁判
聲優：高塚正也（日本）；符爽（台灣）
弗克西海賊團船員，本名不明，在「Davy Back Fight」大部分的競賽中擔任裁判，對於自己人的犯規行為明顯地刻意忽視。
牙蛙海賊團（Fanged Toad Pirates）
聲優：長嶝高士（日本）；孫中台（台灣）
動畫中趁著弗克西等人因對於「Davy Back Fight」最後的船長單挑中，500人的賭注慘敗的結果不服，獨自搭小船離開時佔據性感狐狸號。魯夫等人不但在暴風雨中將3人救起、送回原船上，還幫忙解決了牙蛙海賊團的叛徒。但之後弗克西設計他們進入船上的陷阱房間，意圖奪取前進梅利號上的黃金，卻被再度擊敗。動畫特別篇中，弗克西三人仍然是坐著小船模式後發現原來是陷阱，現已經與原船團重聚。

### 恐怖三桅帆船海賊團
恐怖三桅帆船海賊團（Thriller Bark Pirates）是位處於魔幻三角地帶的一個名叫「鬼魂島」的島嶼，但根據布魯克敘述這座島嶼的真面目其實是一艘來自西海、世界最大型的海賊船──恐怖三桅帆船（Thriller Bark）。整座島嶼被高高的外牆包圍，入口是一道外型像巨大嘴巴的大閘，島嶼的中央位置有著古堡建築群，住著恐怖三桅帆船領導者、時任王下七武海之一的月光·摩利亞，與其手下合稱「四怪人」。古堡上的旗幟有著摩利亞的火蔥頭髮型和一對帶火焰的蝙蝠翅膀的骷髏頭。
10年前起每年有超過100艘船隻在魔幻三角地帶失蹤，實際是被恐怖三桅帆船所捕。位處四周都被濃霧包圍著的海域，防止失去影子的人被陽光消滅導致殭屍跟著失去影子。在與草帽海賊團對決期間，恐怖三桅帆船遭到摩利亞、歐斯及巴索羅繆·大熊嚴重破壞，多數建築物被摧毀至倒塌，同時麾下所有殭屍都被「淨化」或受到摩利亞召回影子的影響而倒下。
之後摩利亞及其手下搭著蝙蝠外型的海賊船離去，兩年後曾出現在基德海賊團的基地附近。後來摩利亞來到黑鬍子海賊團根據地的海賊島「蜂巢」時，有艘近似於恐怖三桅帆船的船隻停靠在岸邊。
作者尾田榮一郎表示在創作本篇的時候，曾參考過很多恐怖電影（包括讀者問及的《愛登士家庭》和提姆·波頓的黏土動畫電影《聖誕夜驚魂》），而且在作畫時也會比平日用上更多黑色，以營造陰森恐怖的感覺。

#### 四怪人

培羅娜

月光·摩利亞
聲優：寶龜克壽（日本）；孫中台（台灣）
恐怖三桅帆船海賊團「四怪人」之首，前任「王下七武海」成員，懸賞金額：3億2,000萬貝里（成為七武海前→恢復懸賞）。
赫古巴庫（Hogback）
聲優：岩崎浩（日本）；孫中台（台灣）
年齡：45歲→47歲，生日：12月19日，身高：223公分，星座：射手座，血型：XF型，出身地：西海，喜歡的食物：湯意大利麵。
恐怖三桅帆船海賊團「四怪人」之一，外號「天才外科醫師」赫古巴庫（ドクトル ホグバック）。曾以奇蹟般的手術救活不少病患，而得到了醫生該有的名聲和地位，並且受到世界上所有醫生的景仰。外型超肥胖，左撇子，獨特笑聲是「咈嘶！」。雖不是指揮官，卻可以從主人那裡隨意挑自己想要的殭屍來指揮。童年時期則是留著齊瀏海黑短髮，而且習慣將小動物的屍體做為解剖研究的對象。
10年前辛朵莉的死曾讓他一厥不振，後來以復活辛朵莉為條件成為摩利亞的同伴。在與喬巴的戰鬥中他透露自己其實是為錢才動手術，對從世界各地前來求助他的病患相當厭煩，是個認為金錢勝過拯救生命、不折不扣的差勁醫生，由於他大量製造殭屍侮辱死者的行為，讓喬巴對他徹底失望。在恐怖三桅帆船被草帽海賊團攻陷後，和阿布薩羅姆帶著戰敗的月光·摩利亞逃走。
阿布薩羅姆（Absalom）
聲優：三浦祥朗（日本）；符爽（台灣）
年齡：34歲→36歲(享年)，生日：12月30日，身高：195公分，星座：魔羯座，血型：F型，出身地：西海，喜歡的食物：烤全斑馬。
恐怖三桅帆船海賊團「四怪人」之一，士兵殭屍與將軍殭屍的指揮官。外號「墓地裡的阿布薩羅姆」（Absalom of the Graveyard）。
肉體經過赫古巴庫改造，擁有獅子的下顎、大象的皮膚、熊和猩猩加起來300公斤重量的野性力量。第一人稱是「俺」（おいら）。童年時代的阿布薩羅姆留著金色短髮且體格瘦弱，家境極其貧窮，僅穿戴著破舊的帽子和短褲。夢想是成為「墓園之王」。非常的好色，為了尋找自己理想中的新娘而時常跑去驗貨。
前任超人系「透明果實」能力者透明人，也能夠把自己身體透明化，並能夠令與身體接觸的人和物同樣透明化，雙手裝置火箭砲，平常則用透明果實的能力把它隱藏起來。
初登場時以透明人姿態在千陽號上，還舔了羅賓的臉，並差點脫下羅賓的衣服（這也是讓香吉士火大的原因之一），但羅賓這種強悍類型並不是他喜歡的。之後又在赫古巴庫宅邸的浴室偷窺並且襲擊入浴的娜美，也因此對娜美一見鍾情。最後被香吉士以「最高級碎肉」猛踢，再從香吉士手中搶走娜美逃跑，企圖完成婚禮，被娜美以「雷電積蓄·風速計」擊倒。恐怖三桅帆船被草帽海賊團和翻滾海賊團攻陷後，和赫古巴庫帶著戰敗的月光·摩利亞逃走。後來在「頂點戰爭」尾聲潛入馬林福特，使用透明果實的能力救了被和平主義者圍攻的摩利亞。
兩年後他化名為自由撰稿人「亞普薩」，活用透明果實的能力拍到不少獨家照片，成為傳媒家的焦點，還報導了基德、亞普、霍金斯結盟的消息。其後他在造訪新世界的海賊島「蜂巢」時，被統治當地的黑鬍子海賊團狩獵而亡，使他的「透明果實」能力被黑鬍子海賊團的「雨」之矢龍奪走。
名字「阿布薩羅姆」為希伯来圣经先知大卫王的第三個兒子押沙龍的英文名「Absalom」。
| 阿布薩羅姆的招式 | 阿布薩羅姆的招式 | 簡介                                                                |
| 基本技           | 延伸技           | 簡介                                                                |
| ---------------- | ---------------- | ------------------------------------------------------------------- |
| 「透明果實」     | 透明化（）       | 將自己或任何人、物變透明。                                          |
| 「透明果實」     | 怪人之手&腳（）  | 利用透明能力在敵人看不見自己的情況下使出300公斤重量的野性力量攻擊。 |
| 「透明果實」     | 死者之手（）     | 是將手上的火箭砲透明化的攻擊。                                      |
培羅娜（Perona）
聲優：西原久美子（日本）；許淑嬪（台灣）；楊婉潼（香港）
年齡：23歲→25歲，生日：6月7日，身高：160公分，星座：雙子座，血型：XF型，出身地：西海，喜歡的食物：貝果三明治、熱可可。
恐怖三桅帆船海賊團「四怪人」之一，動物殭屍與嚇人殭屍的指揮官。外號「鬼魂公主」（Ghost Princess）。
外型可愛，性格卻相當男孩子氣，特徵是頭戴皇冠，粉紅色雙馬尾髮形，花俏的輕便裙裝，手上經常拿著一把酒紅色的傘，獨特笑聲是「呵囉呵囉呵囉…」喜歡可愛的事物，但是非常害怕蟑螂。童年時代的培羅娜就相當喜歡玩布偶，並且將熊當成寵物飼養在身邊。兩年後培羅娜將髮型梳成公主頭，除在左臂紋上酒紅色的蝙蝠刺青以外，還換了一套長裙裝。夢想是將世上所有可愛的東西都變成殭屍，並且創造一個夢幻殭屍王國。
超人系「鬼魂果實」能力者鬼魂人，擁有隨意產生出靈體的能力，如被靈體穿過的身體的話，能令人的內心變得極為消沉；特製的幽靈能造成強大的衝擊波。兩年前需靈魂出竅才能浮空，兩年後能以本體浮空。
童年時為孤兒意外的被摩利亞撿到，收養後便一直在一起生活，所以對摩利亞像父母一樣得尊敬，她仍相信在頂上戰爭失踪的摩利亞現在仍舊活著。
她一度解決草帽海賊團的所有主力，但卻敗在唯一的剋星騙人布手上，因為騙人布本身就屬於消極思考的性格，這恰好使他免疫了消極鬼魂的攻擊，而騙人布的整人功力更勝其一籌，最後她被騙人布以「蟑螂星」跟「氣球鐵鎚」嚇昏。
被巴索羅繆·大熊的果實能力傳送到克拉伊卡納島的西凱阿爾王國遺址，在此地孤身一人，之後索隆也被打在同一地方，看到索隆受重傷便幫他包紮。之後屢次利用果實能力惡整索隆並嘲笑後者的路癡程度，藉此阻止他離開。後來與索隆從「鷹眼」口中得知「頂點戰爭」的消息，並協助索隆處理傷勢。
兩年後將索隆送到夏波帝諸島，並且趁著海軍追拿草帽海賊團時，利用悲觀鬼魂讓海軍意識消沉，掩護草帽海賊團啟程前往魚人島，之後她回到被廢棄的恐怖三桅帆船找回庫馬希的軀殼，做成了小一号的玩偶带在身边。多雷斯羅薩事件落幕後，培羅娜仍待在「鷹眼」的身旁，還得知草帽海賊團全員的懸賞金再度提升的消息。世界會議時得知摩利亞還活著的消息後離開了克拉伊卡納島。
| 培羅娜的招式 | 培羅娜的招式          | 簡介 |
| 基本技       | 延伸技                | 簡介 |
| ------------ | --------------------- | --- |
| 「鬼魂果實」 | 鬼魂分身              | 從身體分離出擁有自我意識的靈體，能夠自由在空中飛舞、穿透牆壁、改變身體大小，任何物理攻擊均無效，弱點是因靈魂出竅無法行動的本體容易受攻擊。。 |
| 「鬼魂果實」 | 悲觀鬼魂（）          | 從身上放出多個靈體分身，如被靈體穿過的身體的話，能令人的內心變得極為消沈。但對於本身已經很消極的人（如騙人布）起不了作用。                   |
| 「鬼魂果實」 | 迷你鬼魂·鬼魂炸彈（） | 將無數靈體迷你化，順著操作者「彈指」這個動作產生強大的衝擊波。                                                                               |
| 「鬼魂果實」 | 特大鬼魂·神風炸彈（） | 「鬼魂炸彈」的特大版，敵人一旦中了這招即會粉身碎骨。招式名字里的神风取自于击败珍珠岛战役的神风特攻队                                         |

#### 殭屍
是月光·摩利亞透過「影子果實」能力製造的殭屍士兵，將別人的影子剪掉並置入屍體中，形成擁有影子原主人能力和個性的殭屍，即便影子原主人有惡魔果實能力但無法隨之轉換到殭屍身上。若被取走影子的人受到陽光照射就會完全消失，故只能活在不見天日的地方。如果影子原主人死了，影子就會隨之消失，殭屍也會失去影子而無法行動。此外，殭屍會怕火、鹽和海水。
動物殭屍（Wild Zombies）
由「四怪人」培羅娜管轄，編號為0～199號，外型像一般的動物。
庫馬希（Kumashi）
聲優：岩崎浩（日本）；孫中台（台灣）
生日：9月4日，星座：處女座。
動物殭屍隊長，頭戴王冠說話聲音很小的熊，時常無故被培羅娜責罵（因為培羅娜命令他不說話的布偶最可愛），背後有個大拉鍊（可以藏人），但庫馬希手太短勾不到背後，此外它的身軀意外靈活，力量比熊還強100倍，最後被狙擊王淨化。動畫版中，培羅娜惡整重傷的索隆，用繃帶將他包紮成庫馬希的樣子。扉頁《在世界的甲板上》Vol.40，庫馬希的軀殼一直留在被廢棄的恐怖三桅帆船上，直至兩年後培羅娜回到船上尋回它。現被培羅娜做成小一號的玩偶當行李攜帶離開克拉伊伽那島。
名字前段取自日文的熊，後段取自英文的C。
河馬紳士（Hippo Gentleman）
聲優：竹本英史（日本）；孫中台（台灣）
動物殭屍副隊長，持有武器為刀。是參考瓦爾波製作的玩具所製造得。最後被騙人布用「衝擊貝」給擊敗。
希爾頓（Hildon）
聲優：松野太紀（日本）；孫中台（台灣）
動物殭屍之一，編號21號。赫古巴庫的管家，人頭蝙蝠身，可以在天上飛，負責工作為傳話，也會用一些巧言妙語誘騙敵人到島上。魯夫擊敗摩利亞後，影子回到本人身上。名字取自于希尔顿酒店。
賽柏拉斯（Cerberus）
生日：1月29日，星座：水瓶座。
動物殭屍之一，編號82號。鬼魂島的殭屍三頭犬，三顆頭當中有一顆是狐狸頭（而且牠也非常在意），平常是鎮守在入口，性格凶暴，因為攻擊魯夫而被一拳打倒，最後只好乖乖載著草帽海賊團一路到鬼魂島。名字由來取自希腊神话里看管冥界的三头地獄犬刻耳柏洛斯。
松鼠基兄弟（Risky Brother）
聲優：沼田祐介＆西脇保（日本）；宋克軍＆孫中台（台灣）
動物殭屍之一，為兩隻松鼠殭屍，持有武器為斧頭和鋸子，負責工作為把受害者裝入棺財中搬運、交由隊長 庫馬希送到摩利亞的大舞廳，因為沒什麼實力，故遇到麻煩時一定尋求同伴幫助，後來更被娜美擊敗，魯夫擊敗摩利亞後，影子回到松鼠基兄弟本人身上。人物設計取自奇奇與蒂蒂。
狗企鵝（Inuppe）
聲優：粗忽屋（日本）；孫中台（台灣）
生日12月16日，星座：射手座。
動物殭屍之一，狗臉企鵝身。其使用香吉士的影子，擁有足以和殭屍將軍匹敵的實力，初登場時還為了保護娜美被阿布薩羅姆擊倒，在肉體和影子完全協調後毫不留情的對羅賓使用踢技，和使用索隆影子的將軍殭屍風之治五郎水火不容，魯夫擊敗摩利亞後，影子回到香吉士身上。
嚇人殭屍（Surprise Zombies）
由「四怪人」培羅娜管轄，編號為200～399號，平常是躲在圖畫或照片裡，或者偽裝成標本和屋內的裝飾物。
噗查克（Buhichuck）
聲優：平井啟二（日本）；孫中台（台灣）
嚇人殭屍隊長，是個掛在大屋牆上的豬頭標本，魯夫擊敗摩利亞後，影子回到本人身上。
熊毛皮（Bear Rug）
聲優：竹本英史（日本）；宋克軍（台灣）
平常偽裝成宅邸內的地毯熊，目前知道是嚇人殭屍裡體型最大的。魯夫擊敗摩利亞後，影子回到本人身上。
士兵殭屍（Soldier Zombies）
由「四怪人」阿布薩羅姆管轄，編號為400～799號，是各等級殭屍當中數量最多的，身邊不配戴任何武器且實力很差，但辛朵莉是例外。
維多莉亞·辛朵莉（Victoria Cindry）
聲優：桑島法子〈殭屍〉、進藤尚美〈生前〉（日本）；詹雅菁（台灣）；鄧潔麗（香港）
年齡：享年24歲，生日：5月4日，身高：188公分，星座：金牛座，血型：F型，出身地：西海，喜歡的食物：瑪格麗塔披薩。
赫古巴庫宅邸的女傭，留著黃色翹短髮，身上披掛著橘色的絨毛披肩，左腿有道蜘蛛網般的縫補傷疤。受到影子原主人瑪爾卡莉的影響非常討厭盤子，且講話相當毒舌，總是喜歡對赫古巴庫潑冷水，右腳上的殭屍編號為400號，聽命於赫古巴庫（其他士兵殭屍是阿布薩羅姆管轄的）。
生前曾是個著名舞台女星，自童年起就已經具備著明星的氣質與架勢，後來她不幸從舞臺跌落而死亡，赫古巴庫盜取了她的屍體讓她復活，並強化她的身體強度。此後她認為「殭屍生來就該順從」，但被喬巴反駁之後而意外流下眼淚，羅賓評為「這是找遍各個圖書館也查不到的事」，後來歐斯開始暴走，辛朵莉在即將崩塌的的大廳中露出彷彿生前的笑容，讓喬巴和羅賓非常訝異。
久羅（Gyoro）、忍（Nin）、帕歐（Bao）
聲優：齊藤貴美子＆竹本英史＆粕谷雄太（日本）；詹雅菁＆宋克軍＆符爽（台灣）
侍奉月光·摩利亞的三個小殭屍。久羅是個穿著和服背著日本刀的小殭屍。忍是個將弓箭背在身上小殭屍。帕歐是個將披風披在身上小殭屍。
將軍殭屍（General Zombies）
由「四怪人」阿布薩羅姆管轄，編號為800～899號，實力強大但數量很少。
龍馬（Ryuma）
將軍殭屍之一，來自新世界「和之國」，傳說中曾經將飛龍斬落的武士。
約翰船長（John）
將軍殭屍之一，前洛克斯海賊團船員。
治五郎（Jigoro）
聲優：粗忽屋西神戶店（日本）；宋克軍（台灣）
年齡：享年59歲，生日：2月21日，身高：238公分，星座：雙魚座，血型：S型，出身地：西海，喜歡的食物：米飯、海獸的肉、適合下酒的肉。
將軍殭屍之一，傳說中的頑固老爹，头上有发髻，外號「風」之治五郎。為保護家人而斬殺7000名海賊的劍豪。其使用索隆的影子，因而學會三刀流。右頸部的殭屍編號為850號，魯夫擊敗摩利亞後，影子回到索隆身上。
羅拉（Lola）
聲優：久川綾（日本）；詹雅菁（台灣）；曾月娥（香港）
將軍殭屍之一，穿著新娘禮服，對阿布薩羅姆一見鍾情的野豬殭屍。原本將娜美視為情敵追殺，但被娜美巧妙地矇騙過去，兩人甚至成為好朋友，她在娜美差點成為阿布薩羅姆妻子時為友情出手相救卻被擊倒，使憤怒的娜美電倒阿布薩羅姆，最終羅拉如願完成誓約之吻，魯夫擊敗摩利亞後，影子回到求婚羅拉本人身上。
塔拉拉（Tararan）
聲優：田中一成（日本）；孫中台（台灣）
將軍殭屍之一，身型相當巨大的「蜘蛛猴」，所吐出的蜘蛛絲相當強韌，卻不耐火。笑聲是「猴猴猴猴」～大耳朵只是裝飾用的。本來抓住羅賓和佛朗基，最後被突然出現的布魯克擊敗及淨化。
蜘蛛鼠（Spider Mice）
聲優：沼田祐介＆平井啟二（日本）；宋克軍＆符爽（台灣）
塔拉拉的部下，恐怖三桅帆船上一共有500隻，工作是負責報告一切狀況，偷襲敵人無聲無息，號稱被他們盯上的獵物從沒失手過，笑聲是「Mouse～」。
特別殭屍（Special Zombie）
由「四怪人」之首的月光·摩利亞管轄，僅有歐斯一人，編號為900號，號稱史上最強的殭屍，花了十年改造而成，左手臂刺有代表特別殭屍（Special Zombie）的「SZ 900」。
歐斯（Oars）
聲優：粗忽屋濱田山店（日本）；詹雅菁（台灣）
年齡：享年159歲，生日：10月4日，身高：6700公分，星座：天秤座，血型：F型，出身地：北海，喜歡的食物：所有的肉。
古代巨人族，被稱為「魔人」的狂戰士，500年前他將戰敗的島國帶回自己的領土，建立惡棍的帝國，留下震驚世界的「盜國傳說」，但最後他不敵冰之國的寒冷而凍死。歐斯是巨人族的亞種，體型比普通巨人還要巨大好幾倍，但其身手卻相當敏捷，連殭屍將軍都不是他的對手。
其使用魯夫的影子，受到影子的影響，使其個性相當白痴，且拒絕當摩利亞的部下、想要自己成為「海賊王」。在肉體和影子完全協調之後，以壓倒性的力量將草帽海賊團（除魯夫、騙人布和娜美）全部擊倒。其腹部有一個主控室，可以讓摩利亞自由操控。在和摩利亞合體後，利用「影革命」改變身體形狀，進而模仿「橡膠果實」的能力。由於他的體型相當巨大，需要大量的鹽才能淨化他。根據喬巴的診斷推測，他的死因是天冷沒穿衣服導致其凍死，其弱點是經過赫古巴庫改造的右手腕，雖然看似修復地近乎完美，但縫線附近仍有嚴重的凍傷痕跡，只要集中攻擊那裡，他的力量就會大大減半。之後歐斯被魯夫的三檔「橡膠巨人火箭砲」攻擊打斷了背骨而動彈不得，後來受到「影子集合地」的影響，影子轉移到摩利亞的身上，魯夫擊敗摩利亞後，影子回到魯夫身上。
他的後代是白鬍子海賊團的旗下船長小歐斯Jr.。名字取自于最有名的木乃伊「冰人奥兹」。盗国传说取自于日本古事记里记载的运国传说。

### 翻滾海賊團
翻滾海賊團（Rolling Pirates）來自新世界，全員在遇到草帽一行人的三年前被恐怖三桅帆船的月光·摩利亞等人奪走影子，因而成了「被害者協會」的成員。最終魯夫打敗摩利亞才得以找回影子，並在草帽海賊團出航後的翌日搭著原屬倫巴海賊團的船離開魔幻三角海域。兩年後羅拉有情人終成眷屬，將翻滾海賊團併入火戰車海賊團。其海賊團名取自英文的瑞士捲（Swiss roll）。
夏洛特·羅拉（Charlotte Lola）
聲優：久川綾（日本）；詹雅菁／許淑嬪（台灣）；曾月娥（香港）
年齡：24歲→26歲，生日：1月27日，身高：215公分，星座：水瓶座，血型：F型，出身地：偉大的航路「萬國」，喜歡的食物：巧克力噴泉。
翻滾海賊團船長，外號「求婚」羅拉（Marriage Proposal Lola），「夏洛特」家族的第23個女兒。懸賞金額：2,400萬貝里。
是個綁著粉紅色雙髮辮，身材壯碩，有著豐厚嘴唇的女性，與雙胞胎姊姊雪紡長得一模一樣，為人天真、溫和友善，使用二刀流且擅長製作巧克力。母親是BIG MOM，父親是BIG MOM第25任丈夫潘德，出海前原為BIG MOM海賊團旗下掌管可可島的巧克力大臣。根據雙胞胎姊姊雪紡、同母異父的妹妹普琳和其母親BIG MOM表示，由於羅拉不願讓BIG MOM主宰其婚姻和人生，並從經由BIG MOM安排和艾爾帕布巨人族王子洛基的政治聯姻逃婚，自行揚帆出航，追尋屬於自己的愛情，但羅拉並不知道BIG MOM為此事懷恨在心。
逃婚後自由地去尋求自己的婚姻對象，有著遇見男人就會向對方求婚的習慣，求婚次數是4,443次，向魯夫求婚失敗後變為4,444次，打敗摩利亞後向草帽海賊團全員求婚，同時遭6人拒絕（分別為香吉士、索隆、騙人布、喬巴、佛朗基、布魯克），求婚次數因而上升到4,450次（但是松鼠基兄弟的說法是「一口氣遭5人的拒絕、第4,449次的求婚告吹」），草帽海賊團臨行前向佛朗基求婚失敗後變為4,451次。
在遇到草帽一夥的三年前曾去過魚人島，不久後在魔幻三角地帶被奪走影子，其影子於恐怖三桅帆船被摩利亞移植至赫古巴庫所改造的將軍殭屍野豬羅拉的身上。把魯夫視為打敗月光·摩利亞的希望，將100人份的影子塞入他體內，受草帽海賊團的毅力所感動，堅持和摩利亞奮鬥到底的決心。最終戰鬥被「影子集合地」吸收至摩利亞體內，後由於魯夫擊敗摩利亞，而使其影子重新回歸其本體。羅拉表示他們母女持有各自的「生命紙」互相確認對方是否平安無事，然而如今夏洛特家族子女是不得持有BIG MOM本人的生命紙。在草帽海賊團即將離開前夕，羅拉撕下一塊BIG MOM本人的生命紙且簽上自己的名字後送給娜美，就此道別。
「頂點戰爭」結束兩年後，羅拉與松鼠基兄弟光顧方塊姊妹在水之七島經營的酒館，還聊到草帽海賊團重新出發的消息。和之國篇時來到多雷斯羅薩，但在美容院被海軍逮捕，被其姐夫麾下的火戰車海賊團成員高弟拯救而親了他，也見到許久未見的姐姐雪紡，兩人相擁而泣，隨後向高第求婚。隨同火戰車海賊團再度啟航過程中救起落海漂流的潘德，父女三者正式相認，最後和高弟結婚。
作者曾於單行本69集SBS專欄應讀者請求畫出羅拉吃下「滑嫩果實」後變成美女的模樣。
名字來源取自法文的瑞士捲（Gâteau roulé）。
松鼠基兄弟（Risky Brothers）
聲優：沼田祐介&西脇保（日本）；宋克軍&孫中台（台灣）
翻滾海賊團團員。知道月光·摩利亞能力的秘密，前來要求魯夫幫忙。其影子同樣由摩利亞移植至赫古巴庫所改造的動物殭屍松鼠基兄弟身上，最終戰鬥被「影之集合地」吸收至摩利亞體內，最後則在魯夫擊敗摩利亞後，重回其本體。
在遇到草帽一夥的三年前曾去過魚人島，並形容人魚公主的美貌是連「海賊女帝」波雅·漢考克見了也會羞愧的程度。隨著羅拉一同到水之七島後，又返回新世界到達多雷斯羅薩。
人物設計取自奇奇與蒂蒂。

### 九蛇海賊團
由「海賊女帝」波雅·漢考克所率領的海賊團，船員都是從九蛇族中精挑細選出來的精英戰士，實力很強且皆會使用霸氣。旗幟為被外型像太陽的九條蛇包覆的骷髏頭；海賊船名「香水遊蛇號」，是由兩條巨大「遊蛇」拖行前進的大船，遊蛇是一種兇猛又巨大的的毒海蛇，讓海獸不敢靠近，因此船隻可自由進出「無風帶」。
波雅·漢考克（Boa Hancock）
聲優：三石琴乃（日本）；錢欣郁（台灣）；鄭家蕙（香港）
外號「海賊女帝」，九蛇海賊團船長，蛇髮魔女三姐妹的老大，亞馬遜百合的現任皇帝，前任「王下七武海」成員，懸賞金額：8,000萬貝里（成為七武海前）→ 16億5,900萬貝里（和之國事件後）。

### 冒牌草帽海賊團
冒牌草帽一伙（Fake Straw Hat Crew）於第二部劇情登場，由戴馬羅·布拉克率領的海賊團，成員為5男2女和一隻狐狸，「頂點戰爭」發生兩年後藉以魯夫在頂上戰爭的名聲現身於夏波帝諸島的海賊團，利用被「除掉」的草帽海賊團的名義召集夥伴到處做惡，在夏波帝諸島意圖招募實力強大的船員後因海軍的介入而解散，除了被戰桃丸給捉住的戴馬羅·布拉克以及被世界政府官員看錯成羅賓誤抓的可可，其餘成員全被「濕髮」格列佛給抓住活埋處刑，生死不明。後來部分成員倖存，冒牌成基德海賊團，後來被關押海軍G-4基地。
戴馬羅·布拉克／冒牌魯夫／冒牌基德（Demaro Black／Fake Luffy／Fake Kid）
聲優：粗忽屋（日本）；符爽（台灣）
年齡：36歳，生日：5月5日，身高：245公分，星座：金牛座，血型：S型，出身地：東方藍，喜歡的食物：炸雞、啤酒。
冒牌草帽海賊團船長，假冒魯夫本尊到處招搖撞騙的粗曠男子，獨特笑聲是「哆哈哈」，武器為手槍和大砲。外號是「油腔滑調的戴馬羅·布拉克」（Three-Tongued Demaro Black），懸賞金額：兩千六百萬貝里。
在酒吧搭訕娜美不成一度被騙人布用「必殺綠星惡魔」的藤蔓給纏住動彈不得，後來又被魯夫用霸王色霸氣給擊倒在地。而後戰桃丸派遣兵力前往夏波帝諸島討伐草帽海賊團時事蹟敗露後與同夥一度落荒而逃，還被戰桃丸用一斧擊敗且被他識破身分，事後被海軍逮捕。據說在海軍監獄裡被自己所騙的海賊們給修理很慘，生死不明。後來倖存，冒牌成基德海賊團船長，冒充尤斯塔斯·基德，後來被關押海軍G-4基地。
馬札羅／冒牌索隆／冒牌希特（Manjaro／Fake Zoro／Fake Heat，曼賈洛）
聲優：粗忽屋東品川店（日本）；宋克軍（台灣）
年齡：25歳，生日：9月9日，身高：202公分，星座：處女座，血型：S型，出身地：東方藍，喜歡的食物：味噌湯。
冒牌草帽海賊團船員，冒充索隆的肥胖男子。與假香吉士非常友好令真正的喬巴感到驚訝，有著一跑步就會肚子痛的毛病。後來和假香吉士被假魯夫喝令去將逃跑的真喬巴抓回來，在路上遇到魯夫並將他騙往46號紅樹，事蹟敗露後與同夥落跑還親眼看到正牌魯夫而嚇的口吐白沫，最後被格列佛給抓住被活埋處刑，生死不明。後來倖存，冒牌成基德海賊團船員，冒充希特，後來被關押海軍G-4基地。
托利布／冒牌香吉士／冒牌奇拉（Drip／Fake Sanji／Fake Killer，德利浦）
聲優：粗忽屋西神戶店（日本）；孫中台（台灣）
年齡：24歳，生日：10月22日，身高：208公分，星座：天秤座，血型：XF型，出身地：東方藍，喜歡的食物：碳酸飲料。
冒牌草帽海賊團船員，冒充香吉士的高瘦男子。見到真正的喬巴後對假索隆與假羅賓提議將假喬巴給丟掉以換得真正的喬巴。後來和假索隆被假魯夫喝令去將逃跑的喬巴給抓回來，在路上遇到魯夫並將他騙往46號紅樹，事蹟敗露後與同夥落跑，因親眼看到正牌魯夫而嚇的口吐白沫，最後被格列佛給抓住被活埋處刑，生死不明。後來倖存，冒牌成基德海賊團船員，冒充奇拉，後來被關押海軍G-4基地。
土爾哥／冒牌佛朗基／冒牌瓦耶（Turco／Fake Franky／Fake Wire，土耳其）
聲優：粗忽屋新宿店（日本）；符爽（台灣）
年齡：45歳，生日：10月29日，身高：258公分，星座：天蠍座，血型：X型，出身地：東方藍，喜歡的食物：冰淇淋。
冒牌草帽海賊團船員，冒充佛朗基的老臉男子。幫假魯夫管理募集到的海賊團。威脅撞倒假魯夫的魯夫下跪道歉不成反被他施展霸氣給擊倒在地。事蹟敗露後與同夥落跑，最後被格列佛給抓住被活埋處刑，生死不明。後來倖存，冒牌成基德海賊團船員，冒充瓦耶，後來被關押海軍G-4基地。
曼布爾頓／冒牌狙擊王（Mounblutain／Fake Sogeking，馬溫布汀）
聲優：粗忽屋二玉子店（日本）；孫中台／陳彥鈞（台灣）
年齡：30歳，生日：1月9日，身高：294公分，星座：魔羯座，血型：XF型，出身地：東方藍，喜歡的食物：生啤酒。
冒牌草帽海賊團船員，冒充狙擊王的彪形大漢，臉上戴著破舊的面具，武器為手槍和大砲。幫假魯夫管理募集到的海賊團。親眼看到正牌魯夫而嚇的口吐白沫，最後被格列佛給抓住被活埋處刑，生死不明。
蕭可拉／冒牌娜美（Chocolat／Fake Nami，休可蘿）
聲優：粗忽屋東京店（日本）；錢欣郁（台灣）
年齡：26歳，生日：9月21日，身高：181公分，星座：處女座，血型：X型，出身地：東方藍，喜歡的食物：橘子雞尾酒。
冒牌草帽海賊團船員，冒充娜美的扁頭凸腹扁頭女性。武器為手槍，在酒吧試圖威脅娜美屈從他們，反被騙人布用「必殺綠星惡魔」的夾瓣給困住，後被魯夫施展霸王色擊倒在地。事蹟敗露後與同夥落跑，最後被格列佛給抓住被活埋處刑，生死不明。
可可／冒牌羅賓（Cocoa／Fake Robin）
聲優：粗忽屋武藏野店（日本）；許淑嬪（台灣）
年齡：27歳，生日：11月7日，身高：138公分，星座：天蠍座，血型：X型，出身地：東方藍，喜歡的食物：黃瓜。
冒牌草帽海賊團船員，冒充羅賓的矮小女性。在街上遇到喬巴並試圖以食物來誘拐他，結果被兩名黑衣男子（海軍）看錯當成本尊給抓走就此下落不明，隨後因冒牌魯夫聽聞此事後不予理會差點導致喬巴產生與夥伴間的誤會，直至找到娜美和騙人布後才得知真相。革命軍曾在夏波帝諸島獲得此事卻不知道事實的真相，直至從多雷斯羅薩可亞拉歸來後才證實一切。
野狐狸／冒牌喬巴（Nora Gitsune／Fake Chopper）
聲優：粗忽屋濱田山店（日本）；符爽（台灣）
年齡：13歳，生日：4月10日，身高：103公分，出身地：東方藍，喜歡的食物：所有的肉。
冒牌草帽海賊團船員，冒充喬巴的一頭野生狐狸，頭上戴著有交叉圖案的帽子。在假羅賓試圖誘拐喬巴的時候反咬她的頭並在她被抓的時候一併給帶走就此下落不明。

### 格列佛海賊團
格列佛海賊團（Caribou Pirates）於第二部劇情登場，格列佛與弟弟柯列佛两兄弟領導的海賊團，海賊船名為「努瑪布號」（Small rowboat），船頭是馴鹿造型，除了兄弟倆以外的團員皆穿著白色連身裝。在尾隨草帽海賊團下潛海中的時候，遭遇挪威海怪的襲擊，連帶導致格列佛被海流衝至魚人島，並於島上犯下綁架人魚的惡行。後來格列佛順利抵達新世界並展開冒險，而柯列佛在內的船員一度在海軍G-5支部基地遭過頭淮將為首的海軍收押，但之後他們搶奪軍艦全員逃出，並與格列佛會合。後來格列佛本人被多雷古抓走而在和之國兔丼監獄做苦工，重获自由后跟随鲁夫越狱，戰後一同离开和之国。
格列佛（Caribou）
聲優：寺杣昌紀（日本）；孫中台（台灣）
年齡：32歲，生日：7月4日，星座：巨蟹座，血型：XF型，身高：228公分，出生地：北海，喜歡的食物：奶奶做的牛肉派。
格列佛海賊團兄弟船長之兄。外號「濕髮」格列佛（Wet-Haired Caribou）。身材高瘦、留著鬍子、不時會伸出長舌頭的绿色重圈瞳孔男子，獨特笑聲是「咳嘿嘿嘿」。懸賞金額：2億1,000萬貝里。
自然系「沼沼果實」能力者泥沼人，能將身體任何部分泥漿化。武器則是藏在體內的機關槍，以及手持的大鐮刀。兩兄弟因曾殺害海軍而聞名，性格嗜血手段兇殘，討厭被別人給欺騙，稱海軍是「偽善者」。在處刑對方的同時會對自己所信仰的神進行祈禱（因為信自己崇拜的神過度喪失自己的人性的理由）。由於「格列佛」（caribou）在英文中有馴鹿之意，因此連海賊船的船頭也是馴鹿的造型。
「頂點戰爭」發生兩年後登陸夏波帝諸島。曾被「冒牌草帽海賊團」給欺騙招入旗下，實際上是計畫在加入「草帽海賊團」後從內部大開殺戒。當海軍揭穿「冒牌草帽海賊團」的真面目後直接抓住「冒牌草帽海賊團」其他成員並將他們給活埋處刑。
在草帽海賊團下潛往魚人島時尾隨在後，還抓原屬於惡龍海賊團的海牛呣用來在海中航行。結果當格列佛欲率眾登上千陽號襲擊草帽海賊團時，呣因為認出草帽海賊團而拖著海賊船落荒而逃，使得自己在孤軍無援的情況下留在草帽海賊團里并被綁在船上。自己的船隻被魷魚（挪威海怪）用觸手絞碎，眼見自己的弟弟和船員們全軍覆沒，又發覺草帽海賊團全員遇到魷魚時卻如此沒有危機意識，為避免自己遭受池魚之殃而決定教導魯夫他們在海中戰鬥的方法，但實際上是計畫讓三大主力離開船隻，並在進入魚人島的瞬間解決草帽海賊團。在千陽號進入深海區域後趁機掙脫束縛自己的繩子，並以泥漿化的身體躲進一個木桶，卻在探出頭時不慎被佛朗基發現還被封在木桶裡。隨草帽海賊團進入魚人島後意外地被好奇的女性人魚發現和救出，卻在脫困後為了大撈一筆將女性人魚給擄走，使得草帽海賊團被誤以為是綁架人魚的犯人，之後更將腦筋動到龙宫城的白星公主的身上。
「新人鱼海贼团事件」後潛到龍宮城並盜取宮內所有財寶，繼而打消販賣人魚的念頭把人魚們釋放；卻在此時偷聽到白星就是古代兵器「海王」的秘密，遂對白星重生歪念。其後在自己正欲施展能力捕获白星之際，被魯夫、索隆、香吉士給撞見，被魯夫直接痛扁飛出龍宮城，原本從龍宮城偷來並藏在體內的所有財寶也因此掉出體外被魯夫、索隆、香吉士全數帶走。在見到從魯夫取得龍宮城財寶的BIG MOM海賊團成員波哥姆斯與蛋蛋男爵時，認為兩人為偷走自己的財寶，企圖用藏在體內的機關槍攻擊波哥姆斯反遭對方一拳打倒在地。根據自己的說法，原本想將有關白星的秘密以及龍宮城的財寶，貢獻給「某個大人」作為見面禮，但這項計畫卻因為偷來的財寶被拿走，而以失敗告終。
在魯夫等人離開魚人島後，再度綁架人魚海灣的人魚，正想滿載而歸、販賣人魚獲取暴利時，不巧被「海俠」吉貝爾給擊敗被棄置於荒廢的海軍G-5支部基地。險遭駐守基地的海軍刑求之際，柯列佛駕船趕到現場營救格列佛，與G-5支部過頭淮將交戰，之後他棄船員與柯列佛逃跑到一個荒島被當地的老婦人帶回住處休養，卻在身體復原後立即偷走對方的錢財，但不知情的老婦人還特地準備肉餅，讓自己在旅途上享用，離開途中被革命軍黨羽發現而被認為是已故的首領卡布鲁（因為長得跟革命軍首領很像），而老婦人及時現身趕跑對方幫助他脫身。儘管如此，誤以為首領回來的革命分子士氣大增導致城鎮遭鎮壓，而他發現先前救過自己的老婦人倒臥在自家住處的手邊還拿著愛孫的相片，才發現革命軍首領卡布鲁正是老婦人的已故的孫子。由此他決定扮成卡布鲁，並夥同與其再度會合的海賊團成員大鬧勞動之國，但他卻被前來鎮壓的多雷古給抓走。從扉頁連載的格列佛冒險故事可以發現他其實有著體恤老人、重視親情（因為從前祖母的教誨使兄弟倆得以感動重逢）等不為人知的一面。
和之國篇被關押在和之國兔丼監牢內，和魯夫、基德等囚犯做著相同搬運巨型石頭的苦役。不过他意外被潜入监狱的忍者雷藏从看守处取来海楼石手铐钥匙（原本是以为是鲁夫的）所救，使他得以重获自由并使用能力。接著趁着夜里与擂台上的鲁夫碰头约定成为其小弟搭把手，并請求回程的船上载他一程离开和之国而獲得允諾，之後他將自己打包的年糕小豆汤提供给鲁夫和豹五郎享用。接着暗地里告訴雷藏兔丼監獄的通訊弱點，趁著監獄因BIG MOM乱入造成的混亂的局面，讓雷藏取來囚犯們的鑰匙，而他運用果實能力吞噬母体“老大田螺”，由此切斷智能田螺通訊配合實施越獄計畫。鬼島大戰落幕後，得知了古代兵器「冥王」的存在，其後他藏身於草帽海賊團的木桶，隨著他們離開和之國。
名字取自于《格列佛游记》的主人公格列佛，形象参考自利比亚前总统卡扎菲，果实能力参考自名著西游记里黄眉怪对付孙悟空的人种袋以及圣诞节里圣诞老人装礼物的大口袋。长相相似已故的革命军首领形象参考自领导古巴革命的革命家切·格瓦拉。
柯列佛（Coribou）
聲優：福原耕平（日本）；宋克軍（台灣）
年齡：29歲，生日：5月2日，星座：金牛座，血型：XF型，身高：250公分，出生地：北海，喜歡的食物：糖。
格列佛海賊團兄弟船長之弟。外號「噴血」柯列佛（Blood-Splatterer Coribou）。懸賞金額：1億9,000萬貝里。
手持鏟子、髮形像變色龍的壯漢，因為反應遲鈍而常被格列佛罵「笨蛋」。兩兄弟因曾殺害海軍而聞名，性格嗜血手段兇殘。負責把被兄長格列佛打敗的對手實施活埋處刑。
頂點戰爭發生兩年後，現身於登陸夏波帝諸島。曾被「冒牌草帽海賊團」給欺騙招入旗下。在草帽海賊團下潛往魚人島時尾隨在後。當格列佛率眾登上千陽號襲擊草帽海賊團時，拖船的呣因為認出草帽海賊團而拖著海賊船落荒而逃，使得自己和其他手下無法進入千陽號。後來船隻後來被魷魚用觸手給絞碎，和船員們全軍覆沒浮回水面。
其後重整旗鼓的柯列佛再度率領船員前往魚人島，接應兄長格列佛。發現兄長被帶離魚人島後，轉而抵達海軍的海軍G-5支部拯救兄長格列佛，不幸敗給過頭淮將，除了格列佛趁機搭船逃跑、其餘人員全部被抓，但之後他們又逃了出來，並和格列佛會合，但不久後格列佛被抓至和之國而再度分離。
名字取自于小说格列佛游记里的主角格列佛的拟音。

### 唐吉訶德海賊團
又稱「唐吉訶德家族」，由唐吉訶德·多佛朗明哥所帶領的海賊團，海賊船名為「努曼西亞·佛朗明哥號」，船頭是一隻巨大戴太陽眼鏡的火烈鸟。唐吉訶德·多佛朗明哥擔任七武海前，海賊團全員懸賞金為8億1300萬，根據地是位於新世界的多雷斯羅薩，16年前據點為北方藍周遭「蜘蛛英哩」。主要從事在地下社會從事毒品、人口買賣、兜售大量殺戮武器等不法勾當，以及向四皇之一的「百獸」海道販賣人造惡魔果實的交易。底下擁有多達2,000名部下，其服裝共同特徵為有斑點的吊带工作褲。
唐吉訶德·多佛朗明哥（Donquixote Doflamingo）
聲優：田中秀幸（日本）；宋克軍→孫中台（台灣）；李家傑（香港）
外號「天夜叉」，前任「王下七武海」，地下世界外號「JOKER」，唐吉訶德海賊團船長兼前任多雷斯羅薩王國國王，懸賞金額：3億4,000萬貝里（成為七武海前→恢復懸賞被逮捕）。

### 巴其宅急便
巴其宅急便（Buggy's Delivery，漢化譯名：巴其速遞）由「千兩道化」巴其成為王下七武海後所建立的海賊派遣公司（Pirate Dispatch Organization），專門做海賊傭兵的生意，根據地在「新世界」卡萊·巴厘島（Karai Bari Island）的巴其街（Buggy Town），以类似马戏团大敞篷布幕驻扎当地。
「艾爾帕布」新世代戰士哈爾汀率領的新巨兵海賊團曾為該公司的S級傭兵兼頭牌，現已辭職加入草帽海賊團旗下。
之後王下七武海被廢除之際，該組織由「CROSS GUILD」吸收。

### 衛伯一行人
艾德華·衛伯（Edward Weevil，艾德華·威布爾）
聲優：鹽屋浩三（日本）；符爽（台灣）
年齡：35歲，生日：12月10日，身高：680公分，星座：射手座，血型：S型，出身地：偉大的航路，喜歡的食物：老媽做的魚子醬飯糰，霸氣：見聞色、武裝色。
在第二部的劇情中曾任「王下七武海」之一，自稱「白鬍子二世」（Whitebeard Jr.），懸賞金額：4億8,000萬貝里（成為七武海前→恢復懸賞）。
身材魁梧、體態肥胖，上半身很多肉，但雙腳細長，使用和「白鬍子」類似的大刀。自稱是白鬍子的親生兒子，並被黃猿形容為單論力量就像是年輕時的白鬍子一樣。個性魯莽直接，較沒有主見，對母親的話言聽計從。
疑似是九年前重創「黑腕」捷風及其學生的海賊。在頂點戰爭後的兩年間成為七武海，其母Miss·芭晴帶著他狩猎白鬍子海賊團餘黨，已经擊敗十六個白鬍子旗下海賊團的船長。世界會議過後因王下七武海制度已被廢除，在新世界某岛与母亲一起遭到海軍包围追捕，并听从母亲吩咐欲收拾眼前的海軍，後一度擊退海軍的追捕，但因白鬍子的故鄉「斯芬克斯」作為非加盟國遭海軍趁隙劫掠，促使他介入抵抗海軍，結果被上將綠牛逮捕。
名字取自于发现磁通量的德国物理学家威廉·爱德华·韦伯或歌剧魔弹射手的德国作曲者卡尔·马利亚·冯·韦伯。
芭晴女士（Miss Bakkin，Miss·芭晴）
聲優：鈴木黎子〈老年〉、金月真美〈青年〉（日本）；許淑嬪〈老年〉、詹雅菁〈青年〉（台灣）
年齡：76歲，生日：4月12日，身高：68公分，星座：牡羊座，血型：S型，出身地：偉大的航路，喜歡的食物：酪梨冰淇淋。
艾德華·衛伯的母親。性格囂張跋扈，野心勃勃，是一個極其愛重財富的人，經常以愛作為藉口利用威布爾為她做事。
原名「白金漢·絲媞希」（Buckingham Stussy，芭金戈姆·斯圖西），前洛克斯海賊團成員。在洛克斯海賊團覆滅後，加入「MADS」成為食客，並自稱科學家，期間製造了複製體「絲媞希」，後來該複製體潛入世界政府，成為了「CP0」諜報員「面具殺手」，在地下社會界以「歡樂街女王」聞名。
她在將近四十年前當海賊時曾與「白鬍子」艾德華·紐蓋特同船。在頂點之戰後的兩年間自稱「白鬍子的愛人」，逕自認定白鬍子留有巨大的遺產，因此帶著其子四处狩猎白鬍子海賊團餘黨。
姓氏「白金漢」取自白金漢宮（Buckingham）；名字「絲媞希」取自美國潮流品牌Stussy。

## 魚人島的海賊團

### 太陽海賊團
太陽海賊團（Sun Pirates）由魚人探險家費雪·泰格成立的海賊團，海賊船名為「白星笛鯛號 」（Snapper Head），成員多為人魚和魚人（但在航行期間曾經收留唯一的人類奴隸小女孩可亞拉），多數團員會在自己的身上烙印紅色的太陽標誌。在費雪·泰格死後，大多數的成員離開海賊團自立門戶，大致上分為以吉貝爾為首的鴿派和以惡龍為首的鷹派（即惡龍海賊團）。
在第二任船長「海俠」吉貝爾取得王下七武海身份後，與白鬍子海賊團十分友好，直到白鬍子戰死後，再加上吉貝爾辭去王下七武海，魚人島以提供甜點為條件換取BIG MOM海賊團名義上的保護，同時太陽海賊團透過聯姻加入BIG MOM旗下。在圓蛋糕島篇，全團正式退出BIG MOM旗下。
費雪·泰格（Fisher Tiger）
聲優：石井康嗣（日本）；符爽（台灣）
種族：鯛魚魚人，年齡：享年48歲，生日：11月5日，身高：520公分，星座：天蠍座，血型：S型RH-，出身地：龍宮王國魚人街，喜歡的食物：鯛魚燒。
太陽海賊團第一任船長，魚人探險家。懸賞金額：2億3,000萬貝里。被稱為「解放奴隸的英雄」。
第2部劇情的15年前，繫著頭巾，留著濃密卷髮，蓄著落腮鬍，上唇留著少許鬍渣，代表「太陽海賊團」的太陽標誌位於胸口正中央。受到部下與魚人街居民的憬仰，被尊稱為「泰格大哥」，吉貝爾稱呼「泰大哥」，惡龍則稱呼「大大哥」。出身魚人街，曾環遊世界旅行的冒險家。以自身武力統治在市井流氓聚集的魚人街。
與乙姬王妃同為想改變魚人島歷史的兩大核心人物。他主張太陽海賊團代表著「自由」與「解放」，因此他非常堅持團員不能在任何打鬥殺害任何人，否則只會讓魚人族變成人類復仇的目標。雖然和龍宮王國乙姬王妃的行動方式不同，但也認同她的努力方向。但實際上，泰格本身也曾是天龍人的奴隸之一，他曾在一次旅行當中被人類抓住而成為奴隸，好不容易逃走的的他卻又不忍心丟下那些有著跟他相同處境的奴隸們，於是在16年前，他徒手攀爬紅土大陸到達聖地馬力喬亞，襲擊天龍人並從他們手中解放被抓作奴隸的魚人同胞。雖然泰格非常討厭人類，但在他拯救同胞時，也一併把所有種族的奴隸解放，當中包括年輕的波雅·漢考克三姊妹，被全世界原本是奴隸的人們敬頌為英雄。受世界政府追捕的他，和有同樣理念的夥伴們組成「太陽海賊團」，並讓所有團員都紋上由「天龍人烙印」改裝成的太陽標記，使同胞不再留下天龍人的恥辱，但受到那起事件的影響，魚人島也無法出席世界會議。
在送奴隸小女孩可亞拉回福爾夏特島時，被埋伏在島上的海軍開槍射傷，卻拒絕讓船醫用人類的血液為他輸血，最後泰格感嘆真正能實踐「魚人族與人類共存」理想的人，是像可亞拉那樣沒被灌輸種族思想的世代，要求太陽海賊團的團員不得將對人類的憤怒與仇恨告訴魚人島居民，便因為失血過多傷重身亡。魚人島也因為他的死訊，從此制訂「人魚和魚人不得捐血給人類」的法律。
費雪·泰格名字倒過來的唸法是虎魚（Tiger Fish），實際上他的名字後段（タイ）是日文「鯛」之意，小八過去常稱泰格為「鯛魚的老大」（タイのお頭）。
吉貝爾
太陽海賊團第二任船長，於費雪·泰格死後繼任。被稱為『海俠』吉貝爾，前任「王下七武海」，現為草帽海賊團掌舵手。
阿拉丁（Aladdin）
聲優：長嶝高士（日本）；孫中台〈第541～547、858～877話〉／符爽〈第785～829話〉（台灣）
種族：多鬚鼬魚人魚，年齡：46歳，生日：生日1月31日，身高：627公分，星座：水瓶座，血型：XF型，出身地：龍宮王國魚人街，喜歡的食物：西瓜。
太陽海賊團第三任船長暨船醫，四皇「BIG MOM」第21個女兒普萊麗芮的夫婿，萬國篇時原為太陽海賊團副船長，因吉貝爾加入「草帽海賊團」後而繼任為船長。
有著一口利牙，綁著衝天馬尾，左臂有「1TC」字樣刺青的長鬍鬚男子。身穿太陽海賊團標誌的長背心，代表「太陽海賊團」的太陽標誌位於左邊腹部，使用武器为三叉戟，惡龍都以「阿拉丁老兄」（アラディンのアニィ）來稱呼他。
本性不喜爭鬥，比起海賊更適合當一名醫生，因此和吉貝爾非常合得來。只不過他身為海賊的戰鬥及指揮能力也很突出，冷靜沈穩的判斷力和大膽的決策力曾經數次化解了一行人的危險方。與妻子雖是政治聯姻，夫妻關係卻很融洽。
原海王軍士兵，過去曾經也是天龍人的奴隸之一，因此對於曾經被天龍人當做奴隸的小女孩可亞拉受到的心靈創傷感同身受。他顧慮到泰格的血型非常稀有，在泰格命危之際準備人類的血液為泰格輸血，被泰格拒絕。在泰格身故、吉貝爾接受七武海後離開太陽海賊團，回到魚人島生活。因為身為醫生的使命感，使他甚至願意優先治療將自己抓去當奴隸的天龍人；他在10年前的魚人島上，曾經救過垂死的繆斯卡爾特聖，就算對方是人類，也會以醫生的角度冷靜地關心對方，不帶任何敵意。龍宮王國的乙姬王妃遭暗殺身亡後，阿拉丁與吉貝爾也出席了乙姬王妃的喪禮。
當吉貝爾加入BIG MOM旗下時，於BIG MOM領土上生活，擔負偵查工作。當吉貝爾表態要退出海賊團，加入魯夫等人時，和其餘團員表態支持吉貝爾的決定。婚禮開始前率領太陽海賊團離開托特蘭，其後率領太陽海賊團全員幫助魯夫與吉貝爾等人對抗「BIG MOM」海賊團的追擊。
名字由來取自童話故事阿拉丁的主人翁，形象参考自童话故事阿拉丁里的神灯精灵。
夏洛特·普萊麗芮（Charlotte Praline，普拉琳涅）
聲優：橘U子（日本）；詹雅菁（台灣）
種族：混血雙髻鯊人魚，年齡：29歲，生日：7月22日，身高：800公分，星座：巨蟹座，血型：S型RH陰性，出身地：偉大的航路「萬國」，喜歡的食物：蛤蜊湯。
「夏洛特」家族的第21個女兒（第47個子女），與普莉姆為雙胞胎，親生父親為BIG MOM第22任丈夫。萬國裡掌管獨一無二島幻想鎮的「設計大臣」。
頭髮梳成雙髻鯊造型的髮髻，身穿藍色玫瑰滾邊上衣，臉上有雀斑，體型比丈夫還高大，也是身高最接近「BIG MOM」的子女。擁有能和海蛞蝓溝通以及用歌唱魅惑牠們的特殊能力。個性自由開放，獨特笑聲是「鯊鯊鯊」，與太陽海賊團的副船長阿拉丁為夫妻，被太陽海賊團成員稱為「大姐」，和阿拉丁感情甚篤。
獲知吉貝爾想退出「BIG MOM」旗下後，她表示就算「BIG MOM」生氣，自己還是會追隨阿拉丁，但同時也告知吉貝爾等人過去想從「BIG MOM」旗下退出的人全都沒能活著。受吉貝爾委託和太陽海賊團成員們看護受傷的波哥姆斯，阻止波哥姆斯通報「BIG MOM」攸關培基謀反一事，偕同太陽海賊團於婚禮開始前離開萬國。
之後返回萬國海域用歌聲誘惑周遭所有地盤海蛞蝓離開監視崗位，幫助草帽海賊團逃離「BIG MOM」的監視與追擊，跟著太陽海賊團出面迎擊「BIG MOM」的旗下追兵。
名字來源取自法文的比利時果仁糖。人物設計來自賽蓮。
大入道錦津見（Onyudo Wadatsumi）
聲優：宮田幸季（日本）；錢欣郁〈第525～566話〉→許淑嬪〈第790～876話〉（台灣）
種族：班虎河豚魚人，年齡：25歳，生日：2月9日，身高：8,000公分，星座：水瓶座，血型：F型，出身地：魚人島，喜歡的食物：棒棒糖。
班塔·戴肯九世的手下→太陽海賊團成員。外型像海坊主，身型極為巨大，遠大於一般的巨人族。香吉士曾用「死大饅頭」來稱呼他。由於自身的魚種特性，他可以藉著吸入空氣，讓自己的體型跟著變大。然而在吸入過多空氣的情況下，只要說話速度稍微變慢，就會讓空氣外洩並變回原樣。
在草帽海賊團來到深海區並險遭巨大鮟鱇魚攻擊時，為了鮟鱇魚沒拿到寶藏而出手教訓牠，後來為了掠奪寶藏對草帽海賊團出手，但被打敗。在魚人島時，受班塔·戴肯九世命令，攻擊白星公主與魯夫，反被魯夫用「橡膠JET槍」打斷門牙，之後在魚協和廣場被荷帝強迫服下兇藥並擊敗大海怪，與香吉士和吉貝爾展開決戰，因為被香吉士嫌體型跟大海怪相比還不夠看，吸入空氣將自己的體型巨大化，反而讓新魚人海賊團的多數成員跟著遭殃，最後被吉貝爾和香吉士聯手圍攻而敗。事件落幕後，因為體型太過於巨大，沒有容得下的牢房，海王軍就拜託大海怪把他帶去更遙遠的海域，同時終生不得入境魚人島。
後來在《吉貝爾的海俠孤流》中重新登場，遭驅逐出境的他被大海怪放生於新世界某地方的海域，由於附近城鎮有著祭拜海神的儀式，如同恐怖三桅帆船篇當中所提到的，人們會把酒放入木桶中並讓木桶漂流在海上祈福，並在上面寫著「海神御寶前」，剛好這些木桶被大入道海神撿到。海神以為這些酒是要給他的，因此興高采烈地喝了這些酒。性格單純的綿津見為了回報贈酒的恩情，剛好附近有一些沉入海底的建築物，綿津見就將這些房子丟到城鎮的港口作為回報。但是沒想到這些房子是附近海獸的家，因此引發了海獸的憤怒，海獸們以為人類奪走了牠們的家感到憤怒而去騷擾港口，而鎮上的人類也對這些房子感到困擾。不久吉貝爾因為看了報紙，發現海獸的暴動事件而前來處理（該份報紙另一面則為多佛朗明哥退出七武海，以及最惡世代海賊聯盟的報導）。
瞭解事情的前因後果之後，吉貝爾斥責了他，在一番擾嚷之後，和吉貝爾平息了海獸和鎮民的憤怒。吉貝爾準備繼續踏上旅程，他也表明意願想與吉貝爾同行，吉貝爾答應請求，遂與魷魚一同前往「BIG MOM」所在地，並加入太陽海賊團。
萬國篇當中，與太陽海賊團一同保護千陽號，甚至把千陽號藏在自己嘴裡，盡可能逃離BIG MOM艦隊的追殺，理由是為了回報吉貝爾的恩情，以及補償在魚人島上和草帽海賊團為敵的過錯。
「大入道」為日本古代妖怪「大禿頭」，「綿津見」則是日本神話中的海神。
| 大入道海神的招式  | 簡介                                                                                   |
| ----------------- | -------------------------------------------------------------------------------------- |
| 威嚇·超級入道（メガ入道） | 藉由吸進大量的空氣來讓身體膨脹用來壓扁地面上的對手，但若是說話吸進去的空氣就會漏出來。 |
惡龍一夥
東方藍的惡龍一夥，成員包括惡龍、小八、克羅歐比、啾。
馬可羅一夥
成員為馬可羅、賈羅、淡水，後來當了人口販子。

### 馬可羅一家
馬可羅一家（Macro Pirates），馬可羅一家過去為太陽海賊團的成員，夏波帝諸島篇初登場時為人口販子，為飛魚騎士團工作。
馬可羅（Macro）
聲優：長嶝高士（日本）；宋克軍〈第386～388話〉→符爽〈第541～545話〉（台灣）
種族：吞鰻魚人，生日：9月6日，星座：處女座，出身地：魚人島。
由兩條粗壯的手臂，手臂上有船錨刺青。通常穿著開膛服裝，露出項鍊。胸口有太陽海賊團的刺青。比小八略高。在太陽海賊團中，扮演著思考型的角色。而雖然曾為反對奴隸的太陽海賊團一員，後來卻以綁架人魚和魚人專賣維生。雖說如此，馬可羅也不完全是殘暴的人：在身為太陽海賊團船員時，他和可亞拉十分親近，送她回鄉後還十分想念她。小時候在孤兒聚集的魚人街長大，當時就以卑鄙聞名。
在海底散步時遇到了故友小八。看見小八身旁的海咪，馬上拿出藏寶圖和小八交易。小八為了傳說中的醬料答應了交易，不知馬可羅的真正意圖是要把海咪拿去賣。小八跟著藏寶圖所示，發現那裡只有一隻大烏賊。覺得自己受騙，於是折返把他們打了一頓。後來，馬可羅和飛魚騎士團結盟，找到了小八並打了他一頓，並以他來引誘海咪，馬可羅打算把兩人都當成奴隸高價賣出。馬可羅得知海咪找來了草帽海賊團，馬上通知迪巴魯，不過魯夫救了海咪，並解放了小八，飛魚騎士團和草帽海賊團戰鬥中，小八又再一次把他打飛。
賈羅（Gyaro）
聲優：織田優成（日本）；符爽（台灣）
種族：龍睛（凸眼金魚）魚人，出身地：魚人島。
馬可羅的同夥。
淡水（Tansui）
聲優：川津泰彥（日本）；孫中台（台灣）
種族：龍魚魚人，出身地：魚人島。
馬可羅的同夥。

### 新魚人海賊團
新魚人海賊團，全員都是在魚人街長大的孩子，視惡龍為他們所崇拜的偶像，身上除了「惡龍一夥」的刺青，還在象徵魚人海賊團太陽標誌裡加入人頭落地的禁標刺青（團內代表刺青）。幹部以下的成員通常都會在魚人島入口阻擋來到此地的海賊，並威脅其納入「新魚人海賊團」旗下，不服從者則會被他們連人帶船打沉，成員總共有十萬人以上。
最後首領荷帝和其他幹部都被關入龍宮城的監獄塔內，旗下俘虜的人類海賊因荷帝敗北而得以重獲自由，至於剩下的魚人成員則獲得尼普頓的寬赦在龍宮城擔任士兵以將功贖罪。
荷帝·瓊斯（Hody Jones）
聲優：中田讓治、遠近孝一〈幼年〉（日本）；符爽、許淑嬪〈幼年〉（台灣）
種族：大白鯊魚人，年齡：30歳，生日：4月14日，身高：331公分，星座：牡羊座，血型：F型，出身地：龍宮王國魚人街，喜歡的食物：海獸的肉。
新魚人海賊團船長。黑髮，頭戴畫有三叉戟圖案的扁帽，頸部圍著狼皮圍巾，左手臂有大範圍的刺青（包含「惡龍一夥」的刺青），代表刺青在右下腹，左上腹部有條傷疤，獨特笑聲是「賈哈哈哈」，武器是把可以安裝在背上的背鰭刀「切鮫」。初登場便與幹部殲滅「蟹手」甲羅的海賊團，身上會攜帶兇藥E.S強化自己的力量，擁有銳利的牙齒可以在雙手銬著手銬的情況下輕易擊倒敵人，讓手下四處強逼來到魚人島的人類海賊投身自己麾下。
魚人島的流氓們居住的「魚人街」原統治者。本人其實從來沒受到人類直接的迫害，其單純只是聚集先人們的仇恨亦可稱之為魚人族黑暗的存在。在惡龍一夥被擊潰後自稱繼承他們的意志視人類的性命如草芥，但他的性格卻跟愛護同胞的惡龍完全相反，甚至比惡龍更加極端且冷血無情，為達目的不擇手段，對於和人類親近的魚人族（例如做出對受傷的人類捐血的行為），會毫不猶豫的將他們除掉，甚至在遭到攻擊時還會拿自己的部下當擋箭牌。小八甚至還形容他是在魚人族的憎恨與憤怒之中成長的人，對小八違背惡龍的理念和視魯夫等人為朋友的事情感到很不滿。
生於最混亂的大海賊時代初期，童年常目睹人類任意摧殘虐待他們魚人族更受到憎恨人類的魚人街居民影響，加上對費雪·泰格死於人類自私的行為懷有恨意，成了絕對的種族主義者，因而發展出毫無內涵的復仇心。曾是龍宮王國相當出色的士兵為了成為自己所崇拜的惡龍的左右手，藉由成為龍宮城的士兵不斷提升自己的實力，但這份夢想始終沒有實現。在乙姬王妃遭人類海賊暗殺身亡時，不顧吉貝爾的勸阻當著魚人島民眾面前宣稱人類殺害乙姬王妃一事，令魚人島上許多魚人和人魚對人類徹底絕望。實際上是第二部劇情的十年前從龍宮城盜取封藏在玉手匣內的兇藥，在魚協和廣場開槍暗殺乙姬王妃的真兇，並將殺害乙姬王妃的罪名扣到僱用來焚燒乙姬王妃收集的簽名的人類海賊身上。因為目睹6歲的白星擁有召喚海王類的能力而相當懼怕並與班塔·戴肯九世海賊團聯手，藉由利用愛慕白星的班塔·戴肯九世來剷除這個阻礙。計畫奪下龍宮王國後再利用乙姬王妃十年前得到的天龍人書信參與今年的世界會議，將來參加世界會議的國王等人全部血祭。
意圖從龍宮國王手中爭奪魚人島的主權以出席「世界會議」虐殺各國王族。讓戴肯用靶靶果實的能力將帳下人類海賊扔入龍宮城用恢復自由當條件強迫他們去打開城門，並率領部下們闖入了龍宮王國，將大量的海水引入龍宮城，其後和挺身憋氣的索隆在水裡展開決戰，被索隆一擊砍中腹部，後在部下的幫助下服用兇藥，輕鬆逮住了打算逃出龍宮城尼普頓和氣量不足的索隆等人。還利用影像電話蟲宣揚新魚人海賊團即將統治魚人島並處決尼普頓一事，將尼普頓押到魚協和廣場準備處刑，但受到兇藥的負作用影響導致身體產生異變，連頭髮也因此變白，被魯夫以武裝色霸氣不斷重創仍站的起來，在發現戴肯九世背叛他之後為了讓戴肯九世的狙擊能力失效，好讓「諾亞」能夠順利的摧毀魚人島，隨即跳上「諾亞」刺殺戴肯，和魯夫展開激烈決戰，並以利牙重創魯夫的肩膀，被魯夫用「橡膠火拳槍」與「橡膠象槍」擊敗。最後與戴肯九世和其他幹部被海王軍給收押並關入監獄塔內，接著受到兇藥的副作用影響而瞬間衰老。形象参考自一代流行音乐之王迈克尔·杰克逊。

傑歐（Zeo）
聲優：淺沼晉太郎（日本）；宋克軍、許淑嬪〈幼年〉（台灣）
種族：鬚鮫魚人，年齡：30歲，生日：11月11日，身高：325公分，星座：天蠍座，血型：X型，出身地：龍宮王國魚人街，喜歡的食物：蒲燒鰻魚。
新魚人海賊團幹部。荷帝的兒時玩伴之一，船長不在時，常負責領導的位置。自稱魚人街的貴族（魚人街の貴族）。身上有許多黑白條紋，代表刺青在右腿，除此之外胸口有一個「02」圖樣的刺青。持有武器是萬力鎖（一種兩端綁著鎚的鐵鍊），自尊心很強，自稱「魚人街的貴族」自己受傷或遭人踐踏而過都會裝成什麼都沒發生過，甚至還會刻意編造藉口掩飾自己出糗的行為。
因為自身的魚種特性，他能將自己的體色與週遭環境合而為一。負責將E.S（兇藥）開發並且大量量產。在瑪林購物中心威脅當地居民對乙姬王妃的遺像踏畫，將自己隱身在環境之中，結果被想要打蟲子的新魚人海賊團成員打著正著。在魚協和廣場與海王星三兄弟展開激戰還服下兇藥，秒殺三王子之一的鯊星。趁著娜美對抗新魚人海賊團成員時抓住她的腳，使她無法動彈，反被趕來救援娜美的布魯克踩個正著，但因為擁有有強大的自尊心似乎不想承認被踩到一事，還執意說是自己用鐵頭功衝撞布魯克的腳，與布魯克展開激烈決戰，後來布魯克刺中他時，也因為自尊心而瞎掰說是用自己的身體讓劍碎掉，被布魯克以「哼歌·吹雪斬」擊敗。最後與荷帝被海王軍給收押，受到兇藥的副作用影響而瞬間衰老，但傑歐仍堅稱自己是故意變老。
名字「傑歐」（セオ）是「日本鬚鯊」（オオセ）倒過來的唸法。

達摩（Daruma）
聲優：菅沼久義（日本）；符爽、詹雅菁〈幼年〉（台灣）
種族：雪茄鯊魚人，年齡：30歲，生日：7月8日，身高：122公分，星座：巨蟹座，血型：F型，出身地：龍宮王國魚人街，喜歡的食物：巨大魚的骨頭。
新魚人海賊團幹部。荷帝的兒時玩伴之一，頭戴東方古戰士的頭盔，是所有幹部中體型最小的，代表刺青在右臂，獨特笑聲是「磯哈哈」，口頭禪是「把他們的肉咬碎吃掉」。因為自身魚種的特性，有著牙癢就會亂咬東西的習慣，喜歡的食物是巨魚骨頭，雙顎的咬合力道甚至連甜品加工廠的牆壁都能輕易破壞。
在甜品加工廠威脅當地居民對乙姬王妃的遺像踏畫，破壞甜品加工廠後鑽出一條地道前往魚協和廣場，與海王星三兄弟展開激戰還服下兇藥。在打算挖洞製造陷阱時被「角強化」的喬巴的阻攔，甚至還因為喬巴角強化型態的外貌，把喬巴當成「珊瑚妖怪」，之後在鑽出地洞的瞬間被騙人布釋放的POP GREEN「必殺綠星·骷髏爆炸草」給炸傷，轉而和騙人布展開激烈決戰，卻因一時大意誤觸騙人布的陷阱，被騙人布以「必殺綠星·衝擊狼草」擊敗。最後與荷帝被海王軍給收押，受到兇藥的副作用影響而瞬間衰老。名字取自于僧人达摩。

托斯（Dosun）
聲優：吉水孝宏（日本）；孫中台、詹雅菁〈幼年〉（台灣）
種族：槌頭鯊魚人，年齡：30歳，生日：10月9日，身高：418公分，星座：天秤座，血型：S型，出生地：龍宮王國魚人街，喜歡的食物：太平洋玉筋魚。
新魚人海賊團幹部。荷帝的兒時玩伴之一，長髮，武器為戰鎚，代表刺青在左臂，說話時語尾會加上「托斯」。當兇藥的效果消退，導致P槽降到低點時，語氣變成軟弱無力的「空斯」，服兇藥則恢復平常狀態，語尾甚至超越「托斯」變成最高等級的「茲剛」。
在水車鎮威脅當地居民對乙姬王妃的遺像踏畫被憤怒的鯊星揍一拳，加上被當地居民俘擄結果心靈受創讓P槽降到「空斯」等級，被身邊的小弟們偷偷餵食兇藥後大肆破壞水車鎮。在魚協和廣場與海王星三兄弟展開激戰還服下兇藥。企圖阻擋魯夫不成反被索隆直接撂倒。企圖偷襲毫無防備的騙人布時被喬巴用「角砲11」阻擋，後轉而和喬巴展開激烈決戰，被巨大化型態的喬巴以「刻蹄·椰子」擊敗。最後與荷帝被海王軍給收押，受到兇藥的副作用影響而瞬間衰老。
名字「托斯」為日本敲打東西時的狀聲詞。

伊卡洛斯·穆希（Ikarosu Muhhi）
聲優：平井啟二（日本）；孫中台、詹雅菁〈幼年〉（台灣）
種族：大王魷魚魚人，年齡：30歳，生日：1月13日，身高：499公分，星座：魔羯座，血型：XF型，出生地：龍宮王國魚人街，喜歡的食物：芥末魷魚。
新魚人海賊團幹部。荷帝的兒時玩伴之一，頭戴賽車手頭盔的長鬍子男，代表刺青在右肩，獨特笑聲是「鳴希！」，憤怒戰鬥時的叫聲則是「烏賊」，兩臂和下腹有一枚包在括號中央的刺青。武器為八支紅櫻槍「花枝矛」，被槍刺中的對象，會吸乾身上所有的水分，吸水份的槍則變成烏賊，對於全身剩骨架的對象（例如布魯克）完全起不了作用。自己的大王烏賊親戚因為過於接近太陽被曬成魷魚乾，從此開始怕火，連聽到「魷魚」的時候也會認為是很不吉利的字。
在裘巴利HILLS威脅當地居民對乙姬王妃的遺像踏畫。在魚協和廣場與海王星三兄弟展開激戰還服下兇藥。企圖阻擋魯夫不成反被香吉士踢倒在地吐血。之後趁傑歐抓住娜美時趁機用「花枝矛」攻擊她，卻刺到前來救援娜美的布魯克，轉而和駕駛佛朗基將軍的佛朗基展開激烈決戰被佛朗基以「佛朗基激光束」擊敗。最後與荷帝被海王軍給收押，受到兇藥的副作用影響而瞬間衰老。
名字由來為希臘神話中的人物伊卡洛斯，名字前段伊卡（イカ）則是日文的「烏賊」之意。

藍藏（Hyouzou）
聲優：坂口哲夫（日本）；孫中台（台灣）
種族：毒種藍紋章魚人魚，年齡：39歲，生日：4月18日，身高：327公分，星座：牡羊座，血型：X型，出生地：龍宮王國魚人街，喜歡的食物：酒、下酒菜、宿醉時喝的蜆湯。
新魚人海賊團殺手（受僱用的傭兵，不屬於特定勢力）。同時也是小八曾經提及的「魚人島第一劍士」。手持丸子串與一個酒壺，外表像個醉漢的劍士，似乎把金錢看的比任何事物都來的重要，和小八是舊識，兩人從小在同一間道場學習劍術也交手過無數次並且打贏小八，感嘆惡龍在脫離「太陽海賊團」時因為不肯花錢僱用他，所以才只能帶走像小八這種程度的劍士。為十分出名的「醉鬼斬人魔」，喝醉酒的時候甚至會不分敵我發動攻擊。
哈莫特與另一名同夥被魯夫以「橡膠JET槍」擊倒時，只有他抵擋住攻擊，並以有劇毒的身體刺傷魯夫（但因為魯夫兩年前與麥哲倫的戰鬥使身體產生抗體而沒有大礙），這也使魯夫認為他的實力不容小視，事後將被打暈的哈莫特等人帶離現場。在新魚人海賊團發動叛亂後，協助在魚民文化會館威脅當地居民對乙姬王妃的遺像踏畫工作。在魚協和廣場與海王星三兄弟展開激戰，還一邊飲酒一邊服下兇藥企圖襲擊羅賓反被索隆擋下，激起索隆興趣，結果所有的刀都被索隆砍斷後想用毒來攻擊索隆，被索隆使用三刀流「煉獄鬼斬」擊敗，索隆嘲諷他是一隻「青蛙」（井底之蛙）。最後與荷帝被海王軍給收押，受到兇藥的副作用影響而瞬間衰老。

哈莫特（Hammond）
聲優：千葉一伸（日本）；宋克軍（台灣）
種族：海鰻魚人，生日7月17日，星座：巨蟹座，出生地：龍宮王國魚人街。
新魚人海賊團戰鬥員，獨特笑聲是「哈莫哈莫哈莫」，穿著打扮像流氓，特徵是微翹的捲髮，下巴有一小撮鬍子，代表刺青在右下腹，左頸則有「惡龍一夥」的刺青。
要求進入魚人島的草帽海賊團納入他們的旗下，結果被魯夫拒絕。而後在人魚海灣和卡沙柯巴要用魚網困住魯夫等人，反被魯夫用「橡膠JET槍」擊倒，由藍藏救走兩人。後負傷騎乘「奴隸坦克」（用人類海賊拉車）來到魚協和廣場戰鬥，目睹一切的羅賓對自己的作為感到很不齒，吉貝爾並說不希望效仿天龍人的殘劣行為，請求羅賓解救人類海賊之後與羅賓展開戰鬥，並被羅賓使用「花開肢體術·W·背摔」擊敗。
名字前半為日文「海鰻」之意。
卡沙柯巴（石狗公）
聲優：藤本隆宏（日本）；符爽（台灣）
新魚人海賊團戰鬥員。石狗公魚人，武器為刺槍。與哈莫特被魯夫用「橡膠JET槍」擊倒，後沒有再登場。
名字於動畫版公布。
努魯（Nuru）
聲優：鈴木勝美（日本）；孫中台（台灣）
動畫原創，新魚人海賊團戰鬥員。額頭上有一個燈泡的琵琶魚魚人。是一名劍士，被索隆擊敗後被藍藏斬殺。
魷魚（Surume）
種族：大海怪，年齡120歳，生日：6月9日，全長：30000cm，星座：雙子座，血型：S型，出身地：北方藍北極，喜歡的食物：螃蟹。
棲息於北極，被稱為大海怪的傳說種族。原「新魚人海賊團」的奴隸。橫渡海洋的海賊天敵，僅僅一隻觸手就能輕易打翻巨大船隻，活用天生軟體，以觸手打出強力攻擊。擁有極強的復甦能力，觸手被索隆砍斷、香吉士炙燒，還是能立刻長出新觸手，更不會因疼痛感而退縮。由荷帝到北方藍帶回的海底怪物，魯夫初次見到牠的時候，便決定將牠馴服作為寵物，由魯夫、索隆、香吉士聯手擊敗後，魯夫正式馴服了牠，還替牠取了名字「魷魚」。當班塔·戴肯海賊團命海神攻擊千陽號時，魷魚除了護送魯夫、索隆、香吉士回到千陽號，出手教訓了海神之外，還接受指揮保護千陽號。後來遇上海底火山爆發急著逃走，反被火山爆發挾帶的落岩擊昏。在抵達魚人島後遇到「新魚人海賊團」的哈莫特等人，因為得知自己幫助人類的事被發現而嚇得立刻將千陽號放下逃跑。在魚人島事件中守在魚協和廣場，不讓任何人妨礙「新魚人海賊團」對尼普頓執行死刑，卻因為魯夫一句「你曾經當過我們的寵物，是我們的朋友」，答應讓魯夫騎在牠的身上，轉而協助魯夫等人對抗新魚人海賊團。受到荷帝以牠生長於北方藍的兄弟的性命作要脅，而勒緊白星的時候，魯夫允諾會連牠的兄弟也一起保護才就此罷手，後來被服下兇藥的大入道海神擊敗，事件落幕後帶著大入道海神離開魚人島，前往更遙遠的海域。
形象参考自北欧神话里诸神黄昏的北海巨妖克拉肯和大王酸浆鱿。

### 飛行海賊團
飛行海賊團航行在魚人島周圍深海處的海賊團。船名為「The Flying Dutchman」（即《神鬼奇航》中的「幽冥飛船」），海賊旗的標誌為雙刀交叉的骷髏頭，船頭是顆長著尖牙的骷髏頭，船身已多處腐朽。
班塔·戴肯（Vander Decken）
「飛行海賊團 」的初代船長，班塔·戴肯九世的祖先，傳說中在數百年前某個暴風雨的夜晚因為精神錯亂，不但將身邊所有船員都推下大海還大膽的對著神吐口水，自己的囂張行徑因為冒犯眾神而被詛咒，要一邊承受無止境的拷問一邊徬煌於大海之中，成為統治著深海的海賊團。從初代開始，班塔·戴肯為了找尋傳說中能夠控制海王類的人魚公主而前往深海，在抵達魚人島後沒多久就過世，現任「飛行海賊團」的船長則是他的子孫。名字由來取自飛翔的荷蘭人的船長亨德里克·范德戴肯（Hendrik van der Decken）。
班塔·戴肯九世（Vander Decken IX）
聲優：高木涉（日本）；孫中台（台灣）
種族：寬紋虎鯊魚人，年齡：35歳，生日：8月22日，身高：352公分，星座：獅子座，血型：XF型，出身地：魚人島近海，喜歡的食物：烤海螺。
「飛行海賊團 」的現任船長，初代班塔·戴肯的子孫，頭戴小禮帽，翹頭髮且蓄有鬍鬚，身上掛著多串項鍊，有4隻腳，笑聲是「吧呵呵呵」，口頭禪是「應該是吧」（のハズだ）。過去曾被惡龍邀請過，但被他以「不願意在別人底下做事」這個理由拒絕。
自稱是受到「靶靶詛咒」的能力者，事實上是吃下惡魔果實成為超人系「靶靶果實」能力者。能夠準確狙擊他觸摸過的對象，故必須戴上手套才能和別人握手，而且若是洗手的話狙擊的效果就會消失，必須重新觸摸才能再次狙擊。由於獲得果實能力的緣故喪失魚人擅泳的特性，因此在水中活動的時候，必須在身上塗上游水塗層作保護措施。有著非常強烈的佔有慾和忌妒心，愛慕魚人島的公主白星，甚至不允許白星和別人共度一生，原因是在白星6歲那年因為親眼目賭她以哭聲召換海王類，瞭解到白星就是初代祖先多年來一直在尋找的傳說中能操控海王類的人魚公主，為了得到這項能力而妄想娶白星為妻。第二部劇情的十年前用右手觸摸過白星後，為了追擊白星便再也沒有洗過右手。
最初一個禮拜頂多會向龍宮王國寄送情書，之後變本加厲的從書信改成郵包，到最後甚至轉變為有恐嚇性質的求婚狀令白星感到相當害怕，此事讓白星的父親尼普頓為之震怒並命上面三個兒子海王星三兄弟率領軍隊追捕自己。即使遭到龍宮王國通緝依然會拿著武器攻擊白星所在的硬殼塔。與新魚人海賊團聯手意圖摧毀尼普頓的政權。為了對龍宮王國發動奇襲而將一群人類的海賊投擲到硬殼塔的牆外，在跟著荷帝攻入龍宮王國後發現白星已經不在這裡，並乘著一根大珊瑚去追擊她。因為被白星拒絕表白憤而對她與魯夫動手，反被當時捆住雙腳的魯夫用「橡膠 JET槌」埋在土裡，重新站起來後命令大入道海神攻擊魯夫等人失敗，直到魯夫抵達海之森林為止仍不斷的向他們丟擲斧頭，但全都被魯夫成功檔掉。之後更因為被白星拒絕表白的打擊，將自己剃成禿頭（只剃掉頭頂的部分），還決定利用「諾亞」把白星連同魚人島整個摧毀掉，卻被登上「諾亞」的荷帝用三叉戟刺傷腹部。得知自己被利用後正式與荷帝決裂轉而將狙擊目標變更成荷帝，但仍不敵荷帝的攻勢而摔落到「諾亞」的船艙裡，同時頭部撞到船艙的貨物而口吐白沫，陷入昏迷，讓原本追蹤白星的諾亞失去果實能力的控制而直衝魚人島。最後與荷帝被海王軍給收押並關入監獄塔內。
大入道海神
原班塔·戴肯九世的手下，班虎河豚魚人，外型像海坊主。遇見吉貝爾準備繼續踏上旅程，他表明意願想與吉貝爾同行，吉貝爾答應請求，遂與魷魚一同前往「BIG MOM」所在地，並加入太陽海賊團。
鮟鱇郎（Ankoro）
生日：11月23日，星座：射手座。
體型巨大的鮟鱇魚，經常會吞食經過的船隻，企圖吞食千陽號反被大入道海神揍一拳。

## 過去的海賊團

### 羅傑海賊團
羅傑海賊團（Roger Pirates）是由羅傑率領的海賊團，是歷史上唯一成功航行全世界抵達最終島嶼「拉乎德爾」的海賊團，船隻是由「傳說中的船匠」湯姆利用寶樹「亞當」打造的「奧羅·傑克森號」（Oro Jackson），海賊旗幟是黃金色長鬍子的骷髏頭。船上一直運載著一顆不明的巨大蛋。25年前在稱霸「偉大航路」後解散。全員名字公布於單行本96集SBS。
哥爾·D·羅傑（Gol D. Roger）
聲優（壯年）：大塚周夫〈第1～590話〉→津嘉山正種〈第849話～至今〉（日本）；陳宗岳→宋克軍→孫中台（台灣）；黃志明（香港）
聲優（青年）：草尾毅（日本）；孫中台（台灣）
演員：邁克爾·多爾曼
羅傑海賊團船長，被世人稱為「海賊王」，懸賞金額：55億6,480萬貝里。
曾領導其海賊團成功航行全世界抵達最終島嶼「拉乎德爾」，並找到傳說中的大秘寶「ONE PIECE」，是本作整個故事的開端人物。
席爾巴斯·雷利（Silvers Rayleigh）
聲優：曾我部和恭〈第8話〉→園部啟一〈第394話～至今〉（日本）；符爽→宋克軍（台灣）；黃啟明（香港）
原羅傑海賊團副船長，別名「冥王」及「海賊王的右手」。
在羅傑海賊團解散後，定居於夏波帝諸島，與夏姬同居，並擔任上膜工匠。
斯克巴·賈巴（Scopper Gaban）
聲優：森川智之（日本）；符爽（台灣）
原羅傑海賊團航海士，別名「山噬」、「海賊王的左手」、「山爺」（艾爾帕布通稱）。
在羅傑海賊團解散後，定居於艾爾帕布，與當地的女性巨人族雷普利結婚。
可樂克斯（Crocus）
聲優：納谷悟朗〈第62～381集〉→天田益男〈第959集～至今〉（日本）；孫中台→符爽（台灣）
演員：克萊夫·羅素
原羅傑海賊團船醫，另一身分為雙子岬燈塔看守員，在羅傑海賊團解散後，回到雙子岬。
西卡爾·甘兹·諾茲頓（Seagull Guns Nozdon）
聲優：平井啟二（日本）；符爽（台灣）
原羅傑海賊團船員。光頭，高大巨漢。
27年前，參與了艾特沃爾海戰。與白鬍子海賊團戰鬥，動畫版中新增與裘斯對峙的場面。
最初在资料书深蓝中记载是西卡尔，然後在96卷SBS提問中名字设定为诺兹顿，后在第97卷SBS詢問糾正给出全名「西卡爾·甘兹·諾茲頓」。
桑贝尔（Sunbel）
聲優：奧畑幸典（日本）；宋克軍（台灣）
原羅傑海賊團船員。魚人族，特徵是頭頂的魚鰭的高大巨漢，武器是三叉戟。
27年前，參與了艾特沃爾海戰。26年前，與白鬍子海賊團戰鬥，動畫版中新增與比斯塔對峙的場面。
月光·艾薩克二世（Morne•Isaac Jr.，莫恩•艾萨克Jr.）
聲優：城岡祐介（日本）；符爽（台灣）
原羅傑海賊團戰術參謀。特徵是長尖鼻子、留著兩撮小鬍子的劍士，武器為一柄細長劍。
名字取自于英国物理学家艾萨克·牛顿。
頓奇諾（Donquino，东吉诺）
聲優：城岡祐介（日本）；宋克軍（台灣）
原羅傑海賊團舵手。戴著一頂水手帽、叼著煙斗、穿著背心的喜感大個子。在和白鬍子大戰後的“分贓換禮物大會”上和年輕世代的9號隊長布倫海姆乾杯言歡。
名字取自時裝品牌Pascal Donquino。
米雷·潘恩（Millet Pine，米瑞·派恩）
原羅傑海賊團拷問官。身穿北歐維京風格的老者，武器是晨星錘。在御田下船的時候，靠在船邊哭的不能自己。
羅溫格（Rowing，罗温）
原羅傑海賊團學者。深色頭髮，身穿襯衫，身材矮小的男子。
愛力歐（Erio，艾利欧）
原羅傑海賊團情報員。帶著圓帽子、留著鬍子、穿著花襯衫的男子。
史奔薩（Spencer，史賓賽）
原羅傑海賊團諜報部員。綁著馬尾的紅色頭髮、左手有刺青的年輕男子，武器是一把長劍。
名字取自斯賓塞。
比塔姆（Petermoo，彼得姆）
原羅傑海賊團砲手。頭戴達達尼昂帽，用長管火槍作戰的一個矮胖子大叔。
賈克森巴（Jackson Burner，杰克逊班纳）
原羅傑海賊團音樂家。捲髮、武器為劍的成員。
布爾馬林（Blumarine，布鲁马林）
原羅傑海賊團船匠。綁著頭巾的駝背男子。
名字取自藍海，時裝品牌Blumarine（藍色情人）。
塔羅（taro，芋頭）
聲優：千葉俊哉（日本）；孫中台（台灣）
原羅傑海賊團船員。頭髮微尖，眼部有黑色眼罩，上衣有「Taro」，身穿大衣的男子，武器是雙手持的長劍及一把小劍。27年前，參與了艾特沃爾海戰。
名字取自于芋头。
多林格（de Ringo）
聲優：奥畑幸典（日本）；宋克軍（台灣）
原羅傑海賊團船員。背後有小惡魔翅膀、頭髮尖刺的男子，武器是一把大刀。27年前，參與了艾特沃爾海戰。
眼龍（Ganryu）
聲優：深川和征（日本）；宋克軍（台灣）
原羅傑海賊團船員。身穿黑色上衣，頭髮尖尖的男子，武器是帶刺的拳擊手套。
CB賈嵐（CB Gallant，CB加兰特）
原羅傑海賊團船員。戴著一頂希臘時代重步兵頭盔、身穿同風格鎧甲、留著鬍子的中年男子。
CB戈藍（ギャラン）和三菱的一款汽車同名。
Mr.庫蒙勒（Mr.Momora，Mr.莫莫拉）
聲優：新井良平（日本）；宋克軍（台灣）
原羅傑海賊團船員。頭戴一頂很高的禮帽、長卷髮、黑上衣的年輕男子，武器為劍。在和白鬍子大戰後的“分贓換禮物大會”上和白鬍子海賊團年輕的15番隊長佛薩交換禮物。
尤伊（Yui，耀一）
原羅傑海賊團船員。像火焰般的頭髮，身穿短袍的男子。
兰格拉姆（Rangram）
原羅傑海賊團船員。造型野人風格的男子。
繆葛倫上校（Mugren，穆廉上校）
原羅傑海賊團船員。叼著雪茄的大漢。
名字疑似取自時尚設計公司蒂埃里•穆勒(Thierry Mugler)變化而來。
MAX馬克斯（MAX Marks，MAX马克思）
原羅傑海賊團船員。黑鬍子大漢。
名字取自于思想家马克思和Max。
邦克洛（Bankuro，潘库罗）
原羅傑海賊團船員。髮型是兩團球裝的小個子成員。
亞蒙（Yamon，雅蒙）
原羅傑海賊團船員。頭髮豪放不羈的長髮男子，武器是一柄長槍。
光月御田
聲優：石丸博也（日本）；孫中台（台灣）
已故。原羅傑海賊團船員，前白鬍子海賊團第2隊隊長，後被羅傑挖角加入羅傑海賊團。為和之國將軍繼承人暨九里大名。
道格拉斯·巴列德
聲優：磯部勉（日本）；符爽（台灣）
原羅傑海賊團戰鬥員，作為羅傑的挑戰者加入他的海賊團，在光月御田加入前就已經離開羅傑海賊團。
傑克
聲優：池田秀一／島崎信長〈少年時期〉（日本）；宋克軍／符爽（台灣）
原羅傑海賊團見習生，現紅髮海賊團船長，後來成為「四皇」之一。
巴其
聲優：千葉繁／木村昴〈少年時期〉（日本）；孫中台／符爽／宋克軍（台灣）
原羅傑海賊團見習生，現巴其海賊團船長，原「王下七武海」之一，後來成為「四皇」之一。
犬嵐、貓蝮蛇
聲優：土師孝也、池田勝（日本）；孫中台、符爽（台灣）
光月御田的隨從，跟隨光月御田短暫加入至羅傑海賊團，後來成為佐烏「摩科莫公國」的兩位國王。

### 廚師海賊團
廚師海賊團（Cook Pirates）「紅腳」哲普在還沒成立海上餐廳之前所率領的海賊團，船名為「喬治廚師號」（Cooking George），船頭是鴨子造型，標誌是戴著廚師帽的鴨子與刀叉，船後來遇上暴風雨而被大浪吞噬。
哲普
廚師海賊團船長，外號「紅腳」，源自被敵人的血所染紅的鞋子。

### 倫巴海賊團
倫巴海賊團（Rumbar Pirates）為52年前於西海成立的海賊團，充滿西部牛仔風味，旗幟為牛的骷髏，船首亦為牛頭骨造型。加入條件為愛好音樂。原任船長尤奇帶著船醫和部分染上瘟疫的成員離團後，其餘成員於52年前被某個海賊團在魔幻三角地帶殲滅，全員只有布魯克因「黃泉果實」的能力存活。
在統治當地海域、時任王下七武海的摩利亞被魯夫打敗後，騙人布與喬巴在恐怖三桅帆船裡的墓園建造倫巴海賊團的紀念墓碑，至於遺留的船隻則因長年停滯在恐怖三桅帆船一帶過於老舊，經過佛朗基大翻修後由翻滾海賊團接收。
尤奇（Yorki）
聲優：增谷康紀→竹本英史（日本）；孫中台（台灣）
倫巴海賊團船長，外號「花紋」尤奇（Calico Yorki），非常喜歡「平克斯的美酒」這首歌。
進入偉大航路後於無風帶不幸染上瘟疫，把未來的使命全權交給了布魯克後，帶著船醫與其他受感染的同伴從無風帶離開以接受治療，從此和夥伴們分道揚鑣，生死不明。
外號取自花紋，名字取自于有着「棉布杰克」之名的海贼约翰·拉克姆。
布魯克
倫巴海賊團音樂家兼劍士兼代理船長，現加入草帽海賊團。
米茲塔·馬代斯基（Mizuta Madaisuki）
聲優：松原大典（日本）；孫中台（台灣）
倫巴海賊團船員，米茲塔雙胞胎的哥哥，在52年前與海賊戰鬥的時候，頭部中刀陣亡。
米茲塔·馬瓦利特斯基（Mizuta Mawaritosuki）
倫巴海賊團船員，米茲塔雙胞胎的弟弟，在52年前和倫巴海賊團成員合唱「平克斯的美酒」後陣亡。
拉布
倫巴海賊團船員，島嶼鯨。1歲時遇見倫巴海賊團便一直跟隨著他們，因為進入偉大航道過於危險，船員決定將他留在雙子岬。

### 黑桃海賊團
黑桃海賊團（Spade Pirates）是由波特卡斯·D·艾斯加入白鬍子海賊團以前所成立的海賊團，海賊船名為「和平王牌號」（Piece of Spadille），包含船長艾斯在內，一共有19人加上一隻寵物，船員們大多都是一些海賊團中的異類，或者是原本沒打算成為海賊的人。
據第四隊隊長薩吉表示，艾斯被白鬍子打敗後，船員們本想將艾斯帶回，但結果還是被打敗，不過他們平安無事，全員都被帶上白鯨號。白鬍子也替他們分發至適合的隊伍，讓所有人銘記著「既然吃了人家的飯就要工作」的道理，心甘情願成為其部下。唯有叛逆的船長艾斯說什麼都不願妥協，但在多次刺殺白鬍子失敗後，最終也受到白鬍子的感化，將黑桃海賊團併入白鬍子海賊團，並在夥伴們的見證下以火葬儀式送別了海賊旗與海賊船。
部分人物最早於頂上戰爭篇就已經登場，後來於和之國篇中於阿玉、大和的回憶中登場（動畫版也增加原作沒有登場的船員）。作者於20周年雜誌「ONE PIECE MAGAZINE」收錄的艾斯外傳小說「ONE PIECE novel A」給予了正式名字和人物設定。
波特卡斯·D·艾斯（Portgas D. Ace）
聲優：古川登志夫（日本）；符爽（台灣）
前黑桃海賊團船長，後加入白鬍子海賊團成為第二隊隊長。魯夫與薩波結拜兄弟，「燒燒果實」能力者，後於頂上戰爭中為魯夫而犧牲。
面具·迪斯（Masked Deuce）
前黑桃海賊團副船長兼船醫，艾斯最初的夥伴亦為其左右手。留著水藍色中長髮，穿著長袍大衣的男子，名字只是個假名，因為喜歡冒險卻不又想成為通緝犯的緣故，他在出海後就捨棄了自己的本名，加上怕被海軍認出其身分而戴上面具，而被艾斯取名為「面具迪斯」，而迪斯也有「霉運」的意思，但在艾斯眼中卻是「撲克牌第二」的意思。被夥伴稱作「迪先生」或「迪老闆」。原本是一名醫學生，因為成績差勁的而被家人漠視，於是為了寫出像路易·亞諾德的著作「騙子們」那樣的冒險小說，他毅然決然離開故鄉展開海上冒險，然而出海後沒多久就因為遭遇海難漂流到東海的一座孤島，遇上了同樣遇難的艾斯，兩人在聊天的過程中，迪斯得知艾斯是海賊王羅傑之子，並拒絕與他合作找尋食物和飲水。
幾天後，飢餓難耐的迪斯發現艾斯尋獲一顆果實，於是起了貪念打算殺死艾斯奪取果實，此時艾斯發現迪斯原來還在島上，開心地認為迪斯是來替他修船的，於是想把手上的果實讓給他，這個舉動讓迪斯十分羞愧（因為他原先認為艾斯是大惡人的孩子而死有餘辜），同時理解到艾斯的善良，兩人將這顆神秘的果實一分為二各自食用，沒多久艾斯的身體產生驚天變化開始異常燃燒，才發現他們食用的是惡魔果實之一的「火焰果實」，隨後迪斯替艾斯做了一艘以火焰為動力、名為「前鋒號」的小船，艾斯感激迪斯的用心，而迪斯為了和艾斯一起寫出一篇出色的冒險故事，被正式邀請成為夥伴，一同創立了黑桃海賊團。併入白鬍子海賊團後被分配到醫療室工作，身受白鬍子的女護士們信賴並被稱作「醫生小哥」，這段期間因為欣賞白鬍子的氣量，力勸不斷刺殺白鬍子失敗的艾斯別再找白鬍子挑戰。
初登場於20周年雜誌「ONE PIECE MAGAZINE」收錄的艾斯外傳小說「ONE PIECE novel A」。
米哈爾（Mihar）
聲優：清水健佑（日本）；宋克軍〈ep.897〉、孫中台〈ep.1013、1014〉（台灣）
前黑桃海賊團狙擊手。通稱「室內派米哈爾」，頭戴高帽和眼鏡的男子，因為原本是一名學校老師，所以即使成為海賊也很有文人素質，由於這個職業，讓他在滿是海上男兒的地方被當作怪胎排擠，因而被艾斯收為夥伴，是個守船派，雖然很少走出船艙，但是個實力不容小覷的狙擊高手，據迪斯表示，他的狙擊「只聞其聲不見其人，甚至連氣息都感覺不到」，船員們都稱他為「老師」，與迪斯和斯卡魯三人是團中的頭腦派。
（Skull）
聲優：沼田祐介（日本）；宋克軍（台灣）
前黑桃海賊團情報師。頭戴骷髏面罩，身上也有許多骷髏裝飾的男子，是個骷髏收集狂兼稀有品收藏家，尤其對槍枝很有研究，稱呼夥伴時後面會加上「老闆」，原本不是海賊，但因為太喜歡海賊而跑到各海賊船上擔任打雜，這期間被艾斯相中有當情報師的資質，並以成為「世界第一情報師」為目標加入黑桃海賊團。至今沒人見過其骷髏面罩底下真面目的人，想看必須付錢。併入白鬍子海賊團後在搜集情報方面十分活躍。
暖爐（Kotatsu）
聲優：竹内良太（日本）；孫中台（台灣）
前黑桃海賊團成員（寵物）。是一隻被迪斯稱為「珍稀物種」的猞猁，中了獵人的陷阱時被艾斯所救，因此時常黏著艾斯撒嬌，「暖爐」是艾斯取的名字，外表看似凶惡，實際上却很膽小，發出野獸低吼後會出現獨特的「喵」叫聲。併入白鬍子海賊團後負責協助薩吉狩獵許多稀有的食材。名字取自于暖炉。
歐薩蒙德（Ossamondo）
前黑桃海賊團成員，穿無袖長袍，蓄著大鬍子的老齡男性 。
甘琉（Ganryu）
前黑桃海賊團成員，留著雙馬尾，一手持盾，另一手握劍的長手族男子。
達奇布（Ducky Bree）
前黑桃海賊團成員，身著功夫服的瘦長男子。
巴利（Barry）
前黑桃海賊團成員，頭戴漁夫帽，身著條紋褲的男性，武器是掛在兩手的長貓爪。
瑟拜（Saber）
聲優：不明（日本）；孫中台〈ep.461〉（台灣）
前黑桃海賊團成員，頭戴牛仔帽，頸部掛著耳機的雙刀流男子。
費納莫雷（Finamore）
前黑桃海賊團成員，包著山賊頭巾，手持薙刀的矮小男性。
沃列斯（Wallace）
前黑桃海賊團成員，石狗公魚人，魚人街出身的魚人族少年，但給人的印象確實老氣，對迪斯寫的故事十分有興趣。
阿木68（Aggie 68）
聲優：山田真一（日本）；宋克軍〈ep.461、1013、1014〉、孫中台〈ep.897〉（台灣）
前黑桃海賊團成員，左手為大砲的壯碩男性。
庫凱（Kukai）
前黑桃海賊團成員，武器為手槍的武士。名字取自于日本佛教真言宗的创始人空海僧正。
德加（Dogya）
前黑桃海賊團成員，雙手戴著拳擊手套的男子。
基美爾（Kimel）
前黑桃海賊團成員，穿著盔甲的矮小男子。
斑吉（Banshee）
前黑桃海賊團成員，艾斯的夥伴中唯一的女性，外型為綁著頭巾的壯碩中年大嬸，因為黑桃海賊團欠缺廚師，所以平時都由她掌廚，擅長料理是「海賊風大嬸海鮮鍋」，但其味道讓人不敢恭維，甚至被艾斯吐槽柯爾波山的山賊做的飯都比她的好吃，因此黑桃海賊團在船上的日常飲食不是生食就是用艾斯的能力烤，然後直接撒鹽吃，被夥伴們以「婆婆」稱呼。
名字由來取自愛爾蘭神話中的精靈報喪女妖。
烏普洛（Hublot）
聲優：千葉俊哉（日本）；宋克軍（台灣）
前黑桃海賊團成員，手持大槍的壯碩男子。
勒奧諾羅（Leonero）
聲優：半田裕典（日本）；孫中台（台灣）
前黑桃海賊團成員，頭戴禮帽，手持魚叉的長腿男性。
柯聶利（Cornelia）
聲優：新井良平（日本）；符爽（台灣）
前黑桃海賊團成員，穿著毛皮大衣，手持長劍的瘦長男子。

### 金獅子海賊團
由「金獅子」獅鬼所率領的海賊團。
獅鬼（Shiki）
聲優：竹中直人（日本）；林士程／符爽〈電視版〉（台灣）
金獅子海賊團提督，原洛克斯海賊團船員，外號「金獅子獅鬼」。與羅傑和白鬍子並列，傳說的大海賊。

### 布魯賈姆海賊團
布魯賈姆海賊團（Bluejam Pirates）於魯夫在十年前（第一部）的回憶中登場的海賊團，海賊船長期停泊於哥亞王國，成員常出沒不確定之物終點站，平常會將得來的寶物進貢給王室貴族，因此不管做出許多嚴重的犯罪的行為都會被默許，船長和船員們的名字幾乎都跟寶石有關。海賊船名為「鮮血奶油號（Blood Batako）」。
布魯賈姆（Bluejam）
聲優：石住昭彥（日本）；符爽／孟慶府〈SP薩波篇〉（台灣）
年齡：42歲（12年前），生日：2月16日，身高：261公分，星座：水瓶座，血型：X型，出身地：東海“哥亞王國”，喜歡的食物：伏特加、高級料理。
布魯賈姆海賊團船長。懸賞金額：1,430萬貝里。使用武器為刀，行為和性格十分殘忍，部下也非常害怕他的可怕。因為要進貢給王國的財寶被艾斯給搶走，一怒之下處決奪回財寶失敗的部下波爾謝米。之後接受薩波的父親之託對付艾斯與魯夫，迫使薩波不得不返回高區，後來企圖得到貴族的封號住進「高鎮」不惜與王族掛勾放火焚燒非確定物終點站，在打算逃到高城時卻發現士兵並沒有打開大門，在知道王族不打算遵守諾言後相當錯愕，此時看到魯夫與艾斯成功逃脫時，打算逼他們交出所儲存的財寶，後來被達坦與艾斯聯手擊敗。
名字由來取自藍寶石。
波爾謝米（Porchemy）
聲優：菅原正志（日本）；孫中台／陳彥鈞〈SP薩波篇〉（台灣）
年齡：25歲（12年前），生日：4月3日，身高：320公分，星座：白羊座，血型：X型，出身地：東海“哥亞王國”，喜歡的食物：炸豬排。
布魯賈姆海賊團船員。身形壯碩，沒有眉毛的長髮男子，使用武器為刀和尖刺拳套，獨特笑聲是「庫庫庫」，懸賞金額：340萬貝里。據說和他交手戰敗的對手都會被活生生的剝下頭皮。因為海賊團的錢財被艾斯和薩波搶走而前來找他們要回財寶，無意間逮到魯夫以極刑不斷拷問他問出財寶的下落，卻被趕來救出魯夫的艾斯和薩波聯手擊敗，最後被船長布魯賈姆給開槍處決。
名字前半的拼音取自珍珠。

### 巴雷爾茲海賊團
巴雷爾茲海賊團（Barrels Pirates）由X·巴雷爾茲所率領的海賊團，後被多佛朗明哥消滅。
X·巴雷爾茲（Diez Barrels）
聲優：江川央生（日本）；孫中台（台灣）
巴雷爾茲海賊團船長。原海軍將校，後叛逃成為海賊，多雷古的父親，也是造成其一生重蹈海軍轉為海賊的命運推手。
於羅的回憶篇登場，打算將持有的「手術果實」高價賣給海軍，但被唐吉訶德·羅希南特從中攔截，隨後死在多佛朗明哥之手。

### 諾克斯海賊團
諾克斯海賊團（Nox Pirates）由佩特羅所率領的純毛族海賊團，原先只是以探索歷史本文為目標的諾克斯探險隊（Nox Expedition Party），但因為探索歷史本文是被世界政府所禁止的行為，因此在15年前遭到通緝成為了海賊，後來由於船上有傷兵，因此一部分的船員由波哥姆斯所接收，佩特羅與傑波則繼續他們搜索旅程，波哥姆斯等人後來漂流到圓蛋糕島被BIG MOM所救，順勢成為BIG MOM海賊團成員，於五年後和盯上BIG MOM持有的歷史本文而登陸圓蛋糕島的佩特羅重逢。佩特羅與傑波兩人因偷取歷史本文失敗被抓，BIG MOM當著佩特羅的面處死了傑波，悲痛欲絕的佩特羅以自己的左眼和五十年壽命作為代價被釋放回佐烏，諾克斯海賊團就此毀滅。
「諾克斯」此名字意思是指拉丁文的「夜晚（Nox）」，兩詞同音，佩特羅曾表示其意思涵義「夜晚」等同於「黎明前夕」，以及罗马神话里的夜之女神倪克斯。
佩特羅
美洲豹種純毛族，前諾克斯海賊團船長。懸賞金額：3億8,200萬貝里。
傑波（Zepo）
聲優：高戶靖廣（日本）；孫中台（台灣）
北極熊種純毛族，前諾克斯海賊團成員，佩特羅的夥伴，同時也是大培波好幾歲的親哥哥。
由於和佩特羅盯上BIG MOM持有的歷史本文而登陸圓蛋糕島，遭BIG MOM捕獲後被逼玩轉盤而死；當時傑波轉到交出一百年壽命的懲罰，但他本來就只剩三十年壽命，因此BIG MOM要求還沒交出的七十年必須由佩特羅代替，其後經斡旋讓佩特羅交出五十年就不再追究。
其名字傑波在純毛族語中有「帥哥」的意思（培波提到）。
波哥姆斯
獅子種純毛族，前諾克斯海賊團成員，海賊團分裂後成為BIG MOM海賊團的成員。

### 洛克斯海賊團
洛克斯海賊團（Rocks Pirates）是由洛克斯船長率領號稱「世界最強」的海賊團，亦是在羅傑時代之前的海上霸主。最初起源於「海賊島蜂巢」，由一群為了財寶而聚集的人們組成頗有個性的團體，但成員間的關係始終很不和睦，經常出現內鬥廝殺的殘暴情形，還常引發威脅著世界政府的事端。
後來洛克斯海賊團在詳情鮮為人知的「諸神峽谷（GOD VALLEY）事件」中被卡普和羅傑聯手擊敗後就此分崩離析，但即使失去了船長，其餘下成員的實力卻隨著時間的推移變得更為強大。由於洛克斯海賊團觸碰了世界的禁忌，即便其威脅性有所流傳，但有許多和此海賊團有關的事蹟都被世界政府給抹除，以致日後幾乎沒有留下此海賊團的相關資訊，僅存在於當代一部分人的記憶裡。
洛克斯·D·吉貝克（Rocks D. Xebec）
聲優：藤真秀（日本）；宋克軍（台灣）
霸氣：霸王色。
洛克斯海賊團船長，兼7名初期成員之一。「D」之一族，「黑鬍子」馬歇爾·D·汀奇的父親。是羅傑時代之前的海上霸主，是個野心家，目標是成為「世界之王」。
第一部的56年前，在花之間和伊姆相遇，坦言自己是大衛·瓊斯的崇拜者，並揚言有朝一天會再回到花之間。世界政府為了隱瞞伊姆的存在，陷害他是在世界會議上綁架五位國王的犯人。逃亡過程中重創一名海軍上將並導致其不治身亡，其後與哈拉爾德王相遇，雙方短暫交鋒後一同從馬力喬亞跳下海中。逃出馬力喬亞後，洗劫了載滿天上金的貢船並破壞了「正義之門」。之後以龐大的資金為基礎開始了他作為海賊的生涯。成為海賊後，多次透過「Davy Back Fight」擊敗其他海賊團奪取船員以壯大自身的勢力。
40多年前，在世界各地製造威脅政府的恐怖事件令當代的人們聞風喪膽。
38年前，引發「神之谷事件」導致在該地的天龍人及奴隸陷入危險，但被在場的海軍中將卡普和新一代海賊羅傑聯手擊敗，此戰也使卡普獲得「海軍英雄」的稱號。據戰國所說如今他已不在世上，並將其評價為「對羅傑而言是最初也是最強的對手」。
名字「洛克斯」的「洛克」取自于摇滚的英文（rock）；「吉貝克」源自於一種前桅橫帆、主後桅為斜掛大三角帆的三桅帆船。
艾德華·紐蓋特（Edward Newgate）
聲優：有本欽隆→大友龍三郎（日本）；符爽→孫中台（台灣）
洛克斯海賊團船員，兼7名初期成員之一。外號「白鬍子」（Whitebeard）。
諸神峽谷事件後自立海賊團，為白鬍子海賊團船長，曾為「四皇」之一。
獅鬼（Shiki）
聲優：竹中直人（日本）；林士程→符爽（台灣）
洛克斯海賊團船員，兼7名初期成員之一，極道。外號「金獅子獅鬼」（Shiki the Golden Lion）。
諸神峽谷事件後自立海賊團，為金獅子海賊團船長。後來在海軍討論世界局勢時被戰國提及過。
Miss·白金漢·絲媞希（Miss Buckingham Stussy）
聲優：金月真美〈青年〉、鈴木黎子〈老年〉（日本）；詹雅菁〈青年〉、許淑嬪〈老年〉（台灣）
洛克斯海賊團船員，兼7名初期成員之一，科學強盜。自稱「Miss·芭晴」（Miss Buckin晴）。
諸神峽谷事件後曾經加入過「MADS」，現與兒子艾德華·衛伯行動。
馬隆（Marlon，馬龍）
洛克斯海賊團船員，兼7名初期成員之一，西海黑幫。外號「首領馬龍」（Don Marlon）。
諸神峽谷事件後情況不明。
王直（Ochoku）
洛克斯海賊團船員，兼7名初期成員之一，海賊教祖。
諸神峽谷事件後自立海賊團，成為海賊島「蜂巢」提督。後來在洛基港事件中，與馬歇爾·D·汀奇產生衝突，在克比以某種形式的幫助下，使汀奇擊敗王直並成為蜂巢的新任統治者。後來在海軍討論世界局勢時被戰國提及過。
名字取自明朝的大海贼徽王汪直或明朝时期西厂的首领汪直。
甘隨（Gansui，甘水）
洛克斯海賊團船員，兼7名初期成員之一，走私海賊。
諸神峽谷事件後的某個時間段身亡，遺體被月光·摩利亞所取得，並改造成恐怖三桅帆船的將軍殭屍之一。
約翰（John）
聲優：岡本寛志（日本）；孫中台→符爽→宋克軍（台灣）
洛克斯海賊團船員。外號「約翰船長」（Captain John）。
諸神峽谷事件後自立海賊團，某段時間他欲獨吞寶藏而遭到自己的船員殺害，遺體被月光·摩利亞所取得，並改造成恐怖三桅帆船的將軍殭屍之一，疑似因為影子原主人好飲酒導致延誤任務，被阿布薩羅姆認為有辱其生前的惡名。後來在海軍討論世界局勢時被戰國提及過。
名字取自于签订大宪章的英国国王约翰王。
夏洛特·莉莉（Charlotte Linlin）
聲優：藤田淑子→小山茉美（日本）；許淑嬪（台灣）
洛克斯海賊團船員。外號為「BIG MOM」（Big Mom）。
諸神峽谷事件後自立海賊團，為BIG MOM海賊團船長，曾為「四皇」之一。
蘇特羅慎（Streusen，修特洛伊珍）
聲優：壤晴彦（日本）；宋克軍（台灣）
洛克斯海賊團船員。
諸神峽谷事件後作為莉莉的搭檔，為BIG MOM海賊團創始人之一兼總主廚。
巴貝爾
洛克斯海賊團船員。鯰魚魚人。
諸神峽谷事件後的某個時間段身亡，遺體被月光·摩利亞所取得，並改造成恐怖三桅帆船的將軍殭屍之一。
海道（Kaido）
聲優：玄田哲章、稻田徹〈青年〉（日本）；符爽（台灣）
洛克斯海賊團見習船員。外號「百獸海道」（Kaidou of the Beasts）。
諸神峽谷事件後自立海賊團，為百獸海賊團總督，曾為「四皇」之一。
兇
洛克斯海賊團船員，極道，金獅子的對手。外號「銀斧」（Silver Axe）。
諸神峽谷事件後情況不明。後來在海軍討論世界局勢時被戰國提及過。
名字取自伊索寓言中的童话《金斧头和银斧头》。
嘉蘭百合（Gloriosa）
聲優：木下紗華〈青年〉、真山亞子〈老年〉（日本）；許淑嬪〈青年〉、汪世瑋→詹雅菁〈老年〉（台灣）
洛克斯海賊團船員，前九蛇海賊團船長，亞馬遜百合前三代皇帝。
諸神峽谷事件後，某個時間段回到亞馬遜百合隱居，島上通稱「紐婆婆」。
基爾·巴斯達（Gill Basta）
洛克斯海賊團船員。
戴著墨鏡和帽子的年輕男性，有著四隻手臂，武器為手槍。
諸神峽谷事件後的某個時間段身亡，遺體被月光·摩利亞所取得，並改造成恐怖三桅帆船的將軍殭屍之一。
同時該角是《尾田榮一郎短篇集WANTED!》〈WANTED!〉中的同名主角，劇中的他設定為一名神槍手，具有罕見的槍感，他是殺害很多人的通緝犯，但實際上都是他正當防衛所下的手。

## 其他海賊
賈利（Galley）
聲優：小山力也〈ROMANCE DAWN STORY、真人版〉／川津泰彥〈第48集〉／藤原貴弘〈第877集〉（日本）；符爽〈第48集〉／宋克軍〈第877集〉（台灣）
演員：恩庫魯萊科·菲里（Nkululeko Phiri）
海賊，外號『弦月』。懸賞金500萬貝里，有著弦月型的小鬍子。於羅格鎮篇（動畫版）登場；後於圓蛋糕島篇客串登場。
於《ONE PIECE ROMANCE DAWN STORY》中也有登場，但形象略有不同。
比利（Billy）
椰斯海賊團（Yes Pirates）船長，外號「鯊魚殺手」比利（The Orca Killer），懸賞金額：300萬貝里 。身材十分巨大而壯碩。使用武器為良業物「山颪」。
原先在羅格鎮要做好前往偉大的航路的準備，卻不幸地被當時擔任海軍本部上校的斯摩格逮捕。曾在羅格鎮的某個倉庫跟當時擔任海軍本部上士的達絲琪陷入持久戰，直到被半途來臨的斯摩格所打倒。兩天後他的部下對達絲琪展開報復，但依然失敗告終，最後被收押進入推進城。
名字取自于美国西部神枪手比利小子。
羅西歐（Roshio）
聲優：竹本英史（日本）；宋克軍（台灣）
生日：6月15日，星座：雙子座。
羅西歐海賊團（Roshio Pirates）船長，外號「處刑人」羅西歐（Executioner Roshio），懸賞金額：4,200萬貝里。曾與貝拉密在魔谷鎮的酒吧對賭，在貝拉密輸掉所有錢給他後，被貝拉密反指他出老千並將其當場殺死。
米（Okome）
熱呼呼海賊團（Hokahoka Pirates）副船長，頭上頂著「DOSKOI PANDA牌」盛滿白飯的大碗，是個超級米食愛好家，曾在魔谷鎮上「處刑人」羅西歐被殺死的現場圍觀。
名字取自于大米。
伊雷沙海賊團（Eraser Pirates）
來到空島的海賊團，在草帽海賊團到達白海沒多久，喬巴親眼看到他們的海賊船被香狄亞戰士瓦夷帕擊沉。
其海賊團名為英語的橡皮擦之意。
三日月（Mikazuki）
聲優：千葉一伸（日本）；符爽（台灣）
大兜海賊團（Big Helmet Pirates）的船長，外型像日本武士的海賊團，懸賞金額：3,600萬貝里。在水之七島修船時，因不願付船隻的修理費在水都被卡雷拉公司船匠殲滅。動畫版後來為湊修理費而在討債公司工作，其中一個討債對象就是麥卡爾與霍卡爾的養母。
名字取自于弧月的别名三日月。
迪亞斯（Devil Dias）
聲優：高塚正也（日本）；孫中台（台灣）
生日：9月18日，星座：處女座。
惡魔人海賊團船長（Acumate Pirates），懸賞金額：6,000萬貝里。是個身材壯碩的肌肉的男性，能夠單手舉起一個女人。頭髮高高豎起往兩旁分叉。胸前由惡魔之眼的刺青，肚子上有一道縫線。身穿着棕色船長風衣、灰色毛衣、淺綠色褲子、兩條腰帶。過去已有妻小，但仍出海當海賊並被懸賞。
在偉大的航路被綁架集團給綁走後賣給天龍人羅斯瓦德，成為其收集裡的其中一個海賊船長奴隸。在牽到夏波帝諸島時想要脫逃四處求人解開項圈，結果觸動了拘束自己的引爆枷鎖項圈而重創，接著被天龍人夏露莉雅所飼養的巴哥犬薩魯在臉上弄個小便，再被夏露莉雅給開槍射擊，隨後交給海軍來處理。被見證了此事的戰桃丸諷刺就算能夠成功逃走，但在新世界上是無法生存下去的。
拜隆（Byron）
生日：12月18日，星座：射手座，出身地：西海特洛亞。
音樂家出身海賊，能演奏各種樂器，魯夫大鬧人口販賣場時再次出現，在打開項圈後跟隨巨人斯坦森一起逃跑。
形象参考自欧洲古典时期的著名音乐家和钢琴家贝多芬。
拉裘巴（Lacuba）
聲優：竹本英史（日本）
生日：5月31日，星座：雙子座，出身地：偉大航道。
以精明謀略家稱號聞名的海賊，懸賞金額：1,700萬貝里。在夏波帝諸島被當成商品拍賣的時候咬舌自盡，但仍然還活著，成為一個只有半條舌頭的人。魯夫大鬧人口販賣場時再次出現，在打開項圈後跟隨巨人斯坦森一起逃跑。
糖果（Candy）
生日：6月14日，星座：雙子座，出生地：偉大航道。
糖果海賊團（Candy Pirates）船長。於扉頁連載《CP9的任務外報告》登場。襲擊春天女王之城的海賊團，被流亡時的CP9擊倒。
名字取自于糖果。
貝雷公爵（Bellett Prince）
聲優：長嶝高士〈男〉、神田朱未〈女〉（日本）；符爽〈男〉、許淑嬪〈女〉（台灣）
在推進城因為「鬼拉袖」而到達Level 5.5的海賊，原本是某王國的王儲，因身為國王的父親從卡馬帕卡王國航行回來後變成人妖，迫使他淪為海賊。得知Level 5.5的統治者是卡馬帕卡王國的女王伊娃科夫後，意圖殺他來復仇未果，反被伊娃用能力變成女性。
其名字里的贝雷取自于艺术家所佩戴的贝雷帽。
查多羅斯·希格利格斯（Chadros Higelyges）
聲優：菅原正志（日本）；孫中台（台灣）
原褐鬍子海賊團船長，外號「褐鬍子」，懸賞金額：8,006萬貝里。
哈里斯·肯尤特（Haritsu Kendiyo）
聲優：不詳（日本）；符爽（日本）
在新世界經歷失敗想回到偉大航道前半段，但不幸被基德給抓住並被諷刺沒有覺悟的執念，其海賊團全員都被釘上X字架處刑而覆滅。
艾爾比歐（Albion）
聲優：平井啟二（日本）；符爽（台灣）
外號「重傷」艾爾比歐（Gashed Albion），懸賞金額：9,200萬貝里。額頭極高，身體各處都纏著繃帶，帶著許多武器。被冒牌草帽海賊團給欺騙招入旗下，隨後被海軍的戰桃丸和「和平主義者」逮捕。
利普·杜帝（Lip Doughty）
聲優：山田真一（日本）；孫中台、宋克軍〈2024年新版〉（台灣）
外號「厚唇」杜帝（Lip "Service" Doughty），懸賞金額：8,800萬貝里。頭戴海賊帽，嘴唇很厚，帶著鋸刀。被冒牌草帽海賊團給欺騙招入旗下，隨後被海軍的「和平主義者」擊倒後逮捕。
甲羅（Gyro）
聲優：高塚正也（日本）；孫中台（台灣）
生日：6月22日，星座：巨蟹座，出身地：南海。
甲羅海賊團（Gyro Pirates）船長，外號「蟹手」甲羅（Crab-Hand Gyro），懸賞金額：7,300萬貝里。髮型奇特，是一名劍士，武器為日本刀，左手裝有像蟹鉗的義肢。口頭禪「‐ちん」。本身歷經過不少生死關卡，甚至逃過挪威海怪的攻擊，來到魚人島後假裝歸順「新魚人海賊團」，當他率領部下打算逃離魚人島時，被新魚人海賊團首領荷帝只憑一人就殲滅，他本人獨自對抗荷帝但被咬死，其海賊團被消滅亦成為宣示新魚人海賊團的榜樣。
史普拉修&史普拉達（Splash & Splatter）
聲優：服卷浩司&山田真一（日本）；宋克軍&孫中台（台灣）
生日：1月18日，星座：摩羯座，血型：S型RH陰性。
人妖孿生海賊，暱稱香吉士「小笨笨」。兩人在珊瑚丘協助喬巴，提供自己的血液為香吉士進行輸血急救，結果香吉士因為對人妖的恐懼，在輸血過後見到他們而當場嚇昏（動畫版則是嚇得縮在房間的床舖上，並且增加喬巴委託雙胞胎兩人看護香吉士的劇情）。後來當香吉士見到白星公主的容貌自動石化時，喬巴甚至懷疑他們的血液擁有讓人自動石化的副作用。
喬伊波伊（Joy Boy）
存在於「空白的100年」時期的人類，出身於巨大的王國，也是歷史上第一位「海賊」，是「ONE PIECE」的擁有者。
動物系「人人果實 幻獸種 尼卡型態」能力者。
在魚人島海之森林深處，留下無法履行對處於同樣年代的人魚公主之間的約定，以及對魚人島之間的約定的歷史本文謝罪文。
細菌海賊團（Germ Pirates）
於扉頁連載《「匪幫」培基的Oh my family》登場。趁多雷斯羅薩的王室不在時襲擊該國的海賊團，被火戰車海賊團給擊倒。

## 衍生作品的海賊

### 動畫角色

#### 鳳凰海賊團
鳳凰海賊團僅登場於旗幟獵人篇（TV原創篇，326-335集）的海賊團。海賊團共有十名船員（現剩九名）。曾經進入新世界，結果受了重創，全力逃出新世界。剛逃回偉大航道的前半段又被旗幟獵人搶走了海賊旗。戰鬥隊長為了保全眾人性命，因此為旗幟獵人效命。後來喬巴救活了船長。草帽海賊團與鳳凰海賊團合力搶回了海賊旗，並趕跑了旗幟獵人。
帕哲魯（Puzzle）
聲優：谷山紀章（日本）；宋克軍（台灣）
鳳凰海賊團船長。外號「不死鳥」，慣用武器為鐵鍊，懸賞金額：1億貝里。
在新世界裡受到了嚴重的打擊，雖然逃了出來，但徹底喪失了戰鬥的意志。帕哲魯受了重傷，昏迷不醒，後來喬巴救活了帕哲魯。之後因魯夫的不怕死也不會喪失鬥志的精神，終於重新燃起鬥志，決定再去新世界。
畢卡羅
聲優：堀秀行（日本）；符爽（台灣）
鳳凰海賊團副船長。性格與帕哲魯一樣。後在新世界遇到強大敵人，畢卡羅為了全體船員的性命，孤身一人戰鬥，最後戰死。
史丹森
聲優：石川英郎（日本）；符爽（台灣）
鳳凰海賊團戰鬥隊長。為保全眾人性命，為旗幟獵人賣命，結果被船員們討厭。後因魯夫的不怕死也不會喪失鬥志的精神，終於重新燃起鬥志，決定再去新世界。
吉羅
聲優：入野自由（日本）；許淑嬪（台灣）
鳳凰海賊團船員，船上唯一一個未成年的人，十分敬佩喬巴的醫術。對史丹森百依百順十分反感，史丹森燃起鬥志後，不再反感。
凱伊爾
聲優：大場真人（日本）；孫中台（台灣）
鳳凰海賊團船員，對史丹森百依百順十分反感。史丹森燃起鬥志後，不再反感。

#### 海獸海賊團
船長是由阿拉巴斯坦王國的功夫海牛所率領的海獸海賊團，全員都是來自四海的動物組成的。全員都是來自四海的動物組成的。功夫海牛是魯夫一行人在阿拉巴斯坦所收的弟子之一，原本應該是群居動物，卻獨自組成海賊團前往新世界。
功夫海牛
海獸海賊團船長。經常群聚在聖多河下游的河床上練武，習慣拜師於打敗自己的人，因此全數被魯夫收為徒弟。在96集時出場，因為在報紙上看到魯夫胸前的傷疤，為模仿他的師傅魯夫，用油漆在胸口畫了一個“X”。
之後在626集時出現，實力有提升，並學會了武裝色霸氣。在魯夫的詢問下告訴他們，自己因為魯夫說的“海賊是自由的，大海也是十分寬闊的”的憧憬下獨自出海，並認識很多夥伴，但被布里德控制後只得為他賣命。之後魯夫與羅打敗布利德解放所有動物，最終功夫海牛與路飛等人告別後率領海獸海賊團重新開始自己的冒險之旅。
布利德
聲優：一條和矢（日本）；符爽（台灣）
動畫原創角色，超人系「寵物果實」能力者。能力是釋放綠色圓環，被圓環套住的生物任由他控制。是海獸海賊團幕後黑手。是一名不稱職的船長，過去曾擔任某個海賊團的船長，完全不懂船員們的心情。把同伴當成工具，後來被船員拋棄。但是在新世界的旅途中遇到以功夫海牛為首的海獸海賊團便用能力控制他們，將他們收為部下（其實就是奴隸）。他們率領海獸海賊團襲擊魯夫和羅的海賊同盟。並且抓走凱薩想利用凱薩的能力建立自己的王國。但最後被魯夫與羅給徹底打敗。

#### 銀色海賊聯盟
《銀礦島篇》登場。進入新世界已有一年，雖然單一個人不怎麼強，但同心協力擊敗的海賊團有超過100個以上。
（Bill）
聲優：高橋廣樹（日本）；符爽（台灣）
銀色海賊聯盟的首領。夢想想成為最強的海賊，野心是擊敗所有海賊，成為最偉大的存在。超人系「熔融果實」能力者，操作銀的熔礦爐人，身體就是超高溫的熔礦爐能熔化礦石，製造出任何東西。
過去自己和以前的海賊團曾被泰佐羅很簡單用金錢的力量打敗，因此屈服於泰佐羅的旗下，深刻了解夢想什麼的根本沒用。曾設計迪賽雅假裝救了她，還將戰鬥艇送給她，其實是迪賽雅擁有統率力的利用價值，實際會將不能派上用場的部下通通拋棄，丟至地下坑道。先後命令阿貝隆、貝瑟塔追撃魯夫等人，向迪賽雅表明一切都只是在利用她而已，然而被魯夫先揍一拳，戰鬥處在下風，完全敵不過魯夫。後被田中先生說你會被泰佐羅拋棄，一怒之下吃了許多礦石，身體瞬間進化，將周圍瞬間熔化，跟自然系能力沒什麼差別，最後被魯夫以灰熊槍擊敗。名字取自于美国牛仔中的知名人物牛仔比尔
迪賽雅（Desire）
聲優：甲斐田幸（日本）；許淑嬪（台灣）
身穿著特攻服的女性海賊，似乎與巴特洛馬有很深的緣分。原東海甜點海賊團總長「夜爐姐紅」（日文有請多關照的意思）。總是在吃巧克力，性格其實相當撒嬌，人也相當溫柔善良。與巴特洛馬是兒時玩伴，曾約好一起登上頂點的夢想，出身在同一座島上。
其海賊團遭到不知名人物襲擊，她底下的女海賊也只剩下3名，被比爾所救約好同心協力一起登上頂點。相當信任比爾。與魯夫、巴特洛馬掉落至地下坑道，被阿貝隆追擊。說服地下坑道的礦工海賊們，與魯夫、巴特洛馬等人逃出地下坑道。後被魯夫等人所救，想與比爾作個了斷，知道比爾真正的目的而自己也被設計利用而相當憤怒。魯夫打敗比爾後，送魯夫、巴特洛馬回船上，非常感謝魯夫等人。事後被巴特洛馬邀請加入海賊團，但是拒絕，不想在追著他人的道路跑了，自己與剩下成員一起登上頂點，離開前給魯夫和巴特洛馬巧克力，之後就帶著她的海賊團繼續冒險。
貝瑟塔（Peseta）
聲優：沼田祐介（日本）；孫中台（台灣）
銀色海賊聯盟的幹部，比爾的崇拜者，武器是黏烏膠砲彈。在阿貝隆失敗後，被比爾命令追撃魯夫等人，最後被索隆擊敗。
阿貝隆（Aveyron）
聲優：魚建（日本）；宋克軍（台灣）
銀色海賊聯盟的幹部。超人系「滾滾果實」能力者，礦車人。被比爾命令以四驅攻撃追撃魯夫等人，最後被魯夫擊敗。名字取自于亚瑟王传说里的神秘岛屿阿瓦隆。

### 遊戲角色
派屈克·雷德菲爾德（Patrick·Redfield）
聲優：市村正親（日本）
外號「孤高之紅」、「紅伯爵」、「孤高的萊德」，實力無比強大，僅憑一人就與「海賊王」哥爾·D·羅傑、「白鬍子」艾德華·紐蓋特並駕齊驅。自幼就擁有強大的見聞色霸氣，隨著年齡成長越來越強，可以看透人們的內心，因而見慣了周圍人們的醜陋內心，由此對人們產生極大的排斥，養成了孤僻的性格。後來成為動物系「幻獸種」「蝙蝠果實 吸血鬼型態」能力者。
曾被收押至推進城LEVEL6。後在頂點戰爭事件時，趁著黑鬍子闖入推進城時成功越獄。為了使衰老的肉體恢復青春開始尋找「蝙蝠果實」。回歸大海的雷德菲爾德不再是一個人，他找到了一個同伴－啪咚，約好兩人一同上路。啪咚在草帽海賊團的幫助下來到睡古鎮尋找到雷德菲爾德，但雷德菲爾德克卻趁機利用見聞色霸氣讀取了魯夫的記憶，先後利用變形葉變出對方曾經遇到的人們拖延魯夫等人，自己利用變形葉變出妮可·羅賓q:幫其調查遺跡文獻，成功找到了「蝙蝠果實」並將其吃下。剛開始與魯夫戰鬥就讓魯夫陷入了老年狀態，但是魯夫憑藉堅強的不服輸的意志感動了雷德菲爾德，促使雷德菲爾德將壽命還給了魯夫，之後雷德菲爾德不用惡魔果實能力並以衰老的肉體與草帽海賊團決戰。雷德菲爾德展現壓倒性的實力，最後他被草帽海賊團全員擊敗。當草帽海賊團要離開睡古鎮時，布魯克表示他已經認出了雷德菲爾德，雷德菲爾德也表示對布魯克的崇拜。看著遠去的草帽海賊團，他帶著啪咚決定再次以海賊王的稱號為目標向新世界的大海啟程。
於3DS 《無限世界：赤紅》登場，是由作者尾田榮一郎親自設計的角色。形象参考自电影德古拉里的吸血鬼德古拉伯爵和德国第一部吸血鬼电影不死僵尸-午夜交响曲里的吸血鬼伯爵。
啪咚
聲優：TARAKO（日本）
派屈克·雷德菲爾德的寵物，動物系 「幻獸種」「犬犬果實 化狸型態」能力者。可以變身成化狸，並能將書寫在葉片上的圖案化為真實物品。
於3DS 《無限世界：赤紅》登場，是由作者尾田榮一郎親自設計的角色。

### 小說角色
拉克恩
登場於艾斯外傳小說「 ONE PIECE novel A」，別名「裝睡的拉克恩」，懸賞金額：7,500萬貝里。使用武器為火繩槍，因為在白鬍子的地盤上吃霸王餐，慘遭艾斯、汀奇、薩奇教訓，在三人計畫冒充賞金獵人要將他扭送給海軍時用預藏的火繩槍偷襲汀奇，但被汀奇以驚人的怪力瞬間踩在腳下。

## 備註
1. ↑  作者尾田榮一郎曾表示，自己一直只稱魯夫他們為草帽一夥，的確沒有「草帽海賊團」稱呼。尾田表示自己並不介意動畫、遊戲或漫畫讀者怎樣稱呼他們，只要喜歡或覺得容易稱呼即可；但稱呼魯夫他們為「草帽一夥」是他一貫的方針，他不會採用這個以外的稱呼。
2. ↑  《ONE PIECE》漫畫第819話
3. ↑  名字取自童話故事「睡美人」。
4. ↑  卡文迪許前段發音同日文的高麗菜。
5. ↑  在舊案設定（生命卡資料集）提到卡文迪許也有著「夜馬」的稱號，或許就是形容這第二人格。
6. ↑  在舊案設定（生命卡資料集）提到卡文迪許設定是「火拳」艾斯的競爭對手。
7. ↑  生日由來自日文諧音「A(1)級戰犯蘇(3)萊(0)曼」。
8. ↑  由名字及船身推測此船應以「前進梅利號」作藍本設計。
9. ↑  舊案設定提到與伊迪歐一樣有著長手族的設計。
10. ↑  日文原文為「ベビーカステラ」，日本一種結合美式鬆餅和長崎蛋糕創意所製作的球狀雞蛋糕，又稱「鈴鐺長崎蛋糕」
11. ↑  來自長腿族流行的一種做法，為了讓自己腳看上去更美麗時髦
12. ↑  《ONE PIECE》漫畫第8卷SBS詢問專欄。作者指出貝克曼為第八卷為止IQ最高的人物。
13. ↑  因頁數不夠而去掉的部分，水之七島篇尾聲的分鏡，其中可得知耶穌布盯上的目標絕對逃不掉！因此擁有「追擊者」這個可怕外號。
14. ↑  東立譯名為「怪力果實」。
15. ↑  東立譯名為「空間移動果實」。
16. ↑  東立譯名為「豪飲果實」。
17. ↑  東立譯名為「病菌果實」。
18. ↑  同等行为适用于各七武海旗下所隶属海贼团，责任归咎到王下七武海身上而免罪。
19. ↑  出道不久，進入“白鬍子”海賊團前。
20. ↑  頂點戰爭發生三年前。
21. ↑  頂點戰爭發生一年後。
22. ↑  頂點戰爭兩年後即現在。
23. 1 2  《ONE PIECE》漫畫第87卷SBS曾提到他和奇拉兩人少年時期因為咖哩烏龍麵的小意外，被心儀的女孩子揍了一頓，從此兩人開始討厭咖哩烏龍麵。
24. ↑  據取下面罩被改造後的模樣观察，蓝瞳淡紫色的嘴唇原來的樣子應是一個相貌與柯拉松/羅西南迪相似的金发青年。
25. ↑  在小說版「novel LAW」中由羅的恩人沃爾夫所發明，原名「花丸無敵號」，在羅一行人擊敗沃爾夫殘暴的海賊兒子巴克後，沃爾夫將它送給了羅當作餞別禮。
26. ↑  夏波帝諸島篇，變身形態更類似暴龍。
27. ↑  在漫畫單行本78卷SBS裡作者尾田提到，德雷克到底發生了什麼？他在想什麼？請繼續關注登上過扉頁連載的德雷克今後的行動。
28. ↑  果實能力於漫畫499話登場，名稱公布於107集單行本SBS
29. ↑  漫畫813話中，顯示培基的意識即使在「城堡」內也能移動本體，並察覺外在動靜。
30. ↑  一種在手套指尖處裝備刀刃的武器
31. ↑  《ONE PIECE》漫畫第87卷的人物介紹更正，最初連載時第29女。
32. ↑  Lip Service為英文的「口頭服務」。